# Wilhelm Furtwängler
Vous lisez un « article de qualité » labellisé en 2012.
Pour les articles homonymes, voir Furtwängler.
Wilhelm Furtwängler /ˈvɪl.hɛlm ˈfʊrt.ˌvɛŋ.lər/ est un chef d'orchestre et compositeur allemand, né le 25 janvier 1886 à Berlin et mort le 30 novembre 1954 à Baden-Baden.
Il fut l'un des plus importants chefs d'orchestre de l'histoire de la musique classique occidentale, notamment grâce à ses interprétations de la musique symphonique allemande et autrichienne, qui font encore référence pour les musicologues et les interprètes actuels.
Il mena à son apogée l'Orchestre philharmonique de Berlin, auquel il s'identifia toute sa vie. Furtwängler synthétisa la tradition d'interprétation germanique initiée par Richard Wagner et poursuivie par les deux premiers chefs d'orchestre permanents de l'Orchestre philharmonique : Hans von Bülow et Arthur Nikisch.
Sa manière d'aborder la musique, profondément influencée par les théories du musicologue juif viennois Heinrich Schenker, a souvent été comparée et opposée au style d'Arturo Toscanini, son rival de toujours, qui se voulait jouer strictement come è scritto. Il a eu une influence considérable sur tous les chefs d'orchestre de l'après-guerre, et notamment sur Sergiu Celibidache.
Son rôle, son image et certains de ses choix dans le contexte de l'Allemagne nazie lui valurent de nombreuses critiques. Toutefois, il critiqua lui-même souvent implicitement et par de nombreux faits attestés le régime nazi. De plus, on sait qu'il eut pour Adolf Hitler une aversion profonde.

## Biographie

### Enfance et début de sa carrière

#### Enfance

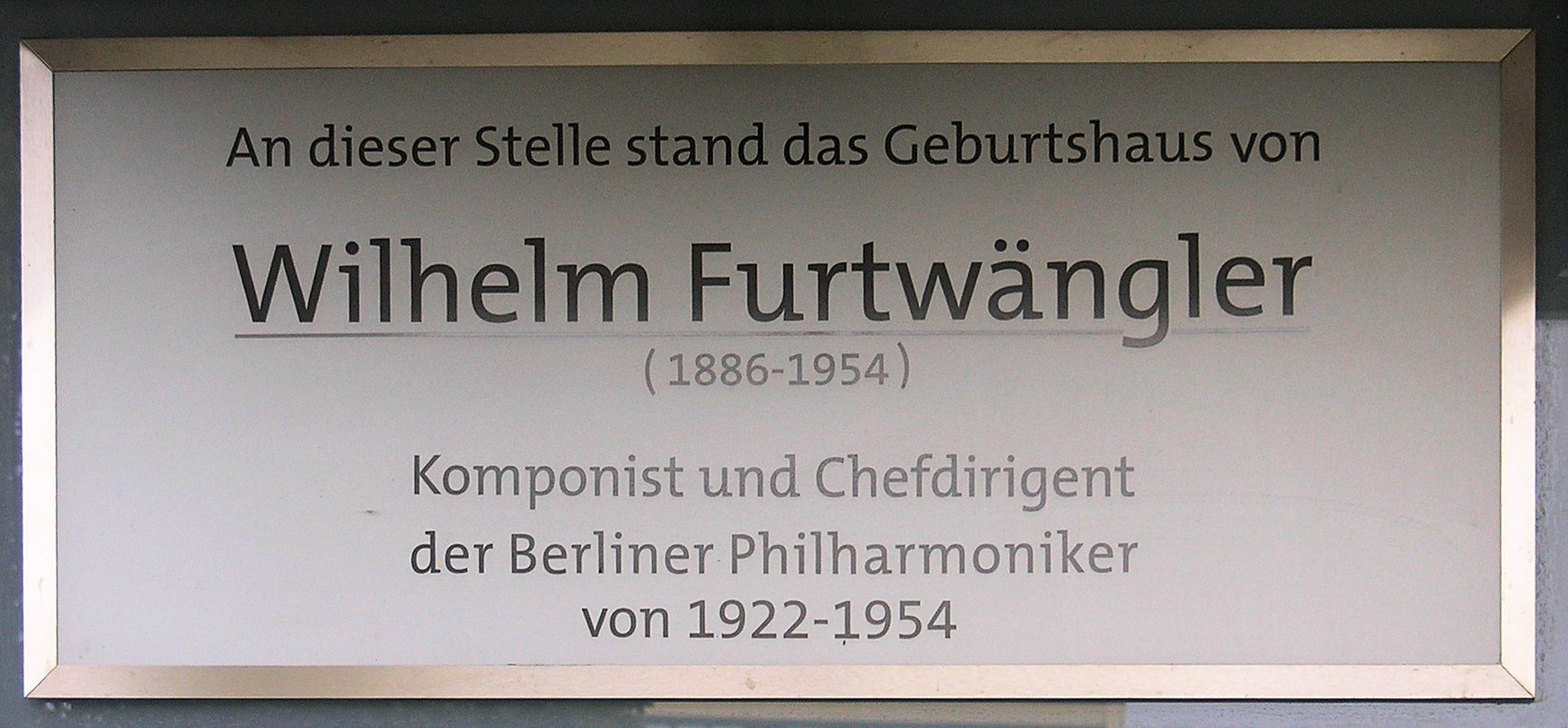
Plaque commémorative sur la Nollendorfplatz, à Berlin-Schöneberg, où est né Furtwängler.

Gustav Heinrich Ernst Martin Wilhelm Furtwängler naquit en 1886 à Berlin. Son père, Adolf Furtwängler (un cousin du mathématicien Philipp Furtwängler), était un éminent archéologue qui dirigea les fouilles allemandes à Égine, Mycènes et à Olympie — une salle porte son nom au musée d'Olympie — et dont certains des ouvrages sur la céramique grecque antique font encore autorité,,. Sa mère, Adelheid (née Wendt), dont le père avait été un ami de Johannes Brahms, était peintre. Son oncle maternel était le zoologue Anton Dohrn, qui avait fondé l'institut de zoologie de Naples. Wilhelm était l'aîné de quatre enfants, ses frère et sœurs se prénommant Walter (de) (qui fut un grand alpiniste), Märit et Annele. Il passa la plus grande partie de son enfance près de Munich, où son père enseignait à l'université. Il reçut une éducation musicale dès son plus jeune âge, développant très tôt une prédilection pour Ludwig van Beethoven, compositeur qui l'accompagnera artistiquement toute sa vie.

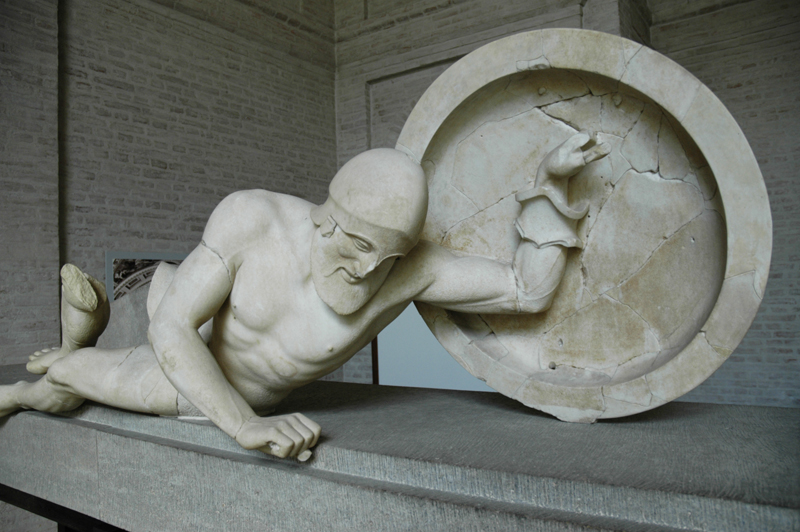
Statue du Temple d'Aphaïa (fin du) d'Égine. Furtwängler, adolescent, se rendit sur le site d'Égine, où son père dirigeait les fouilles archéologiques. Cette statue est conservée actuellement à la glyptothèque de Munich, dont le père de Furtwängler était le conservateur.

Elisabeth Furtwängler, son épouse, témoigne ainsi de cette proximité intellectuelle entre Beethoven et le jeune Furtwängler : « Wilhelm m'a raconté qu'adolescent il avait accompagné son père à Égine [en 1901], où ce dernier dirigeait des fouilles archéologiques. Là, le jeune Furtwängler montait dès le matin dans les forêts de pins et les collines, et lisait les quatuors de Beethoven dans l'immensité solitaire de la nature. »
Il décida à sept ans de devenir compositeur, vocation qui ne le quittera jamais. Il commença à composer dès cet âge, mais la composition lui déclenchait des crises de nervosité et de nombreuses insomnies. Bien que très brillant, le jeune homme s'ennuyait à l'école et fut donc retiré du système scolaire tôt. Il eut les archéologues Ludwig Curtius, Walter Riezler, les compositeurs Anton Beer-Walbrunn et Josef Rheinberger comme précepteurs. En 1902-1903, Furtwängler étudia la composition avec le chef d'orchestre et compositeur Max von Schillings. À partir de 1903, il suivit également l’enseignement de Conrad Ansorge, qui en fit un pianiste accompli.
Ludwig Curtius amena le jeune Furtwängler en Toscane en 1902. La découverte de l'art de la Renaissance italienne eut sur lui un impact dont l'importance ne peut être exagérée : dans la chapelle des Médicis, entouré des statues de Michel-Ange, l'adolescent demeura assis des heures refusant d'être dérangé par les adultes, composant le début de son Te Deum.

#### Débuts de carrière
À l'époque où Furtwängler fit ses débuts comme chef d'orchestre, à l'âge de vingt ans, il avait déjà écrit diverses œuvres, notamment sa première symphonie en ré majeur trois ans plus tôt, créée pour la Schlesische Philharmonie en 1903. Toutefois, elles avaient reçu un accueil très mitigé,. Craignant l'insécurité matérielle liée à une carrière de compositeur, il préféra se consacrer à la direction d'orchestre,. Lors de son premier concert à Munich le 19 février 1906, il dirigea la Consécration de la maison de Beethoven, un poème symphonique en si mineur de sa composition et la neuvième symphonie d'Anton Bruckner. Les musiciens de l'orchestre furent irrités qu'un si jeune débutant choisisse une œuvre aussi difficile que la neuvième symphonie de Bruckner pour son premier concert. Lors de la première répétition, sa technique de direction était tellement catastrophique qu'ils furent persuadés que le concert n'aurait jamais lieu. Mais, curieusement, Furtwängler sut leur transmettre, par delà ses gestes incontrôlés, sa conception de cette symphonie. Après le concert, les musiciens furent enthousiastes et la réaction du public et des critiques encourageante. Il fut répétiteur et assura des directions d'orchestres temporaires à Breslau en 1905, à Zurich durant la saison 1906/07, à Munich de 1907 à 1909, et à Strasbourg de 1910 à 1911, où il travailla sous la direction du compositeur Hans Pfitzner. Ce dernier eut une grande influence sur Furtwängler : il dirigea et loua les compositions de Pfitzner jusqu'à la fin de sa vie,.
En 1911, Hermann Abendroth démissionna de son poste de directeur musical de l'orchestre municipal de Lübeck. En avril 1911, la ville organisa un concours pour trouver son remplaçant. En fait, l'orchestre avait déjà choisi officieusement le successeur mais devait organiser un concours pour la forme et Furtwängler se présenta. Ce dernier ne fut pas pris au sérieux par le jury : il n'avait presque aucune expérience et sa technique de direction était dramatique, il bougeait les mains dans tous les sens sans raison. Cependant, pendant les répétitions et durant l'audition, les musiciens de l'orchestre furent bouleversés par ce jeune candidat qui semblait possédé par la musique et qui leur transmettait sa passion à travers un « sixième sens » ; ils exigèrent alors Furtwängler. Ce dernier devint donc le chef d'orchestre de la ville hanséatique, où la vie culturelle jouait un rôle très important. C'est à Lübeck, le 28 avril 1913, qu'il dirigea pour la première fois de sa vie la Neuvième. Cette Neuvième n'a évidemment pas été enregistrée mais ceux qui l'entendirent déclarèrent n'en avoir jamais entendue d'aussi extraordinaire et allèrent jusqu'à prétendre que l'on ne pourrait jamais en entendre de meilleure. Des commentaires similaires furent rapportés lorsqu'il dirigea l'Eroica (2 janvier 1915) ainsi que pour l'adagio de la Symphonie no 8 de Bruckner (28 mars 1914). Cependant, conscient de la nécessité d'améliorer sa technique de direction, Furtwängler se rendit à Hambourg en février 1912 pour assister à un concert sous la direction d'Arthur Nikisch, le directeur de Orchestre philharmonique de Berlin, considéré à l'époque comme le plus grand chef d'orchestre d'Allemagne voire du monde. Alors que Furtwängler fut toujours très critique vis-à-vis de ses confrères, il fut ce soir-là bouleversé. Après le concert, une amie le présenta à Nikisch mais le jeune homme fut tellement ému qu'il ne put dire un mot. Néanmoins, Furtwängler continua à aller assister à de nombreux concerts dirigés par Nikisch à Hambourg pour essayer de découvrir ce qu'il considérait comme le « secret » du vieux maître et qui correspondait exactement à ce qui lui manquait : la capacité à obtenir des sons magnifiques en utilisant un nombre très réduit de gestes simples. Ce dernier invitait systématiquement Furtwängler aux dîners qu'il organisait après ses concerts. Un convive demanda un soir à Nikisch qui était ce jeune homme mal habillé et qui était si timide qu'il ne parlait presque pas. Il lui répondit simplement : « Il est sûr qu'il est destiné à de grandes choses », et prophétisa : « ce sera probablement mon successeur ». Furtwängler considéra toujours Nikisch comme son unique modèle pour la direction orchestrale,.
Il fut ensuite nommé à l'opéra de Mannheim en 1915. C'était son premier poste important et le début de sa fulgurante carrière,, : le 7 septembre 1915, pour son premier concert à Mannheim, il dirigea Fidelio, qui demeura toujours son opéra favori. Les critiques ne tarissaient plus d'éloges : on parla dans toute l'Allemagne du « miracle Furtwängler ». Le poste à Mannheim a aussi une forte valeur symbolique : c'est là, en effet, qu'un groupe de musiciens du milieu du XVIIIe siècle, que l'on dénomme l'École de Mannheim, développa la forme sonate dans sa confection classique, laquelle devint ensuite celle de la symphonie. Son épouse Elisabeth rapporte que sa nomination à Mannheim fut la plus grande joie de sa carrière, plus encore que celle à Berlin, qui intervint plus tard.
Furtwängler a raconté à de nombreuses reprises le déroulement de l'audition, et Friedrich Schnapp, qui était chargé des enregistrements de Furtwängler pendant une longue période, en fit également le récit : il fallait remplacer le chef d'orchestre Bodansky, lequel devait décider, avec un jury de trois personnes, qui allait être son successeur. Furtwängler dirigea Fidelio mais commit de nombreuses erreurs techniques alors que ses concurrents dirigèrent sans le moindre accroc. Schnapp raconta que Furtwängler était totalement déprimé et absolument sûr qu'il ne serait pas retenu. Mais, contre toute attente, Bodansky l'invita à dîner et, pendant le repas, il lui demanda quand il voulait commencer. Furtwängler fut très surpris et lui fit remarquer qu'il avait fait de nombreuses erreurs et pas les autres candidats. Schnapp raconta : « Bodansky [dit] : « cela ne m'intéresse pas du tout. Vous étiez de loin le meilleur ! Les autres ne font pas le poids c'est certain. » Et Furtwängler me dit alors : « voyez-vous, et c'était un Juif, et il faut… je devrais écrire un jour tout ce que je dois aux Juifs ! Ils avaient effectivement un sens de la qualité qui est unique » […] Et ce fut le début de l'ascension de Furtwängler. »

#### Le plus grand chef d'orchestre d'Allemagne
De 1920 à 1922, Furtwängler travailla tour à tour à Francfort-sur-le-Main, à Vienne, à la Staatskapelle de Berlin, à l'Orchestre du Gewandhaus de Leipzig, où il succéda à Arthur Nikisch, et, simultanément, au prestigieux Orchestre philharmonique de Berlin,. En 1922, à 36 ans seulement, il devint le principal chef d'orchestre en Allemagne. George Schneider raconta : « Au mois d'octobre 1922, dans la vieille salle de la Philharmonie, un jeune homme de trente-six ans dirige l'orchestre philharmonique de Berlin. Il vient d'être choisi pour prendre la tête du plus prestigieux orchestre du monde. Dans une loge, Marie von Bülow, seconde femme du grand chef d'orchestre Hans von Bülow, ami de Liszt, Brahms et Wagner, remarqua : « C'est la première fois que, depuis Bülow, j'ai retrouvé cette impression de chair de poule dans le dos »,. »

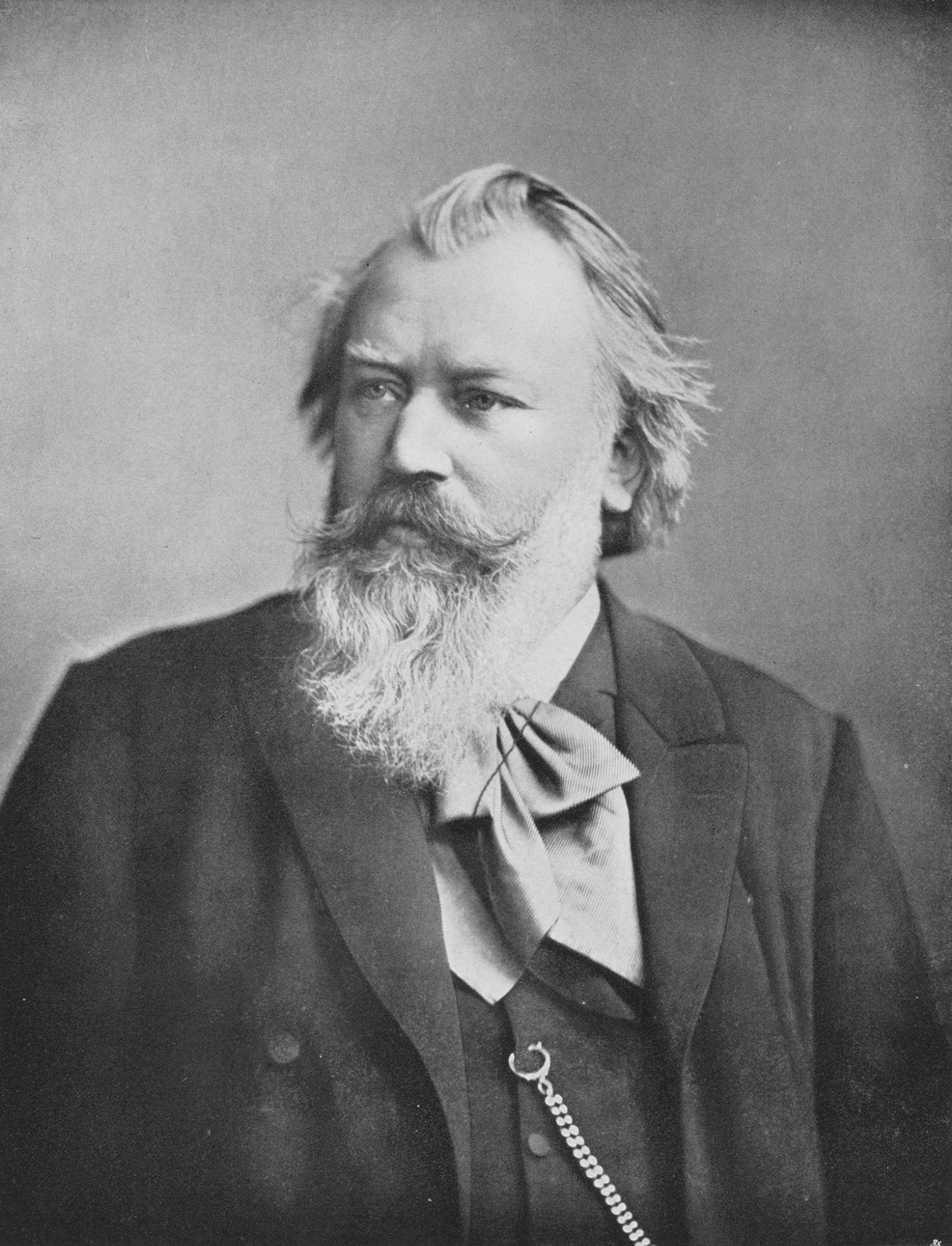
Furtwängler naquit onze ans avant la mort de Johannes Brahms. Furtwängler eut toute sa vie une forte affinité pour la musique de Brahms. Son grand-père maternel fut l'ami du compositeur,.

Ultérieurement, il participa régulièrement au festival de Salzbourg et au festival de Bayreuth. Plus précisément, il dirigea à Bayreuth à partir de 1931 et à Salzbourg à partir de 1937. Il travailla très souvent avec l'Orchestre philharmonique de Vienne, qui avait été celui de Gustav Mahler. Furtwängler succéda à Felix Weingartner à la direction de cet orchestre en 1927. En 1930, il abandonna ce poste sous la pression du Sénat allemand, qui voulait le conserver par tous les moyens en Allemagne. Clemens Krauss lui succéda et, à partir de 1933, l'orchestre n'eut que des chefs invités. Cependant, Clemens Hellsberg expliqua « qu'entre 1927 et 1954, le véritable chef principal de l'orchestre de Vienne fut Wilhelm Furtwängler, qui s'est produit plus de 500 fois à la tête de l'orchestre. » Mais Furtwängler déclara toujours que l'orchestre de Berlin avait la priorité par rapport à celui de Vienne. Il s'identifia toute sa vie à l'orchestre de Berlin, ce qui est une des raisons principales pour lesquelles il ne quitta jamais l'Allemagne. Les musiciens de l'orchestre de Vienne se plaignirent toujours que leur orchestre n'était que la « maîtresse » de l'illustre chef d'orchestre alors que celui de Berlin était sa « femme ». Furtwängler considérait que tous les musiciens de l'Orchestre philharmonique de Berlin étaient sa famille, les traitant toujours avec grande affection, voire les protégeant durant la période nazie,,,,.
S'intéressant au plus haut point au travail de création des œuvres, pendant la première partie de sa carrière, Furtwängler programma régulièrement des œuvres de compositeurs qui lui étaient contemporains,. Parmi beaucoup d'autres, il joua régulièrement Arthur Honegger, Hans Pfitzner, Igor Stravinsky, Arnold Schönberg, Béla Bartók, Gustav Mahler, Sergueï Prokofiev, Carl Nielsen, Maurice Ravel et Richard Strauss,,. Son compositeur préféré de cette période était Béla Bartók. En outre, il dirigea la création mondiale de plusieurs œuvres importantes du répertoire contemporain. À partir de 1920, Furtwängler travailla avec le musicologue Heinrich Schenker, dont les théories font souvent encore aujourd'hui autorité pour l'interprétation de la musique tonale,,. Jusqu'à la mort de Schenker en 1935, ils étudièrent ensemble en profondeur les partitions des œuvres que Furtwängler dirigeait ensuite, et Schenker venait assister à ses concerts, commentant et corrigeant ses interprétations,.

#### La République de Weimar

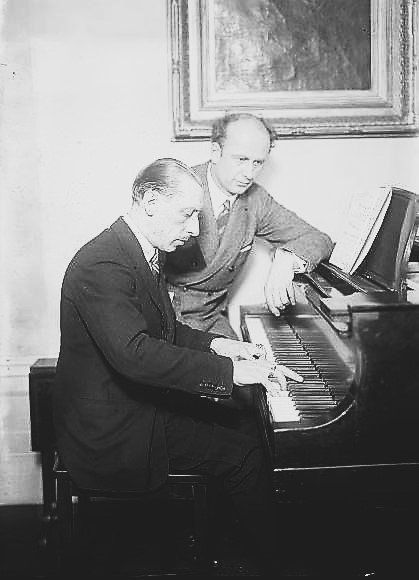
Stravinsky et Furtwängler. Sous la république de Weimar (photo prise en 1930), Furtwängler joua un rôle important dans la mise en valeur de la musique contemporaine, en particulier celle de Stravinsky.

À la suite des accords de Locarno, Furtwängler joua un rôle de premier plan dans le rapprochement culturel avec la France, où il dirigea souvent,,. Il avait d'ailleurs continué à diriger de la musique française durant la Première Guerre mondiale : ainsi, le Carmen de Bizet apparaît à de nombreuses reprises dans les programmes des concerts de Furtwängler pendant cette période, malgré le contexte peu favorable.
Tous les éléments biographiques concordent pour indiquer que Furtwängler ne tomba jamais dans la haine des Français et l'utilisation des Juifs comme boucs-émissaires, idées qui traversèrent toute la société allemande pendant son existence,,,. Il reçut la Légion d'honneur le 20 février 1939. Ce geste du gouvernement français tend à prouver que les chancelleries des démocraties occidentales savaient parfaitement que Furtwängler ne soutenait pas politiquement le régime nazi. Hitler fit d'ailleurs interdire la publication de cette nouvelle en Allemagne. D'autre part, comme Furtwängler refusa de mettre les pieds sur le territoire français durant l'Occupation, sa relation privilégiée avec la France reprit vite après la guerre : c'est la France qui fut le premier pays étranger à l'inviter après qu'il eut repris ses fonctions au Philharmonique de Berlin en 1947 (les 24 et 25 janvier 1948 à Paris).
Durant la République de Weimar, l'Allemagne connut une grande effervescence culturelle, non seulement dans le domaine de la musique classique, mais aussi en architecture (le Bauhaus), dans le cinéma, la peinture (l'expressionnisme allemand), etc. Furtwängler, qui était devenu un symbole vivant de la grande tradition musicale germanique, joua un rôle important dans cet univers artistique,. Que ce soit pour sa carrière ou pour les influences musicales qui façonnèrent son style de direction, Furtwängler ne devait donc rien à la période nazie.

### 1933-1945: Un chef d'orchestre apolitique?
Les rapports de Furtwängler avec Hitler, et son attitude envers les nazis, ont occasionné de nombreuses polémiques. Lors de leur arrivée au pouvoir en 1933, le chef d'orchestre était très critique à leur égard  (voir la section « Relations tendues avec le pouvoir nazi »). Après s'être opposé publiquement aux mesures raciales d'Hitler, Furtwängler se retrouva en situation d'affrontement direct avec les dirigeants nazis en particulier lorsqu'il prit la défense de l'œuvre de Paul Hindemith (voir la section sur « le cas Hindemith »).
Les dirigeants nazis cherchaient par tous les moyens à le garder en Allemagne car ils souhaitaient l'utiliser comme symbole de la culture allemande (voir la section « La volonté de récupération »). D'autre part, comme Furtwängler pensait que son rôle était de rester en Allemagne pour protéger cette même culture et pour aider les Allemands menacés par le régime, il décida de rester dans son pays comme artiste « apolitique » (voir la section sur l'« accord » de 1935). Toutefois, rester en Allemagne sans aucun lien avec les dirigeants nazis se révéla très vite impossible, comme en témoigne le concert consacré à Beethoven le 2 mai 1935 où Hitler et tous les dirigeants nazis vinrent sans prévenir Furtwängler. Le fait de rester en Allemagne permit au chef d'orchestre de protéger certaines formations musicales (l'existence de l'Orchestre philharmonique de Vienne) et d'aider de nombreuses personnes juives ou non juives (voir la section « La résistance à la volonté des nazis »),.
Goebbels en avait conscience. Il écrivit à plusieurs reprises dans son journal personnel que Furtwängler aidait sans arrêt des Juifs, « demi-Juifs » et « son petit Hindemith » mais il ferma volontairement les yeux. En effet, il réussit à obtenir en échange sa participation à quelques manifestations importantes : un concert des Die Meistersinger von Nürnberg en 1938 à Nuremberg, la veille des journées du parti nazi (voir la section « Les chocs de l'année 1938 »), et plusieurs concerts de Beethoven pour l'anniversaire d'Hitler, comme celui de 1942 à Berlin (voir la section « Le grand concert de 1942 »). Ces concerts furent vivement reprochés à Furtwängler après la guerre. Pendant la guerre, Furtwängler essaya systématiquement d'éviter de jouer dans les pays occupés. En particulier, il refusa catégoriquement de mettre les pieds en France sous l'Occupation. Il se rendit cependant en 1940 et 1944 à Prague, où il joua de la musique slave, et à Oslo en 1943 où il aida le chef d'orchestre d'origine juive Issay Dobrowen à s'enfuir en Suède (voir la section « Attitude face aux exigences du pouvoir »).
Les dirigeants nazis fermèrent les yeux sur de nombreux faits concernant Furtwängler : entre autres, il refusa toujours de faire le salut nazi, de diriger les hymnes nazis et refusa de participer au grand film de propagande les Philharmoniker où il devait jouer le rôle principal. Mais la situation changea après l'attentat manqué du 20 juillet 1944 contre Hitler, quand il devint évident que Furtwängler avait des liens avec les membres de la résistance allemande au nazisme qui avait organisé l'attentat (voir la section « La condamnation à mort et la fuite »). Ayant appris que la Gestapo était sur le point de l'arrêter, il s'enfuit précipitamment en Suisse au début du mois de février 1945.

#### Premiers grands enregistrements

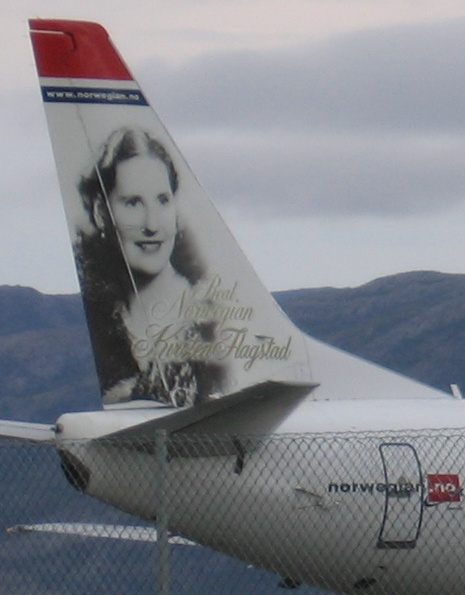
Kirsten Flagstad. Elle fut une des plus grandes sopranos wagnériennes du siècle dernier. Elle enregistra Tristan und Isolde en 1952 avec Furtwängler,.

En 1937, Furtwängler réalisa une grande tournée en Angleterre pendant laquelle fut enregistrée sa première interprétation importante de la 9e symphonie de Beethoven ainsi que de nombreux extraits d'opéras de Richard Wagner avec notamment Kirsten Flagstad et Lauritz Melchior. Il existe même quelques enregistrements dans lesquels ils jouent tous les trois ensemble : ces enregistrements sont particulièrement importants car ils réunissent ceux qui furent probablement les trois plus grands interprètes wagnériens du XXe siècle.
En 1938, Furtwängler fut très affecté par les exactions systématiques contre les Juifs qui s'organisèrent et qui menèrent à la « nuit de Cristal ». Le témoignage le plus poignant de l'état dans lequel il était durant cette période est l'enregistrement qu'il fit de la Symphonie no 6 de Tchaïkovski cette année-là,,. La critique unanime estime que jamais le pathétique et le tragique n'ont été poussés aussi profondément,. Furtwängler était alors dans un état de pleine dépression et proche du suicide. Dans les enregistrements de Parsifal de 1938, on ressent la même impression de profonde dépression. Sami Habra déclara à propos de l'enregistrement de la Symphonie no 6 de Tchaïkovski : « le dernier mouvement aurait probablement contenu quelque lueur d'espoir, n'eût été les événements tragiques qui allaient plonger le monde dans ses heures les plus noires. Nombre d'observateurs ont fait observer que Furtwängler avait prévu ce qui allait se passer. »

#### L'«émigration intérieure»
Dans son interprétation de 1938 de la « Pathétique » de Piotr Ilitch Tchaïkovski, il parut toucher le fond, mais il semble que quelque chose se transforma complètement dans son esprit au tournant de la guerre. En témoigne un enregistrement de 1940 d'une version orchestrée de la Cavatina du treizième quatuor de Ludwig van Beethoven qui, au lieu d'exprimer un désespoir absolu, semble totalement hors du temps. Il n'est pas possible, en écoutant cet enregistrement, de ne pas se rappeler que Furtwängler apprenait par cœur, très jeune, les quatuors de Beethoven en Grèce, alors que son père dirigeait les fouilles dans les plus grands sanctuaires de la Grèce antique. Furtwängler sembla, à partir de ce moment, atteindre une dimension spirituelle qui prenait racine dans la plus haute tradition idéaliste grecque et dont la musique symphonique germanique se voulait l'héritière, dimension qui lui servit de « refuge intérieur ». Goebbels se rendit compte que Furtwängler s'était enfermé dans une émigration intérieure, utilisant ce terme bien avant que les intellectuels allemands ne le définissent après la guerre. Il écrivit, en avril 1944 :

« Furtwängler n'a jamais été national-socialiste. Et il n'a jamais fait de mystère là-dessus […]. Et les Juifs et les émigrés ont trouvé cela suffisant pour le considérer comme un des leurs, lui qui était dans une sorte d'« émigration intérieure » ; […] il n'a jamais changé d'avis sur nous. »

Les enregistrements de la suite de la guerre, s'ils sont toujours en 1942 et 1943 marqués par le sceau du tragique, ne finissent pas dans le désespoir comme la sixième symphonie de Tchaïkovski de 1938. Au contraire, ils semblent s'ouvrir sur une dimension transcendante. Cette tendance va en s'accentuant alors que le monde s'effondre de plus en plus autour de lui pour culminer dans les versions de 1944-1945, dans lesquelles le tragique disparaît définitivement.

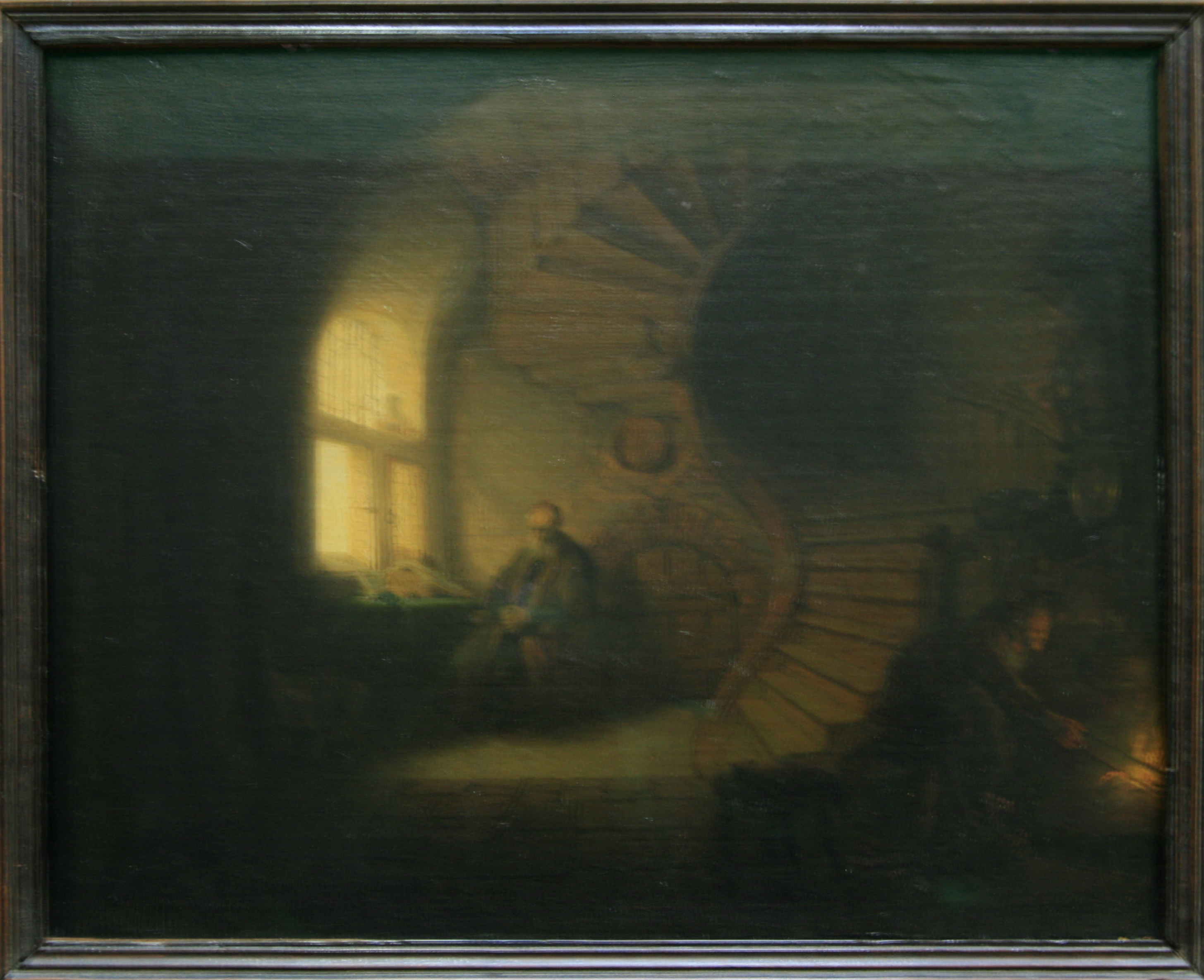
Rembrandt, Philosophe en méditation. Tout comme dans les œuvres principales du peintre, il se dégage des interprétations de guerre de Furtwängler une forte présence spirituelle qui a été soulignée par de nombreux critiques comme André Tubeuf, Sami Habra ou Harry Halbreich. Furtwängler a comparé explicitement sa direction « floue » avec l'art de Rembrandt.

Cette transformation apparaît si l'on compare le dernier mouvement de la Symphonie no 6 de Tchaïkovski de 1938, l'adagio de la Symphonie no 7 d'Anton Bruckner de 1942 et l'adagio de la Symphonie no 8 de Bruckner de 1944. Alors que l'enregistrement de 1938 se finit sur un vide immense, celui de 1942 est tragique mais la grandeur du discours est telle qu'en arrière-plan, une présence surnaturelle transparaît. Dans l'adagio de 1944, le processus d'anéantissement et de mort semble pleinement accepté par le chef d'orchestre et, à la fin du mouvement, « au bout du tunnel », cette présence surnaturelle, qui n'était qu'en arrière plan en 1942, se révèle clairement porteuse d'un espoir infini. Cette dimension spirituelle est encore plus claire dans l’enregistrement de l'« Eroica », la Symphonie no 3 de Beethoven, daté de décembre 1944 et qualifié de « la plus grande interprétation de tous les temps de la plus grande symphonie de tous les temps. » Furtwängler réalisa la plus grande Marcia funebre, le deuxième mouvement de la symphonie, jamais enregistrée. Mais, s'il s'agit toujours d'un dialogue avec la mort, cela n'a plus rien à voir avec l'expressionnisme allemand. On est beaucoup plus proche des plus grands chefs-d'œuvre de Rembrandt où la peinture semble « habitée » par une présence surnaturelle et où les décors semblent sortir du cadre du tableau pour occuper un espace sans limite. André Tubeuf écrivit dans son commentaire sur cet enregistrement de 1944 : « un fabuleux classicisme, figures que l'on dirait de pierre par leur noblesse, de feu par leur urgence : mais qui libèrent soudain, sur l'aile d'un Scherzo, dans le pas d'une Marche, « donné en acte », l'Infini. »

#### Les enregistrements de 1942-1943
En 1942, les techniques d'enregistrement s'étant améliorées, Furtwängler commença à accepter d'être enregistré un peu plus souvent. S'ensuivirent des enregistrements qui comptent parmi les documents sonores les plus importants du XXe siècle : par exemple, le mythique adagio de la symphonie no 7 de Bruckner, le Concerto pour piano no 2 de Brahms avec Edwin Fischer,, la symphonie no 5 de Bruckner, une symphonie no 9 de Schubert (intitulée  la Grande),, Till l'Espiègle de Richard Strauss et surtout la symphonie no 9 de Beethoven,. À propos de cette version dantesque, Harry Halbreich déclara concernant le premier mouvement : « nul n'a jamais approché Furtwängler dans l'évocation de ce terrifiant déchaînement de forces cosmiques. »

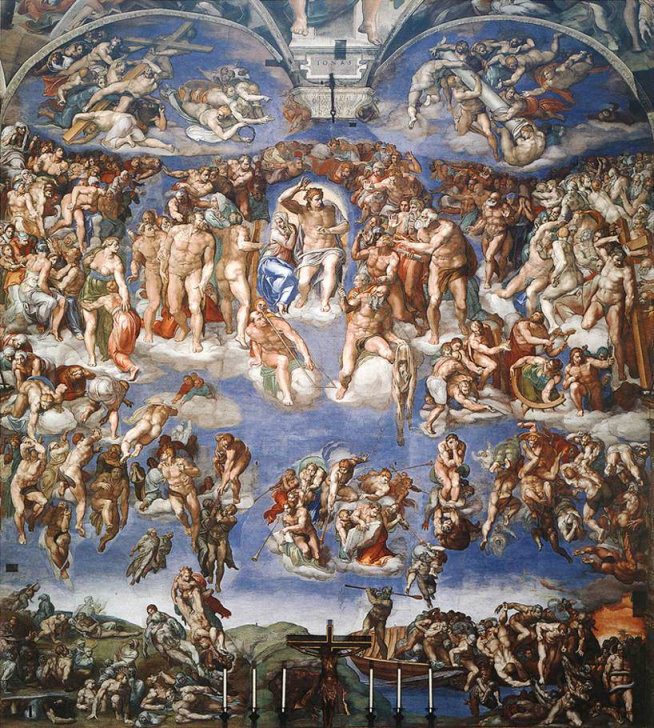
Le Jugement dernier de Michel Ange dans la chapelle Sixtine. La Neuvième de Beethoven de 1942 par Furtwängler a été comparée à la chapelle Sixtine de Michel Ange par la critique.

L'adagio a toujours été considéré par la critique comme un « sommet » de l'art de Furtwängler. René Trémine déclara en effet : « quant à l′adagio, ne serait-il pas, en sa surhumaine ampleur, le plus haut sommet atteint par Furtwängler - avec la marche funèbre de l'Eroica [à Vienne en 1944] ? » En ce qui concerne le fortissimo de la mesure 330 du finale, suivi d'un point d'orgue démesuré, Harry Halbreich ajouta : « [il s'agit d'une] vision de Dieu où Beethoven, grâce à un interprète digne de lui, rejoint et égale en puissance le Michel-Ange de la chapelle Sixtine. »
En 1943, il enregistra l'ouverture de Coriolan, une symphonie no 4 de Brahms,,, les Variations sur un thème de Haydn de Johannes Brahms et surtout la cinquième symphonie de Beethoven. En ce qui concerne cette dernière, la transition du 3e au 4e mouvement est probablement l'un des plus grands moments de l'histoire de la musique,,.
Quatre mois après cette 5e de Beethoven, il enregistra la 7e symphonie de Beethoven,. Harry Halbreich écrivit à propos du second mouvement de cet enregistrement : « Dès les premières mesures, [la] perfection nous subjugue par son évidence : comment en douter, c'est là le tempo juste, humainement, organiquement juste, de cette musique [...] Qui décrira la beauté incroyable du phrasé de la sonorité [...] du chant des altos et violoncelles [...] ? [...] l'expression sublime des violons dans l'aigu [...] ? Quant au second thème, à son retour il apparaît encore plus émouvant et plus expressif (plus brahmsien aussi !) que la première fois ». Pour le finale : « ce finale fut toujours l'un des grands chevaux de bataille [de Furtwängler]. […] Furtwängler, rééditant l'incroyable performance de la conclusion de la « cinquième » de juin 1943, […] se lance dans une gradation finale défiant toute description, un maelström d'enfer qui coupe le souffle […] sans que ce déchaînement échappe un seul instant à la poigne de fer du génial meneur d'hommes. « Je suis le Bacchus qui broie le délicieux nectar pour l'humanité. C'est moi qui donne aux hommes la divine frénésie de l'esprit » : ainsi s'exprimait Beethoven. Il fallait un géant, comme le Furtwängler de ce jour d'automne 1943, pour faire vivre la réalité sonore de cette divine frénésie ! » En 1943, Furtwängler dirigea aussi, au Festival de Bayreuth, Die Meistersinger von Nürnberg avec Max Lorenz.

#### L'année 1944
Fin 1944, Berlin et Vienne étaient sous les bombardements alliés. Les salles de concert étaient détruites les unes après les autres. Furtwängler réalisa une dernière série de concerts souvent « sans public », pour être ensuite retransmis à la radio. Il est difficile de se représenter ce qui se passe dans son esprit, dirigeant ses derniers musiciens dans des salles vides, dans un univers complètement apocalyptique. Toujours est-il que Furtwängler, particulièrement inspiré par l'effondrement du IIIe Reich, enregistra une série d’œuvres de tout premier plan : une symphonie no 3 de Beethoven, l'Eroica,,,, la symphonie no 8 de Schubert, l'ouverture de Léonore III et la symphonie no 6 de Beethoven, une symphonie no 8 de Bruckner, une symphonie no 9 de Bruckner, elle aussi considérée par certains critiques comme le « plus extraordinaire enregistrement symphonique du XXe siècle,, » et, in extremis, début 1945 à Vienne alors qu'il s'enfuyait en Suisse, poursuivi par la Gestapo, la Symphonie en ré mineur de César Franck, et une ultime symphonie no 2 de Brahms.
Dans Berlin en ruines et assiégé, son dernier concert pendant la guerre date du 23 janvier 1945 à l'Admiralspalast, avec la symphonie no 4 de Brahms, dont il subsiste l'enregistrement du seul dernier mouvement, resté légendaire. 
Les Soviétiques occupèrent Berlin dès 1945 et s'emparèrent des enregistrements de Furtwängler avec l'Orchestre philharmonique de Berlin. Ces derniers ne furent rendus officiellement par l'Union soviétique qu'à la fin des années 1980.

### Les années de silence (1945-1946)
Ayant appris qu'il allait être arrêté par la Gestapo, Furtwängler s'était enfui en Suisse au début de l'année 1945. Après l'effondrement du Troisième Reich et la découverte des crimes contre l'humanité d'une échelle sans précédent commis par les nazis, une partie de la presse helvétique se déchaîna contre Furtwängler lui reprochant d'être resté en Allemagne (voir la section la solitude et le soutien de grands musiciens juifs). En dépit du fait qu'il n'avait jamais été membre d'une organisation nazie et que des musiciens juifs de haut niveau comme Yehudi Menuhin, Nathan Milstein et Arnold Schönberg prirent publiquement sa défense, Furtwängler dut passer par une commission de dénazification sur fond de guerre froide. En effet, les Soviétiques souhaitaient le récupérer pour Berlin-Est, mais Furtwängler souhaitait reprendre la direction de l'orchestre de la ville, situé en zone américaine,. Sa défense fut préparée en grande partie par deux Juifs allemands qui avaient fui le régime nazi (voir la section « Curt Riess, Berta Geissmar, le procès et l'acquittement »). La première de ces deux personnes était Berta Geissmar, qui avait été son assistante jusqu'en 1935. Elle avait préparé un grand nombre de documents prouvant l'aide apportée par Furtwängler à de nombreuses personnes. Ces documents disparurent mystérieusement lors de leur transfert à la commission de dénazification. La deuxième était Curt Riess, écrivain et journaliste qui croyait au départ que Furtwängler avait été un collaborateur nazi. Après l'avoir rencontré, Curt Riess passa l'année 1946 à aider Furtwängler.
Lors du procès, on reprocha à Furtwängler deux concerts officiels pendant la période 1933-1945, son titre honorifique de Staatsrat de Prusse (il avait démissionné de ce titre en 1934 mais sa démission avait été refusée) et une réflexion antisémite contre le « demi-Juif » Victor de Sabata. Des musiciens vinrent pour témoigner en sa faveur, comme Hugo Strelitzer qui déclara à la fin du procès : « si je suis vivant aujourd'hui c'est grâce à ce grand homme. Furtwängler a aidé et protégé de nombreux musiciens juifs et cette attitude prouve un grand courage car il le faisait sous les yeux des Nazis, en Allemagne même. L'histoire jugera cet homme,,. » La commission blanchit Furtwängler. En dépit de cela, certains reprochèrent toujours à Furtwängler d'être resté en Allemagne et d'avoir dirigé de la musique en présence d'Hitler, comme en témoigne le boycott de l'Orchestre de Chicago organisé en 1948 par des musiciens américains pour empêcher sa venue aux États-Unis.
Interdit de diriger tant que la commission de dénazification ne s'était pas prononcée, Furtwängler passa les années 1945-1946 à composer : il finit sa deuxième symphonie et commença sa troisième,.

### L'apogée
En 1947, Furtwängler reprit sa carrière tout d'abord en Italie. Maria Callas raconta en août 1968 qu'elle assistait régulièrement à ses concerts à cette époque et, après s'être plainte de la baisse du niveau des chefs d'orchestre depuis la mort de Furtwängler, elle conclut : « pour moi, il était Beethoven. » Furtwängler enchaîna les concerts avec beaucoup de succès.
Le 25 mai 1947, il revint au Philharmonique de Berlin où il dirigea les 5e et 6e symphonies de Ludwig van Beethoven. La presse parla d'un triomphe, de seize rappels et surtout d'un public « international ». En effet, de nombreuses personnes que Furtwängler avait aidées pendant la période nazie étaient venues pour le remercier. La même chose se reproduisit durant sa tournée à Londres en 1948 où de nombreuses personnes d'origine juive que Furtwängler avait aidées vinrent lui faire un triomphe. Le fait que de « nombreux Juifs » étaient allés aux concerts de Furtwängler à Londres en 1948 fut rapporté même dans la presse américaine.

#### Yehudi Menuhin et le message d'amour
En septembre 1947, Yehudi Menuhin, qui considérait que le comportement de Furtwängler pendant la période nazie avait été irréprochable, vint à Berlin pour jouer le Concerto pour violon de Beethoven avec lui. La photographie prise à la fin du concert où le chef allemand et le violoniste juif se tiennent chaleureusement la main et font face au public fit le tour du monde et eut une grande portée symbolique. Le visage de Furtwängler, rayonnant de bonheur, contrastait fortement avec celui, extrêmement crispé, des photographies de la période nazie. Il s'ensuivit une longue amitié entre les deux musiciens et des enregistrements de premier plan, comme celui du concerto de Beethoven à Lucerne en 1947 et à Londres en 1953,, ou encore le Concerto pour violon de Brahms de 1949,, de Béla Bartók (le deuxième) enregistré en 1953, et celui, tout particulièrement symbolique de Felix Mendelssohn enregistré en 1952,. Cette série de concertos fut vite considérée comme l'un des sommets de la carrière du violoniste. Yehudi Menuhin écrivit en juillet 1989 :

« À une époque où chacun était entouré de dangers, il a su offrir son aide à beaucoup de musiciens et compositeurs. Hindemith disait qu'il était devenu l'exemple du monde musical. [...] J'ai eu le bonheur, peu après la guerre, de rencontrer en lui un homme qui semblait incarner ce que la tradition allemande a de plus grand et de plus noble. Il était formidable de découvrir avec lui, dans la musique, les prémisses d'une nouvelle Allemagne au milieu des ruines de Berlin. [...] Il a vraiment « racheté » le temps au sens biblique du terme ; pour lui, le temps signifiait faire de la musique [...] À travers son interprétation, une œuvre devenait vivante et libre, et il en était de même pour les musiciens auxquels il insufflait une nouvelle inspiration. »

Yehudi Menuhin fut scandalisé par le boycott de l'Orchestre de Chicago de 1948 contre la venue de Furtwängler aux États-Unis car certains de ses principaux organisateurs lui avouèrent avoir eu pour seul but d'éliminer la concurrence de Furtwängler en Amérique du Nord,,.

#### Richard Strauss et les années 1947-1949

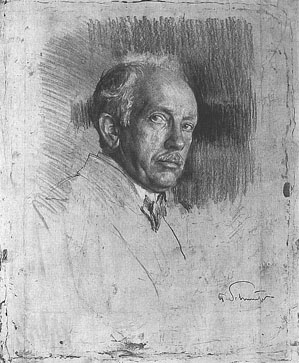
Richard Strauss.

Furtwängler avait souvent dirigé Richard Strauss mais avait toujours émis certaines réserves sur ses compositions. Strauss était en 1947 proche de la mort et avait vécu une situation similaire à celle de Furtwängler : il était resté en Allemagne malgré son aversion pour le nazisme. Furtwängler apprécia sans réserves les deux dernières œuvres qu'il composa. La première, les Métamorphoses (Metamorphosen), est certainement l'œuvre symphonique la plus aboutie de Strauss : Furtwängler en dirigea une version prodigieuse en 1947 à Berlin qui montre à quel point les deux musiciens étaient unis désormais. La même année, il enregistra aussi un Don Juan du même niveau. Peu de temps après la mort du compositeur survenue en septembre 1949, c'est Furtwängler qui eut l'honneur de diriger la première mondiale de la dernière composition de Richard Strauss : les Quatre derniers lieder (Vier letzte Lieder). Cette première eut lieu à Londres le 22 mai 1950 avec Kirsten Flagstad et l'Orchestre Philharmonia.
En 1948, il fit une tournée en Angleterre où fut filmée une répétition de la fin de la quatrième symphonie de Brahms. Une vidéo de l'enregistrement est toujours disponible. Il enregistra à Hambourg sa deuxième symphonie : cet enregistrement prouve que Furtwängler sut être un grand compositeur. L'influence d'Anton Bruckner est évidente mais sa façon de structurer sa symphonie relève de la pure tradition allemande plutôt que de celle autrichienne. Le compositeur Arthur Honegger déclara à propos de cette composition : « il n'y a pas à discuter d'un homme qui peut écrire une partition aussi riche. Il est de la race des grands musiciens. »
Cette même année, il enregistra deux fois la 3e des suites pour orchestre de Jean-Sébastien Bach : dans « l’air » (le deuxième mouvement de cette suite), Furtwängler adopta un tempo incroyablement lent. En 1949, il enregistra une ouverture de Leonore II qui est un monument de l'interprétation beethovénienne et une symphonie no 3 de Brahms du même niveau,,,.

#### La Scala et le festival de Salzbourg
En 1950, Furtwängler dirigea un Ring de Richard Wagner à la Scala de Milan avec Kirsten Flagstad, qui fut un triomphe. Furtwängler montra clairement que Wagner avait su articuler à la perfection la musique avec ses innombrables inventions scéniques. Dans son texte sur la Tétralogie daté de 1919 et publié dans Musique et Verbe, Furtwängler expliqua qu'il y avait une grande différence entre Tristan und Isolde et le Ring : du premier opéra se dégageait une grande unité, que Furtwängler révéla de façon exemplaire dans son enregistrement de 1952, mais non dans le Ring où, déclara-t-il, « [la musique] est entièrement liée au détail et au moment. Tout est assujetti à la tâche d'expliquer. » Il conclut qu'« il n'existe pas de plus fidèle musique de théâtre. » Ses enregistrements du Ring sont, à ce sujet, une véritable mine d'informations pour les interprètes wagnériens tant le chef d'orchestre a compris les moindres subtilités musicales qu'avait inventées Wagner pour colorer cet univers mythologique,. Lors des concerts de 1950, sa vision de la musique wagnérienne impressionna deux jeunes musiciens qui étaient présents, : Carlos Kleiber et Claudio Abbado.
Pendant le festival de Salzbourg de 1950, on demanda à Furtwängler d'auditionner un jeune baryton de 25 ans du nom de Dietrich Fischer-Dieskau. Furtwängler fut subjugué et le prit sous son aile. Ils jouèrent ensemble, durant le festival de Salzbourg de 1951, les Lieder eines fahrenden Gesellen (Chants d'un compagnon errant) de Gustav Mahler qui lança sa carrière internationale. Il le fit ensuite chanter dans le Requiem de Brahms en 1951, dans Tristan und Isolde en 1952 et dans la Passion selon saint Matthieu de Jean-Sébastien Bach en 1954. Elisabeth Furtwängler, la femme du chef d'orchestre, rapporta qu'« après la mort de Furtwängler, Dietrich Fischer-Dieskau m'écrivit qu'il s'était senti un peu comme son fils. » Dietrich Fischer-Dieskau déclara beaucoup plus tard que Furtwängler était le chef d'orchestre qui avait eu sur lui la plus grande influence,.
C'est durant le même festival de Salzbourg de 1950 que Furtwängler enregistra son meilleur Fidelio avec l'Orchestre philharmonique de Vienne en compagnie, entre autres, de Kirsten Flagstad, Julius Patzak et Elisabeth Schwarzkopf. Peu de temps après il dirigea, à Vienne, toujours avec l'Orchestre philharmonique de la ville, un concert pour célébrer le 200e anniversaire de la mort de Jean-Sébastien Bach. Le point d'orgue du concert fut le cinquième des Concertos brandebourgeois où Furtwängler joua, lui-même, au piano. Le musicologue Joachim Kaiser, qui a toujours considéré Furtwängler comme « le plus grand interprète qui ait jamais vécu », fut tellement impressionné qu'il écrivit immédiatement un article pour le Süddeutsche Zeitung : « lorsque Furtwängler joue c'est d'une telle monumentalité qu'il se pare de traits mystiques. Rien ne demeure inhabité - chaque détail resplendit et sonne extraordinairement beau, libre et romantique. Là où d'autres ne voient que des notes les unes à côté des autres, autant d'étoiles isolées, le regard de Furtwängler découvre des constellations ». La même année, il enregistra un Concerto grosso no 10 de Haendel. Il se rendit aussi cette année-là à Buenos Aires. Ce voyage eut un impact important sur deux futurs chefs d'orchestre. Le premier était Carlos Kleiber qui vint à tous les concerts et répétitions du maître ce qui l'impressionna profondément. Le second était Daniel Barenboim : il fut tellement bouleversé par la Passion selon saint Matthieu que dirigea Furtwängler qu'il décida de devenir chef d'orchestre durant le concert.

#### L'accomplissement à Bayreuth

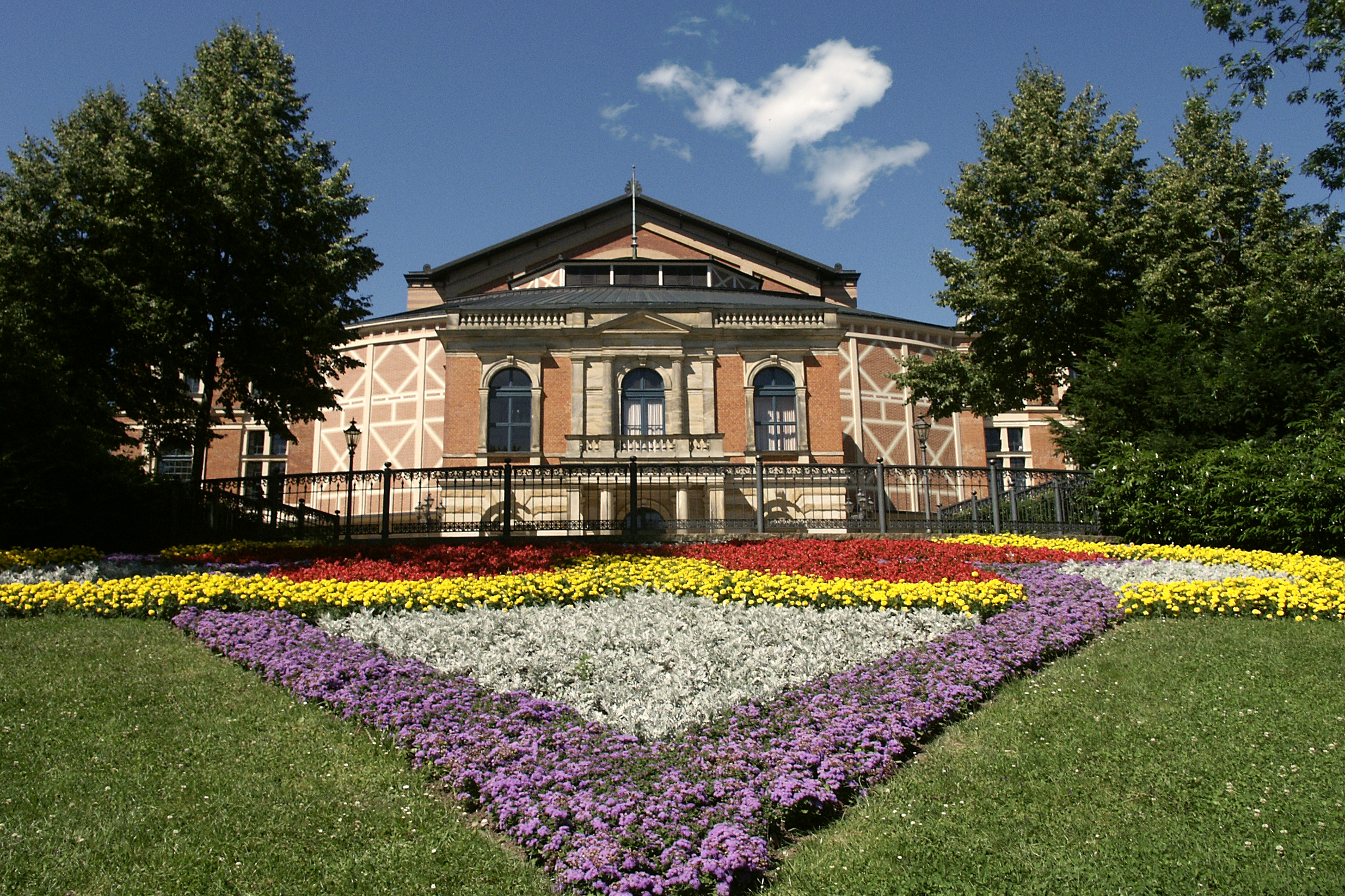
Palais des festivals de Bayreuth.

Le 29 juillet 1951, Furtwängler inaugura le premier festival de Bayreuth d'après-guerre avec la neuvième symphonie de Beethoven avec Elisabeth Schwarzkopf comme soliste dans le Finale. Ce concert symbolisa la renaissance de la culture allemande et un grand nombre de personnalités du monde artistique et de la politique étaient présentes. La direction du festival fut confiée à Wieland et Wolfgang Wagner qui modernisèrent la mise en scène. Herbert von Karajan dirigea Die Meistersinger von Nürnberg et Hans Knappertsbusch un Parsifal exemplaire. Mais, comme le dit André Tubeuf :

« L'acte solennel, l'accomplissement sublime, c'est Furtwängler qui l'assuma : comme Wagner, en 1876, avant d'inaugurer son palais des Festivals, qui serait voué à sa propre musique, avait sollicité l'auguste parrainage de Beethoven, dirigeant lui-même la 9e symphonie au théâtre de la Margravine, ainsi, la veille du grand jour (et trois quarts de siècle tout juste après Wagner), Furtwängler bénissait Bayreuth renaissant en dirigeant la 9e symphonie. De l'œuvre immense, il a donné des lectures plus incandescentes et plus furieusement sublimées. Mais aucune fois la circonstance n'avait été si vénérablement solennelle. Le disque était là. Ce qu'il a fixé, c'est un instant mystique de l'histoire de l'Occident. »

Contrairement à 1942, la « joie » fut plus présente que jamais. Dans l'hymne, Furtwängler commença par un pianissimo quasiment inaudible semblant surgir du lointain. Il réalisa ensuite un gigantesque crescendo où le rubato (c'est-à-dire les variations du tempo) accompagna à la perfection le déploiement de l'émotion de bonheur qui se dégage de la musique de Beethoven. Pour le finale, il demanda aux chœurs de s'approcher le plus possible du public : il voulait que le texte de Friedrich von Schiller retentisse comme un immense message d'espoir pour l'humanité qui venait de sortir de la Seconde Guerre mondiale. Ce concert avait une portée symbolique importante pour Furtwängler. Il déclara explicitement, à la fin de son procès en dénazification, qu'il était resté en Allemagne pour « assurer la pérennité de la musique allemande » et Arnold Schönberg lui avait quasiment donné l'ordre de rester en Allemagne pour « sauver l'honneur de la musique allemande ». Furtwängler devait prouver au monde entier, par ce concert de réouverture du festival de Bayreuth, que l'Allemagne de Beethoven, Goethe et Schiller n'avait été détruite ni par les Nazis ni par les Alliés,,,.

#### Les derniers grands enregistrements

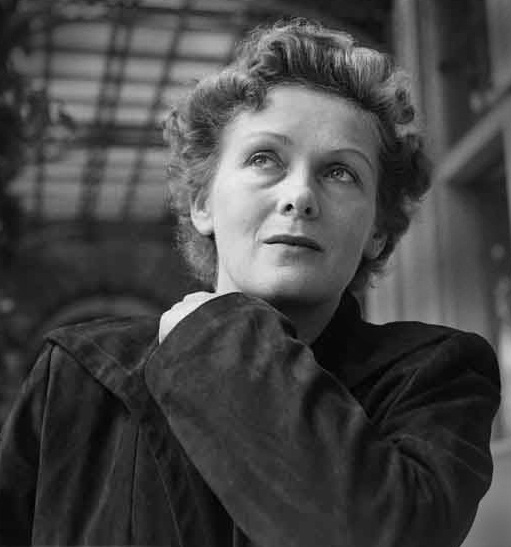
Elisabeth Schwarzkopf fut très proche de Furtwängler après la guerre.

Durant les quatre dernières années de sa vie, les interprétations majeures de Furtwängler se succédèrent : en 1951, la Symphonie no 1 de Brahms à Hambourg,, et le Concerto pour piano no 5 de Beethoven (intitulé L'Empereur) avec Edwin Fischer,. La même année, il participa au festival de Salzbourg où il joua avec Dietrich Fischer-Dieskau les Lieder eines Farhenden Gesellen qui lança la carrière du baryton. Mais Furtwängler décida de programmer, au festival, contre toute attente, l'Otello de Giuseppe Verdi. La décision était périlleuse : il se lançait en effet « sur le terrain » d'Arturo Toscanini. L'affaire fit grand bruit et tous les experts de Verdi attendaient le chef allemand au tournant. Alexander Witeschnik était l'un d'eux ; il écrivit juste après avoir assisté à tout le festival :

« On connaissait l'insurpassable Neuvième de Furtwängler, on connaissait son Fidelio et son Tristan, mais Furtwängler et Verdi ? […]. Le premier Verdi de Furtwängler […] constitua […] le sommet du festival de Salzbourg de 1951. […] Furtwängler vint, dirigea et vainquit. […] L'orchestre Verdi de Furtwängler est d'une éloquence capable d'exprimer l'inouï et de dire l'ineffable. »

Gottfried Kraus, qui assista lui aussi au festival, écrivit en 1995 : « nul n'a été en mesure de rendre aussi nettement saisissable que le fit Wilhelm Furtwängler toutes les caractéristiques musicales du génial chef-d'œuvre de la dernière phase créatrice de Verdi. » Furtwängler prouva, comme lorsqu'il dirigea des œuvres du répertoire slave,, ou français, que, pour lui, la musique n'avait pas de frontières.
En 1952, Furtwängler enregistra un Tristan und Isolde légendaire avec Ludwig Suthaus et Kirsten Flagstad. Dietrich Fischer-Dieskau était Kurnewal, alors qu'Elisabeth Schwarzkopf était présente pour aider Kirsten Flagstad dans les aigus si nécessaire. Kirsten Flagstad fut vexée que l'information ait été diffusée. La diva le reprocha au chef d'orchestre, le tenant pour responsable de la « fuite ». Kirsten Flagstad fut, peut-être, la plus grande soprano wagnérienne de tous les temps mais, en 1952, sa carrière, comme celle de Furtwängler, touchait à sa fin. Ce dernier sut donner une unité exceptionnelle à l'œuvre et la mort d'Isolde par Kirsten Flagstad, accompagnée par l'Orchestre Philharmonia dirigé par Furtwängler, resta comme l'un des plus grands moments de l'histoire de la musique,,,.
Aux festivals de Salzbourg de 1953 et 1954, Furtwängler enregistra plusieurs Don Giovanni (dont une version filmée) avec une distribution idéale comprenant, entre autres, Elisabeth Schwarzkopf, Cesare Siepi et Elisabeth Grümmer. Furtwängler structura tout l'opéra de Wolfgang Amadeus Mozart autour de sa fin tragique : la scène du Commandeur atteignit une grandeur dramatique exceptionnelle. En 1953, il accompagna au piano Elisabeth Schwarzkopf dans les Lieder d'Hugo Wolf.
Le 14 mai 1953, il enregistra en studio la Quatrième symphonie de Robert Schumann avec son orchestre, celui de Berlin. Sami Habra écrivit en février 2005 :

« [Cette] quatrième de Schumann [fut] longtemps considérée comme l'enregistrement du siècle […]. Avant le joyeux Finale, il y a la transition durant laquelle Furtwängler réalise le crescendo le plus impressionnant jamais entendu. Cette manière de faire du grand chef est citée en référence par les professeurs de Conservatoire et les chefs d'orchestre comme étant la perfection même, et ce en dépit de son apparente impossibilité. Celibidache et Karajan ont bien tenté, à plusieurs occasions, d'imiter Furtwängler dans ce passage, mais tous les deux se sont retrouvés à bout de souffle vers le milieu du crescendo. Cette interprétation de Furtwängler n'est pas encore égalée,,. »

À la fin de sa vie, Furtwängler devint souvent malade et commença à perdre l'ouïe, comme son père à la fin de sa vie et comme Beethoven, le musicien auquel il s'identifiait depuis toujours. Cette découverte de cette surdité déclencha en lui de grandes inquiétudes et des états semi-dépressifs,. Le 23 janvier 1953, il s'effondra en dirigeant l'adagio de la 9e de Beethoven,.

#### Le chant du cygne et la mort dans la sérénité
En 1954, Furtwängler enregistra le Freischütz de Carl Maria von Weber, l'ouverture de l'Alceste de Christoph Willibald Gluck et, surtout, il dirigea son ultime 9e à Lucerne avec l'Orchestre Philharmonia de nouveau avec Elisabeth Schwarzkopf. Cette version sublimement équilibrée est pleine de retenue et d'acceptation face à la mort qu'il sent venir. L'adagio, le troisième mouvement, atteignit une beauté ineffable du même niveau que celui de la version de 1942. Il est certain que le maître de Furtwängler, Heinrich Schenker, aurait été fier de lui tant cette version atteint la perfection sur le plan musicologique. Bradshaw, le timbalier de l'orchestre, confia à Sami Habra que jouer le premier mouvement de cette symphonie avec Furtwängler fut l'expérience la plus éprouvante et la plus enrichissante de toute sa carrière. Denis Vaughan, qui était l'un des contrebassistes de l'Orchestre Philharmonia, ajouta : « la manière dont Furtwängler employait les notes de Beethoven pour nous décrire la vérité a été pour moi une expérience indélébile... »
Cette année-là, Furtwängler et l'Orchestre philharmonique de Berlin furent de nouveau invités aux États-Unis. Furtwängler, qui avait été très échaudé en 1936 et 1948, ne souhaitait pas y aller. Le gouvernement américain finit par envoyer une invitation officielle et le chancelier Konrad Adenauer déclara qu'il engageait sa « responsabilité personnelle » dans cette affaire,. La tournée du plus grand chef d'orchestre allemand devenait une affaire politique, au plus haut niveau, qui devait symboliser la réconciliation entre l'Allemagne de l'Ouest et les États-Unis. Furtwängler accepta et la tournée fut prévue pour 1955.
En septembre, juste après une ultime Walkyrie, lors d'une répétition de sa Deuxième symphonie, Furtwängler se rendit compte qu'il n'entendait plus du tout la ligne de basson initiale,. Il semble que le chef d'orchestre, qui n'avait vécu que pour la musique, n'avait plus tellement goût à la vie. Les événements se déroulèrent alors très vite : il attrapa une pneumonie qui se guérissait bien à l'époque comme les médecins le déclarèrent à sa femme. Mais il déclara à cette dernière, avant d'entrer dans l'hôpital à Baden-Baden : « de cette maladie je vais mourir et ce sera une mort facile. Ne me quitte pas un seul instant. […] Tu sais, ils croient tous que je suis venu ici pour guérir. Moi, je sais que je suis venu pour mourir. » Le médecin de l'hôpital déclara à sa femme après l'avoir vu : « je dois reconnaître que, quand je suis entré dans sa chambre, il n'avait plus envie de vivre. Il avait compris qu'il perdait l'ouïe, et il avait certainement peur de connaître le destin de Beethoven... Je suis certain qu'aucun médecin ne peut guérir un malade qui a perdu la volonté de vivre. »
Wilhelm Furtwängler mourut le 30 novembre 1954 de cette pneumonie, à Baden-Baden, dans la sérénité la plus profonde,. Il fut enterré au cimetière de Heidelberg, le Bergfriedhof, dans le caveau de sa mère. Un grand nombre de personnalités du monde artistique et de la politique étaient présentes dont le chancelier Konrad Adenauer,,,.
Après sa mort, l'écrivain et metteur en scène Ernst Lothar déclara :

« Il était allemand totalement et il l'est resté, en dépit des attaques. C'est pour cela qu'il n'a pas quitté son pays souillé, ce qui par la suite lui a été compté comme une souillure par ceux qui ne le connaissaient pas assez. Mais il n'est pas resté auprès de Hitler et de Himmler, mais auprès de Beethoven et de Brahms. »

## Personnalité
« La musique n'est ni intellectuelle, ni abstraite, mais organique, immédiate et comme jaillie des mains de la nature »

### Le cas Furtwängler

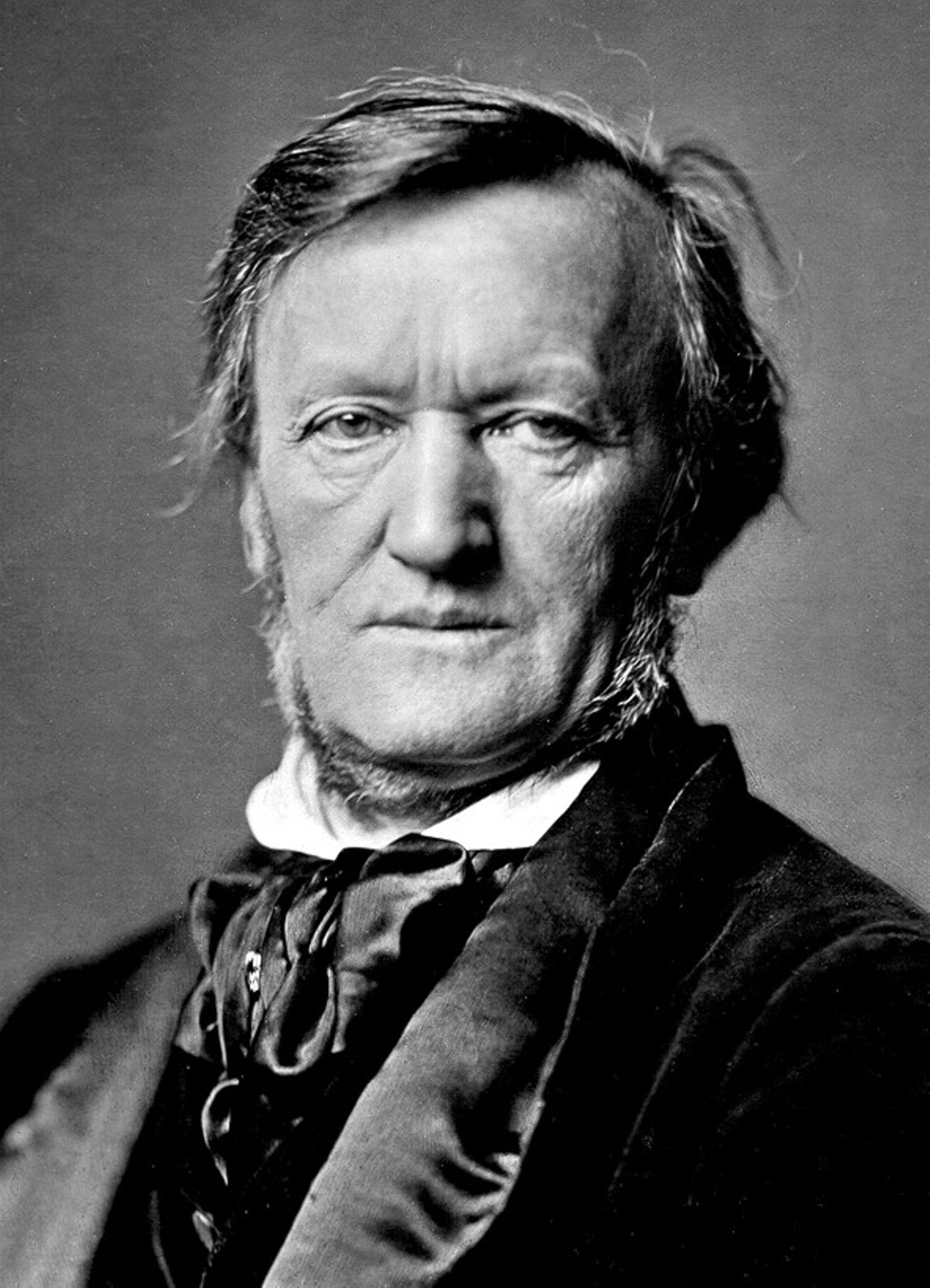
Richard Wagner. Malgré ses réserves sur la personnalité du compositeur allemand, Furtwängler prit de plus en plus la défense de ce dernier contre Nietzsche dans son journal personnel.

Furtwängler était connu pour ses grandes difficultés à s'exprimer. Sergiu Celibidache se rappelait que son argument favori était : « bien, contentez-vous d'écouter [la musique], ». Durant les répétitions avec un orchestre, Furtwängler parlait peu, parfois fredonnait seulement,,,,. Furtwängler a laissé de nombreux textes qui révèlent une grande profondeur mais qui ne s'expriment pas sous la forme d'un discours philosophique structuré. Les difficultés d'expression de Furtwängler sont même soulignées par les traducteurs de Musique et Verbe. Ils déclarent, en effet, que le chef d'orchestre utilise souvent des structures extrêmement compliquées pour exprimer des truismes voire des choses qui n'ont pas un sens rationnel très clair. Ils écrivent : « il faut bien en effet se rendre à l'évidence que Furtwängler n'est pas un “penseur” — il ne le prétendait d'ailleurs pas ; son discours ici comme ailleurs est plutôt répétitif, voire tautologique. »
Non seulement il ne le prétendait pas, mais il se méfiait de la spéculation intellectuelle, préférant l'action à travers la créativité artistique. Cela explique que la relation entre Richard Wagner et Friedrich Nietzsche semble l'avoir beaucoup préoccupé, et que la critique du philosophe allemand à l'encontre du musicien, que Nietzsche formula dans son livre Le Cas Wagner l'ait beaucoup tourmenté. Il écrivit, en effet, un long texte sur ce livre publié dans Musique et Verbe. Il était d'autant plus touché par ces critiques qu'il percevait les faiblesses humaines du compositeur (au début de sa vie, Furtwängler n'aimait pas du tout Wagner même en tant que compositeur). Mais, progressivement, Furtwängler, dans ses carnets personnels, défendit de plus en plus le musicien. Il écrivit en 1951 : « la lutte de Friedrich Nietzsche contre Richard Wagner, dans sa volonté de puissance, est la lutte de l'intellect contre l'homme de l'imaginaire » La sentence tombe à la fin du texte sur Le Cas Wagner dans Musique et Verbe : « [Richard Wagner] est un homme d'imagination. C'est-à-dire un être bien plus “profond” que le penseur Nietzsche. »
Il déclara que la valeur artistique de Wagner est finalement plus importante que ses faiblesses humaines. On comprend que Furtwängler se soit senti directement concerné par les critiques de Nietzsche contre Richard Wagner. L'intérêt qu'il portait à cette relation révèle que la créativité artistique jouait un rôle, dans l'esprit de Furtwängler, bien plus important que la spéculation intellectuelle et le langage, mais aussi que Furtwängler se sentait dans la même situation que Wagner. Ce dernier fut un musicien génial mais à la personnalité très contestée. Or, Furtwängler fut un interprète exceptionnel mais il savait que sa décision de rester en Allemagne était aussi violemment critiquée par les intellectuels. Il y a même un parallèle direct entre les critiques de Nietzsche vis-à-vis de Richard Wagner et celles de Thomas Mann vis-à-vis de Furtwängler. L'écrivain allemand, qui considérait Furtwängler comme le plus grand chef d'orchestre du monde, s'était en effet érigé en « inquisiteur » du chef d'orchestre et ce depuis 1933, en particulier juste après la guerre. Furtwängler essaya de lui expliquer sa décision de rester en Allemagne et de retrouver un lien d'amitié à travers une relation épistolaire en 1946 et 1947. Mais ces lettres ne menèrent à rien : Thomas Mann ne pardonna jamais à Furtwängler de ne pas s'être engagé activement et politiquement dans la lutte contre le nazisme. Thomas Mann écrivit à Furtwängler : « il n'est pas permis de jouer Beethoven dans l'Allemagne de Himmler,. » En fait, Furtwängler avait répondu clairement, par avance, aux critiques de Thomas Mann dans son texte sur Le cas Wagner : « l'attitude de Richard Wagner [...] [ce] en quoi il se différencie le plus de Nietzsche est celle de l'homme qui agit, [...] comme tous les hommes qui ont une action à accomplir, il est lié à son milieu immédiat [...]. Il doit tenir compte des “données” du monde réel. [...] C'est qu'il sait que son travail artistique est étroitement lié à l'action, qu'il est un artiste véritable. [...] Pour Nietzsche, au contraire, aucune possibilité d'agir ainsi : simplement ; directement. Le penseur ne peut fabriquer quelque chose avec un matériau de son choix ni surtout avec lui-même, mais seulement réfléchir sur d'autres êtres ; sur un monde où des hommes s'affirment par des actes. »
Ce texte, écrit en 1941, concerne non seulement la créativité artistique mais aussi, directement, l'attitude de Furtwängler durant le IIIe Reich. Furtwängler n'a cessé de répéter que c'est dans l'action, dans les gestes concrets, et pas dans une posture intellectuelle, qu'il a combattu le régime hitlérien.
Ses textes sur Wagner et Nietzsche en disent encore plus long sur sa personnalité et sur son rapport à l'art et, en particulier, sur son immense différence par rapport aux nazis. En effet, Furtwängler remarqua, toujours dans le texte de 1941, que Nietzsche finit par dire que Wagner n'est qu'un « comédien ». Ce qu'il lui reproche le plus c'est d'être retourné au christianisme avec son Parsifal. Il n'est qu'un « comédien » puisqu'il peut passer sans complexe des mythes germaniques au christianisme. Nietzsche aimait les opéras de Wagner, justement à cause de son intérêt pour ce qui était pré-chrétien (de même qu'il s'intéressait aux présocratiques). Furtwängler répondit clairement : « où est (dirait le philosophe) le “vrai” Wagner ? Eh bien justement, l'artiste et le poète est toujours “vrai”. Toujours et partout : dans Parsifal comme dans Siegfried. Il n'y a d'une œuvre à l'autre, aucune contradiction. »
Furtwängler était résolument du côté de l'artiste, pour lequel le contenu intellectuel de l’œuvre n'est pas important mais uniquement la dimension artistique de celle-ci. Hitler avait une immense fascination pour Wagner. Outre l'antisémitisme du compositeur, c'était surtout pour son retour aux mythes germaniques pré-chrétiens. Les nazis voulaient retourner au paganisme germanique (en particulier Alfred Rosenberg, le théoricien du parti nazi) et considéraient certains opéras de Wagner comme de vraies cérémonies païennes. Il semble qu'Hitler n'aimait pas Jean-Sébastien Bach, probablement en raison de la dimension chrétienne de son œuvre, alors que Furtwängler le considérait comme le plus grand des musiciens. Les nazis limitèrent même les interprétations de certaines œuvres de Bach en raison de leurs nombreuses références à l'Ancien Testament et, donc, au peuple juif, ainsi que pour les nombreux mots hébraïques que l'on y trouve. Pour Furtwängler, tout cela n'avait aucun sens. C'est, précisément, pour cela qu'il s'était toujours identifié à Ludwig van Beethoven. Il a toujours dit que ce dernier était le compositeur par excellence, de la « musique pure », c'est-à-dire d'une musique qui exprime des choses d'une force extrême, mais indépendamment du langage et de tout contenu rationnel explicite.

### La musique au centre de tout
Si Furtwängler eut toujours du mal à s'exprimer, la musique semblait accaparer l'essentiel de son esprit. Le musicien Werner Thärichen expliqua la différence de personnalité entre Herbert von Karajan et Furtwängler : alors que le premier passait tous ses temps libres à essayer de battre ses records sportifs, Furtwängler les passait à jouer de la musique et à composer. Furtwängler avait, en effet, deux grands regrets dans sa vie : le premier, le plus important, était celui de ne pas avoir été compositeur à plein temps,, le deuxième, de ne pas avoir été pianiste à plein temps. Il jouait de nombreuses œuvres au piano, en particulier, les sonates de Beethoven et Frédéric Chopin qu'il adorait,. À ce propos, Furtwängler déclara un jour à Karla Höcker, que « Jean-Sébastien Bach est l'Ancien Testament [de la musique], Beethoven le Nouveau Testament - sinon, il ne reste que Chopin. » Elisabeth Furtwängler raconta que son mari était constamment en train de chantonner et de diriger avec les bras un orchestre invisible,. Cela en était même gênant : les observateurs extérieurs croyaient que le maître avait un sérieux tic professionnel. Furtwängler ne cessa de diriger cet orchestre imaginaire que très peu de temps avant sa mort alors qu'il était dans un hôpital à Baden-Baden. Sa femme comprit immédiatement que cela annonçait sa mort imminente.
Cette psychologie particulière explique pourquoi Furtwängler réussit à rester en Allemagne malgré la forte aversion que lui inspirait le nazisme : il avait une forte capacité à s'abstraire du monde extérieur et à se réfugier dans son monde musical. Furtwängler n'a pas quitté l'Allemagne mais a « émigré intérieurement » : c'est exactement ce que Joseph Goebbels reconnut en avril 1944 quand il dit : « qu['il] était dans une sorte d'émigration intérieure,,. »

### La gestique de la direction

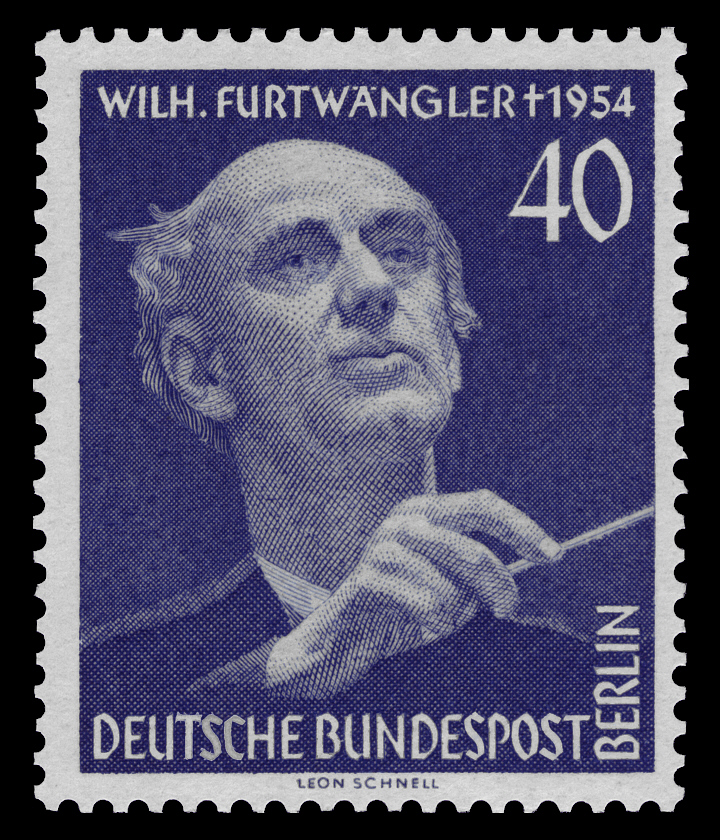
Timbre de 1955 commémorant la mort de Furtwängler.

La gestique de direction de Furtwängler était très inhabituelle. Le bras gauche jouait un rôle anormalement important,,,,, semblant exprimer les émotions du chef d'orchestre. Le bras droit, qui est le plus important pour la direction d'orchestre puisque c'est lui qui doit battre la mesure, faisait des gestes flous, : c'est la battue « fluide » de Furtwängler,. Le caractère flou de cette battue est à mettre en relation avec le caractère souvent difficilement compréhensible du langage et de la pensée intellectuelle du chef d'orchestre. Osso Strasser raconta : « sa gestique était totalement différente de celle des autres chefs. Sa main gauche et l'expression de son visage nous indiquaient avec quelle émotion il fallait jouer. Le plus souvent sa main droite ne battait pas la mesure mais façonnait la phrase musicale et notre concentration aidant, la précision venait le plus souvent d'elle-même. »
Yehudi Menuhin s'est prononcé sur la battue fluide de Furtwängler expliquant qu'elle était plus difficile mais plus profonde que celle de Toscanini,. Cette battue fluide donnait, en effet, un son d'une très grande richesse,. La première raison est la suivante : comme Furtwängler ne donnait pas d'indications précises ni par la battue ni par le langage (lors des répétitions), la communication devait passer par un canal plus profond et exigeait une concentration extrême des musiciens,,,,. Il existe un grand nombre de témoignages de musiciens d'orchestre, dont certains ne jouèrent qu'une seule fois avec Furtwängler et parfois dans les pupitres les plus éloignés du chef d'orchestre, qui rapportèrent l'effet « hypnotique » et « télépathique » de la direction du chef allemand,. Ils se retrouvaient, en concert, avec lui, sachant exactement quand et comment ils devaient jouer sans pouvoir donner d'explications puisque les gestes n'étaient pas plus clairs que les explications en répétitions. Une anecdote, qui révèle que la simple présence de Furtwängler pouvait suffire, a été rapportée par Werner Thärichen, l'un des musiciens de l'orchestre de Berlin, : un jour qu'ils répétaient seuls sans leur chef, ils se mirent brusquement à jouer de façon « extraordinaire » sans comprendre pourquoi. Puis ils virent qu'une seule chose s'était produite : Furtwängler venait juste de rentrer, sans rien dire, ni rien faire, sauf les écouter. Yehudi Menuhin rapporta que Furtwängler lui avait dit la chose suivante : « les gens se moquent de ma manière de battre la musique, ils disent qu'elle est difficile et embrouillée. Peut-être, c'est ainsi [...] mais elle a un grand avantage : c'est qu'elle retient tout le monde scotché sur son siège, réagissant par un sixième sens, de manière instinctive, intuitive, et en tant qu'unité. »
La deuxième explication est la suivante : la battue fluide de Furtwängler pouvait parfois donner une impression d'amateurisme car les musiciens pouvaient ne pas jouer ensemble. Un exemple bien connu est le premier mouvement de la 3e de Johannes Brahms de 1949 : si certains critiques considèrent que cette interprétation de cette symphonie est un monument de la direction symphonique, d'autres considèrent que cet enregistrement a un fort caractère expérimental. C'est le premier mouvement qui pose problème. En effet, les variations du tempo sont tellement grandes que les musiciens de l'orchestre de Berlin ont du mal à suivre et ne jouent pas vraiment ensemble. Cependant, en général, les musiciens jouaient ensemble mais toujours avec un petit décalage à cause de la battue fluide de Furtwängler. C'est ce petit décalage qui permet au cerveau de l'auditeur de bien distinguer tous les timbres de l'orchestre, donnant ainsi une richesse sonore inouïe même dans les tutti,,,. Deux enregistrements, particulièrement significatifs, révèlent ce « relief » sonore : les premiers accords gigantesques dans la 1re symphonie de Brahms à Hambourg en 1951 ou tous les tutti dans le premier mouvement de la 7e symphonie de Beethoven de 1943 à Berlin. Furtwängler ne voulait, de toute façon, pas battre la mesure. Il écrivit dans son journal personnel en 1936 : « faut-il battre la mesure ? La battue détruit le sentiment du flux mélodique. »
Une anecdote montre, qu'avec Furtwängler, la battue était inutile. En 1927, durant les premiers jours où il remplaça Felix Weingartner à l'orchestre de Vienne, les musiciens les plus âgés se plaignirent qu'ils n'arrivaient pas à le suivre. Furtwängler s'arrêta et s'installa au clavecin pour diriger le cinquième des Concertos brandebourgeois de Jean-Sébastien Bach en jouant de cet instrument,. Les musiciens furent tellement subjugués que plus jamais une seule critique ne fut émise sur la battue fluide du chef d'orchestre jusqu'à sa mort en 1954.

### L'«au-delà des notes»
Lorsqu'il dirigeait, Furtwängler semblait littéralement « possédé » par la musique. Son style de direction était comparé à celui d'un « pantin » dont les gestes étaient guidés par des fils invisibles. Tout se passait comme si quelque chose de transcendant était présent : Furtwängler n'était plus que la marionnette de cette présence transcendante et n'était là que pour transmettre à l'orchestre ses indications. Alexandre Pham expliqua en 2004 : « stature de commandeur, géant visionnaire, « Jupiter chauve » descendu de l'Olympe : l'évidence crève l'écran. Furtwängler n'avait rien de commun avec ses semblables. [...] Le voir diriger, à pleines mains, s'agitant comme possédé par une vision intérieure, le regard fixe et pénétrant, nous laisse encore déconcertés. »
Contrairement à un chef d'orchestre comme Carlos Kleiber, Furtwängler répétait peu et ne cherchait pas la perfection dans les moindres détails. Un exemple bien connu est le fait qu'il ne donnait même pas d'indication précise pour démarrer, ce qui fait que le début de ses concerts était vécu comme un cauchemar par les musiciens,,. Même dans la 5e de Beethoven de Berlin de 1943, on entend que, dans l'« attaque » du premier mouvement, les musiciens ne sont pas ensemble. Il semble que les musiciens de l'orchestre de Berlin, à la fin de la carrière du chef d'orchestre, s'étaient donné le mot d'ordre suivant : ils avaient désigné l'un des contrebassistes de l'orchestre (son nom était Goedecke) pour donner l'indication de départ,. Lorsque ce dernier croyait détecter la volonté du chef d'orchestre de démarrer dans ses gestes bizarres, il osait se lancer et tous les autres musiciens le suivaient. La raison du comportement de Furtwängler est la suivante. Il ne dirigeait pas pour remplir son contrat et délivrer un produit bien fini mais pour créer quelque chose d'extraordinaire et pour unir tous les musiciens et le public. Au départ, il cherchait à créer une tension nerveuse et émotionnelle palpable par tous indiquant que quelque chose d'exceptionnel allait se produire,.

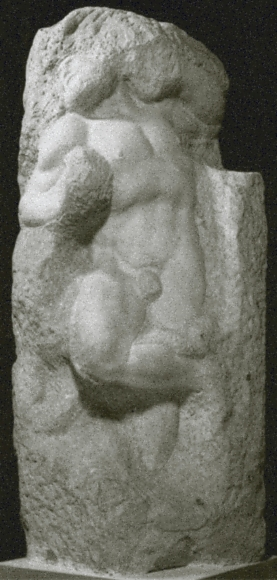
Esclave s'éveillant de Michel Ange. Depuis son enfance, Furtwängler considérait que le sculpteur était l'équivalent de Beethoven pour les Arts plastiques.

À ce propos, le chef d'orchestre Bernard Haitink raconta qu'il s'était rendu à Salzbourg lorsqu'il était jeune pour assister à des concerts de Furtwängler. Lors du premier concert, il vit arriver un personnage à l'allure « bizarre » et les musiciens ne jouaient même pas en même temps. Il pensa : « mais c'est ça le grand Furtwängler ? » Puis, il rapporta que, durant le concert, il sentit une espèce de « courant électrique » traversant tout son corps et tout son esprit. Le même phénomène se reproduisit durant tous les concerts : il se sentit, pendant tout son séjour à Salzbourg, complètement bouleversé émotionnellement. Le fait que Furtwängler ne cherchait pas la perfection des détails mais plutôt l'« extraordinaire » semble être au cœur de sa personnalité. C'est pourquoi il improvisait souvent. Pour Furtwängler, faire des erreurs n'était pas grave, du moment qu'il arrivait, parfois, à atteindre quelque chose de tout à fait hors norme : ce qu'il appelait l'« au-delà des notes ». Ce trait de caractère se retrouve chez de nombreux artistes. On a reproché toute sa vie à Claude Monet d'être incapable de finir un seul tableau. La plupart des œuvres de Michel-Ange ou de Léonard de Vinci sont considérées comme inachevées. Parfois, il semble qu'ils le faisaient exprès pour laisser une part d'imaginaire ouvrant sur ce qui est au-delà du sensible, sur le « spirituel ». On peut multiplier les exemples : le clair-obscur de Rembrandt, la touche impressionniste de Diego Vélasquez. À ce propos, Furtwängler adorait l'Italie où les œuvres d'art sont partout. Or, il avait, justement, une fascination prononcée pour les statues inachevées de Michel-Ange, comme la Pietà Rondanini, les esclaves de la Galleria dell'Accademia de Florence, etc. Il déclara, en effet :

« J'entends dire que, plus on fait de répétitions, mieux on joue. C'est une erreur. Il faut seulement réduire l'imprévu à sa juste mesure, c’est-à-dire à l'impulsion soudaine qui échappe au contrôle de la volonté mais qui répond à un désir obscur. Gardons à l'improvisation sa place et son rôle. Il me semble que le vrai interprète est celui qui improvise. On a terriblement mécanisé l'art de diriger en cherchant la perfection plus que le rêve. [...] Dès que le rubato est scientifiquement calculé, il cesse d'être vrai : l'exercice de la musique est autre chose que la recherche d'une réussite. Ce qui est bien, c'est d'essayer. Voyez les sculptures de Michel-Ange, il en est de parfaites, d'autres sont seulement ébauchées. Ces dernières me touchent plus que les autres car j'y sens la marque du désir, le rêve en marche. C'est cela qui me passionne : fixer sans figer, jouer le jeu en respectant le hasard, concevoir une musique dans sa cohérence suprême, c'est-à-dire accorder les mouvements de l'âme à l'équilibre architectural. »

### La musique comme un acte de «communion»
Furtwängler plaçait la relation à l'autre au centre de son art. Comme il avait du mal à communiquer par le langage, c'est par la musique qu'il échangeait avec les autres. Il conçut toujours la composition ainsi que le partage de la musique en concert comme, avant tout, un acte de communication, plus précisément comme un acte de « communion ». Furtwängler utilisa souvent ce terme en référence directe à sa signification chrétienne. Sa femme écrivit : « son désir de vivre en communauté était grand. [...] Aucune note de musique n'aurait jamais été écrite, me disait-il, s'il n'y avait eu derrière le désir de s'adresser à autrui. Tout ce verbiage sur le fait que l'on compose avant tout pour soi-même est faux, ajoutait-il ».
C'est pourquoi Furtwängler attachait une importance considérable au concert et à la relation directe avec le public. Dietrich Fischer-Dieskau déclara : « il a dit une fois que la chose la plus importante pour un artiste de scène était de constituer avec le public une communauté d'amour pour la musique, de créer un sentiment commun entre des personnes venues de tellement d'endroits différents et avec des sentiments aussi divers. En tant qu'interprète, j'ai vécu toute ma vie avec cet idéal. »
C'est pourquoi il ne s'intéressa jamais aux enregistrements alors que ces derniers permettaient de le faire connaître à un public beaucoup plus large,. Il ne se mit aux enregistrements en studio, qu'il appelait des « conserves musicales », qu'à l'extrême fin de sa vie. Ce fut uniquement parce que le producteur musical Walter Legge le harcelait sans arrêt pour enregistrer avec lui. Mais, même pour ces enregistrements en studio, il dirigeait parfois, comme pour la quatrième symphonie de Robert Schumann de 1953, d'une traite, refusant toute interruption des techniciens ou de recommencer des parties du morceau.
Cette importance qu'il attachait à la communication par la musique explique qu'alors qu'il avait été dans la première partie de sa carrière un grand promoteur de la musique contemporaine il finit par refuser la musique atonale à la fin de sa vie. Il écrivit, en effet, dans son journal personnel en 1945 : « le passage de Wagner à Schönberg n'est pas un progrès mais une catastrophe. »

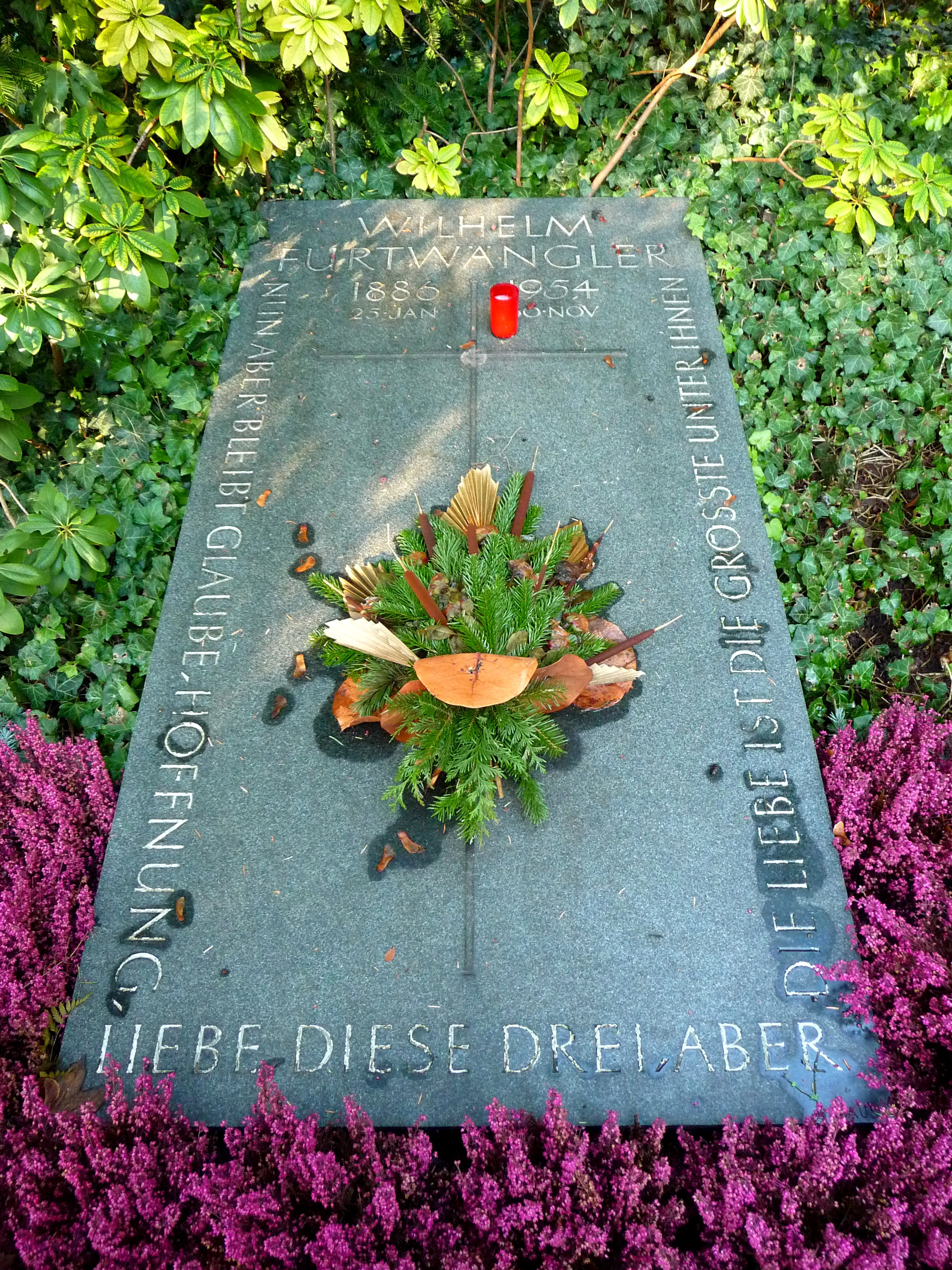
Tombe de Furtwängler à Heidelberg.

Il soupçonnait fortement que ce qui est à l'origine de la musique atonale est un refus de communiquer pleinement. En témoigne un texte important qu'il écrivit sur Artur Schnabel en 1954. Il y nota que Schnabel est un très grand interprète du répertoire classique. Mais, alors que son répertoire ne dépasse pas l'époque de Johannes Brahms, il ne compose que de la musique atonale et refuse même de la jouer lui-même pour les autres. La musique tonale, et particulièrement la forme sonate, demeurait au cœur de l'univers mental de Furtwängler, que ce soit dans le domaine de la composition que dans celui de l'interprétation. À ce sujet, il faut se rappeler qu'il commença sa carrière à Mannheim où un groupe de musiciens du milieu du XVIIIe siècle, l'École de Mannheim, développa la sonate dans sa forme classique. D'autre part, il déclara à de nombreuses reprises que Beethoven, son musicien préféré, était le compositeur qui revenait toujours à cette forme sonate et la porta à son apogée. Comme le dit le musicologue Walter Riezler : « c'est en l'idée de forme sonate, et seulement en elle, que croit Furtwängler au plus profond de lui-même. »
Plus qu'un acte de communication, Furtwängler considérait que faire de la musique est, avant tout, un acte d'amour. Un DVD mettant en scène Elisabeth Furtwängler est entièrement consacré à cette thématique. On y entend de nombreuses citations de Furtwängler comparant le fait de partager la musique avec d'autres avec l'amour qui unit deux êtres. À ce propos, il est important de noter qu'il fit graver sur sa plaque tombale toujours visible au cimetière de Heidelberg : « Nun aber bleibt Glaube Hoffnung Liebe diese drei aber die Liebe ist die grösste unter ihnen », c'est-à-dire : « et maintenant demeurent la foi, l'espoir et l'amour. Mais parmi les trois c'est l'amour qui est le plus grand. » citation de l'épitre au Corinthien 13. D'autre part, Elisabeth Furtwängler rapporta que son ultime conversation avec son mari, juste avant sa mort, porta sur le message d'amour du Christ,,. Il écrivit dans son carnet personnel en 1937 : « à l'égard d'une œuvre d'art, il faut une approche particulière. C'est un monde clos, un monde en soi. Cette approche a pour nom amour. Elle est le contraire des évaluations des comparaisons. Elle voit l'incomparable, l'unique. Le monde du visible, le monde de la raison qui raisonne, ne rendra jamais justice à une seule œuvre d'art. » Et dans son texte sur Anton Bruckner de 1939 : « l'art est de la même famille que l'amour. »

## Interprétation, répertoire
« L'art au sens habituel est expression de la vie. Le "grand art" est orientation de la vie. »

### Impact

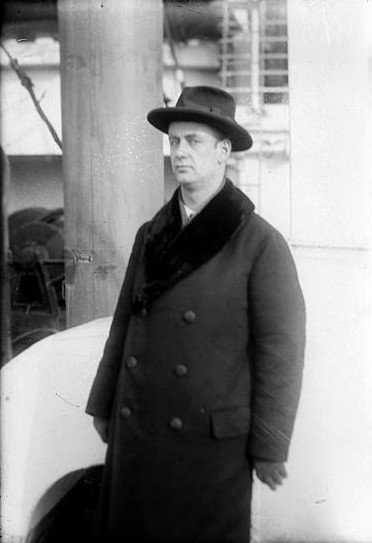
Wilhelm Furtwängler.

Furtwängler est considéré par de nombreux critiques musicaux comme le plus grand interprète du répertoire symphonique allemand et autrichien,,,,,,,,,,,. Les musiciens qui ont exprimé la plus haute opinion concernant Furtwängler comptent parmi les plus importants du XXe siècle comme Arnold Schönberg, Paul Hindemith, Arthur Honegger, Richard Strauss, Elisabeth Schwarzkopf (qui a déclaré durant une interview que Furtwängler était le plus grand chef d'orchestre avec qui elle avait chanté), Kirsten Flagstad, Dietrich Fischer-Dieskau,, Yehudi Menuhin, Pablo Casals, Edwin Fischer, Ernest Ansermet,, Walter Gieseking et même Maria Callas.
Paul Hindemith a raconté : « ce qui le démarquait de tous les autres, ce n'était pas seulement sa musicalité – il y eut de nombreux chefs talentueux depuis Bülow, et dans l’art de la musique jouée dans sa simplicité même, l’inoubliable Arthur Nikisch était sans doute sans égal. Ce que notre ami avait de bien particulier, c’était une droiture indicible, avec laquelle il faisait de la musique, une droiture du type de Bruckner. Même ceux qui le critiquaient ou l’enviaient, savaient, qu’à l’instant où il prenait la baguette, rien ne comptait plus alors que l’âme de la musique qui nous envahissait, par lui, son médiateur, lui qui, par un tempo, un mouvement d’expression, un développement structurel, avait le pouvoir de la présenter différemment à chaque fois. [...] Il possédait le grand secret de la proportion. La manière dont il comprenait les phrases, les thèmes, les mouvements, les parties, les symphonies dans leur entier, et même l’ensemble des programmes, la manière dont il les traitait dans leur unité artistique,… toute son existence de musicien était marquée par ce sens de la proportion, ce sens de l’harmonie. »
Plusieurs anecdotes rapportent que même ses principaux concurrents ont été impressionnés par certaines interprétations de Furtwängler : Arturo Toscanini (la sixième symphonie de Piotr Ilitch Tchaïkovski de 1938), Herbert von Karajan (la quatrième de Robert Schumann), ou Otto Klemperer (« j'avais découvert le musicien idéal »).
Ses interprétations en concert comme au disque de Ludwig van Beethoven, Johannes Brahms, Anton Bruckner et de Richard Wagner ou d'œuvres comme la quatrième symphonie de Robert Schumann ou la neuvième de Franz Schubert, sont considérées par de nombreux critiques comme des références incontournables voire inégalées. Frédéric Muñoz écrivait le 24 mai 2021 sur ResMusica: « alors que le grand chef allemand Wilhelm Furwängler a disparu depuis bientôt 70 ans, ses interprétations demeurent des références absolues. »
Lorsque Furtwängler mourut, la qualité de l'Orchestre philharmonique de Berlin était telle que Karajan, qui prit sa place en 1955, confia à ses nouveaux musiciens qu’« il avait l'impression de s'appuyer contre un mur épais lorsqu’il les dirigeait,. »
L'impact de l'art de Furtwängler sur les générations suivantes de chefs d'orchestre fut immense. Une anecdote suffit à montrer le respect qu'inspirait le nom de Furtwängler. En 1954, Furtwängler écrivit une lettre de recommandation à Daniel Barenboim. Ce dernier raconta qu'il utilisa la lettre portant la signature de Furtwängler pendant 20 ans et qu'elle lui ouvrit immédiatement toutes les portes en Israël où il vivait alors avec sa famille. D'autre part, Carlos Kleiber considérait que « nul ne pouvait égaler Furtwängler ». Simon Rattle, chef d'orchestre de l'Orchestre philharmonique de Berlin jusqu'en 2018, résuma : « à mes yeux, Furtwängler est de tous les chefs celui dont l'influence reste la plus déterminante » et expliqua en 2003 : « il n'existe aucun grand chef qui n'ait été inspiré par le chef allemand. » Patrick Szersnovicz écrivit en introduction de son article du Monde de la musique sur Furtwängler de décembre 2004 :

« Il y a cinquante ans disparaissait celui qui fut peut-être le plus grand chef d'orchestre de l'histoire. Aucun autre interprète n'aura marqué la musique d'une telle présence . »

Outre Sergiu Celibidache, Furtwängler eut, parmi ses protégés, le pianiste Karlrobert Kreiten qui fut assassiné par les nazis pendant la guerre. Il eut également une grande influence sur le pianiste et chef d'orchestre Daniel Barenboim, à propos duquel la veuve de Furtwängler, Elisabeth Furtwängler, disait qu'il « furtwänglisait » (« Er furtwänglert »). Barenboim a enregistré la 2e symphonie de Furtwängler avec l'Orchestre symphonique de Chicago. Sergiu Celibidache remplaça Furtwängler durant la période 1945-1947. Durant la période 1947-1952, ils assurèrent ensemble la codirection de l'orchestre. Il a été tellement impressionné par Furtwängler qu'il vécut dans le culte du chef d'orchestre allemand toute sa vie. Néanmoins, leur relation s'était dégradée à la fin. Ce n'était ni un problème personnel ni musical c'est simplement que Sergiu Celibidache avait critiqué les musiciens de l'Orchestre philharmonique de Berlin, ce qui était un sacrilège pour Furtwängler,.

### L'art de Furtwängler
Furtwängler a synthétisé et mené à l'apogée la tradition d'interprétation germanique initiée par Richard Wagner, qui concevait les œuvres comme des « tout » organiques et modifiait continuellement le tempo, tradition qui fut poursuivie par les deux premiers chefs d'orchestre permanents de l'Orchestre philharmonique de Berlin : Hans von Bülow, qui tendait à mettre en lumière la structure de l'œuvre, et Arthur Nikisch qui privilégiait l'expression et plaçait au premier plan la splendeur des sonorités.

#### Les variations du tempo et l'importance de Wagner
En ce qui concerne Richard Wagner et les variations de tempo si caractéristiques de la direction de Furtwängler, Elisabeth Furtwängler déclara : « Furtwängler a toujours regretté de n'avoir pas pu voir diriger Wagner. À en juger par ses écrits sur la direction et les témoignages de ses contemporains sur le chef d'orchestre, il estimait que Wagner avait dû être un chef unique. En 1918, dans un essai sur Beethoven, Furtwängler écrivit que Wagner avait été le premier “à préconiser cette modification infime mais constante du tempo, seule capable de faire d'un morceau unique figé, classique, joué pour ainsi dire d'après le modèle imprimé, ce qu'il est à proprement parler : une origine et un développement, un processus vivant”. »
Contrairement à Arturo Toscanini, Furtwängler ne considérait pas le tempo indiqué sur la partition comme sacré. En cela, il suivait les recommandations de Ludwig van Beethoven, lui-même, qui a écrit dans ses lettres : « mes tempi ne sont valables que pour les premières mesures, car n'oublions pas que le sentiment et l'expression doivent avoir leurs propres tempi » ou encore : « pourquoi m'ennuient-ils en me demandant mes tempi ? S'ils sont bons musiciens, ils devraient savoir comment jouer ma musique. S'ils ne sont pas bons musiciens, aucune indication ne saurait être utile. » Plusieurs disciples de Beethoven, dont Anton Felix Schindler, ont témoigné que Beethoven faisait de légères variations constamment lorsqu'il dirigeait ses œuvres.
Cette tendance fut fortement accentuée par Richard Wagner, initiant ce que les spécialistes appellent « la tradition germanique de direction orchestrale,,, ». Cette tradition s'opposait à celle initiée par Mendelssohn à la même époque. Alors que ce dernier utilisait des tempi stables, rapides et faisait jouer un rôle central à la mesure et à la précision de la direction orchestrale, Richard Wagner faisait varier continuellement le tempo, qui était souvent plus lent sauf à certains moments où il pouvait devenir très rapide et accordait une importance beaucoup plus grande à l'expressivité et à la construction d'ensemble de l'œuvre qu'à la mesure. Pour Wagner, l'interprétation d'une œuvre était conçue comme une recréation et laissait place à l'improvisation,.
Furtwängler fut attiré par l'approche de Wagner. D'autre part, il fut l'élève du chef d'orchestre Felix Mottl, un disciple direct du compositeur allemand, durant la période 1907-1909 où il travailla à Munich,. John Ardoin alla même plus loin : il déclara que si le style de direction de Furtwängler est bien hérité de Richard Wagner, il précisa, en plus, que celui d'Arturo Toscanini prendrait racine dans celui de Mendelssohn. Il expliqua ainsi l'origine des styles qualifiés, par la suite, de « subjectif » et d'« objectif » de Furtwängler et Toscanini, respectivement, qui serviront de modèles à tous les chefs d'orchestre par la suite.
En fait, Furtwängler pouvait aussi diriger et mener un mouvement de bout en bout sur une pulsation ne variant pas (pour les épisodes dits « masculins ») ou au contraire laisser le tempo beaucoup plus libre (pour les épisodes dits « féminins »). Harry Halbreich expliqua : « pour Furtwängler, tout morceau possède deux tempi fondamentaux, un tempo métrique s'appliquant aux épisodes rythmiques, aux épisodes dits masculins, et un tempo mélodique réservé aux périodes chantantes, lyriques, féminines. Ces deux tempi peuvent être en réalité très voisins du point de vue strictement métronomique mais le phrasé veillera à ce que la diversité règne dans l'unité. C'est ainsi que l'on réalise une architecture musicale, par l'équilibre complémentaire et harmonieux des contrastes biologiques. »
David Cairns expliqua à propos des variations de tempo de Furtwängler : « l'unité d'un mouvement symphonique, loin d'être affaiblie par des fluctuations de tempo, pouvait au contraire en exiger l'application, de sorte que chaque moment expressif pût pleinement s'épanouir, et que tout fût porté au maximum d'intensité. »
On avait reproché à Richard Wagner que ses variations de tempo avaient un aspect fortement arbitraire qui pouvaient mener à un résultat différent de ce que le compositeur avait voulu.

#### L'unité de l'œuvre et les théories de Schenker

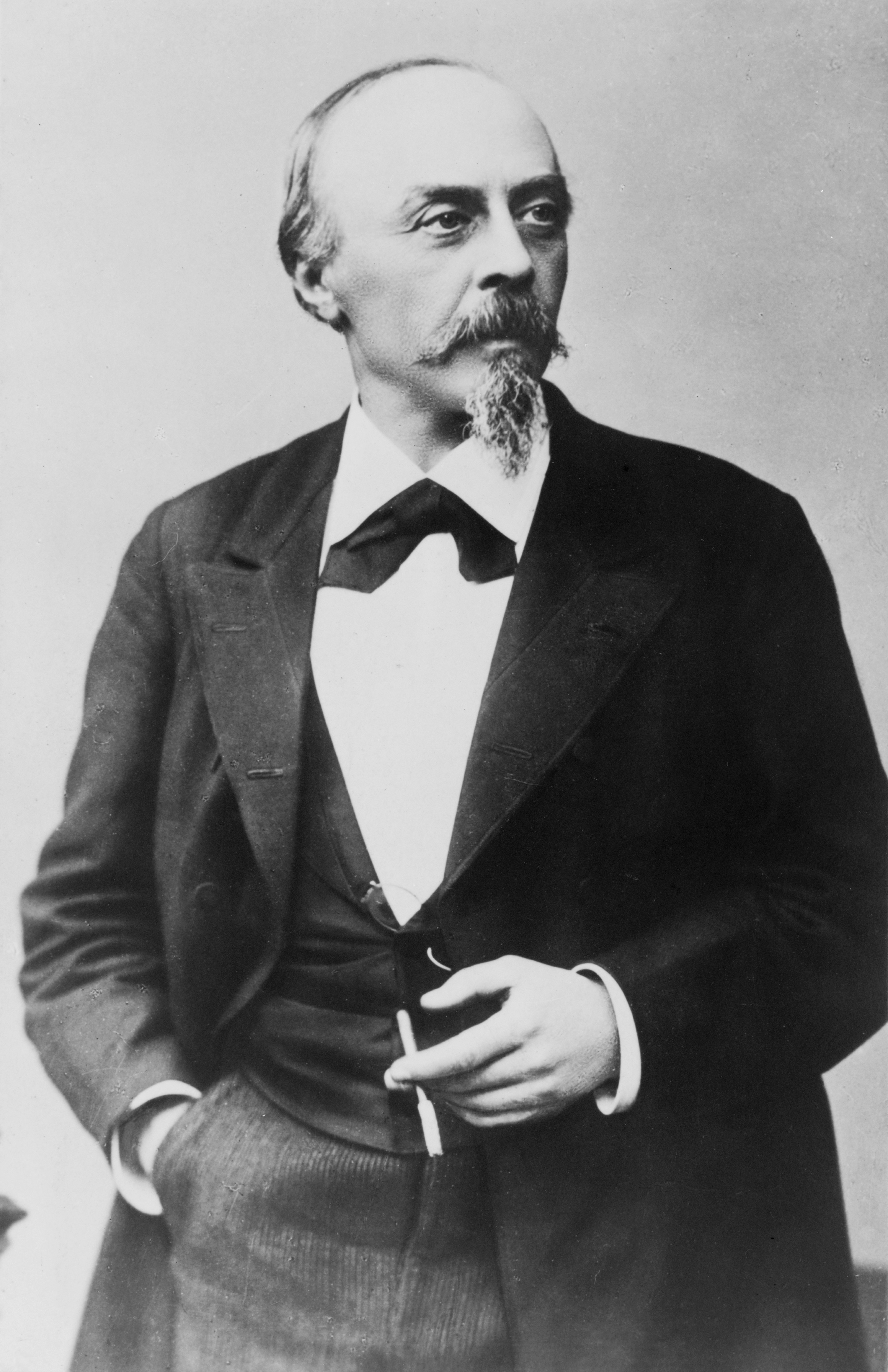
Le chef d'orchestre Hans von Bülow. Il fut le premier chef permanent de l'Orchestre philharmonique de Berlin et l'ami personnel de Franz Liszt, Richard Wagner et Johannes Brahms. Richard Wagner, Hans von Bülow et Arthur Nikisch sont les trois principaux chefs d'orchestre de la « tradition allemande de direction orchestrale » dont Furtwängler allait hériter.

Mais la mise en valeur de la structure des œuvres musicales telle que le compositeur l'avait souhaitée était au centre de l'art de Furtwängler. En cela, il était l'héritier de Hans von Bülow qui travaillait en profondeur les partitions des musiciens contemporains dont il dirigeait les œuvres. Hans von Bülow entretenait une relation personnelle avec des compositeurs majeurs comme Richard Wagner, Franz Liszt ou Johannes Brahms, ce qui lui donnait un accès direct au travail de composition. On sait, par ailleurs, que von Bülow faisait souvent des variations de tempo comme Richard Wagner. De la même façon, Furtwängler avait passé toute sa jeunesse à étudier la composition car jusqu'à la fin de sa vie il se considéra, avant tout, comme un compositeur,. D'autre part, la femme d'Arnold Schönberg rapporta que Furtwängler voulait absolument respecter ce que son mari avait voulu dire avant de diriger l'une de ses œuvres, le harcelant sans arrêt de questions : « son souci était de respecter absolument l'intention du compositeur, Schönberg en l'occurrence. »
En 1902-1903, Furtwängler étudia la composition avec le chef d'orchestre et compositeur Max von Schillings. Comme le remarqua Pierre Brunel, pour Furtwängler « création et interprétation vont de pair. » Günther Birkner ajouta : « dès le début, Furtwängler est un créateur et se définit comme tel. Cet aspect de sa personnalité déborde le cadre de la composition et inspire l'activité du chef, comme le montrent ses interprétations, véritablement marquées par une volonté de recréation de l’œuvre. Même si le destin lui réserve un rôle exceptionnel d'exécutant, son aspiration la plus profonde tend à la création. »
En plus de sa formation solide en composition, sa compréhension de la structure des œuvres du répertoire symphonique austro-allemand a été très fortement enrichie et élargie par les théories du musicologue juif viennois Heinrich Schenker,,. On doit à Heinrich Schenker une théorie de la musique tonale fondée sur une lecture extrêmement attentive des partitions appelée analyse schenkérienne. Il est considéré comme le fondateur de l'analyse musicale moderne. Furtwängler lut pour la première fois la monographie d'Heinrich Schenker sur la neuvième symphonie de Beethoven en 1911 qui l'impressionna au plus haut point. Dès cette époque, il chercha à acquérir tous les ouvrages du musicologue. Avant même sa rencontre avec Furtwängler, Schenker avait perçu le caractère exceptionnel de Furtwängler comme chef d'orchestre. Schenker écrivit, en effet, dans son journal personnel après avoir assisté à un concert de la cinquième de Beethoven par Furtwängler : « aucun doute que ce jeune chef l'emporte sur Felix Weingartner, Arthur Nikisch et Richard Strauss ; il faut simplement regretter qu'il n'ait pas encore exploré davantage le domaine de la composition. »
Furtwängler eut tout le temps d'étudier la composition avec Schenker qu'il rencontra enfin en mai 1919. Ils entretinrent une longue relation jusqu'à la disparition du musicologue en 1935, ce qui permit à Furtwängler d'étudier auprès de lui régulièrement et de travailler ensemble les partitions que Furtwängler dirigeait peu après. Il semble que leur relation eut des hauts et des bas mais ne s'arrêta jamais, même après l'arrivée d'Hitler au pouvoir (Schenker était juif et vivait à Vienne). Furtwängler resta longtemps en contact avec la femme de Schenker et certains de ses disciples après la mort du musicologue en 1935. En raison de ses idées musicologiques très novatrices pour l'époque, Schenker ne réussit jamais à obtenir un poste académique malgré les efforts de Furtwängler dans ce sens. Schenker vécut surtout grâce à des mécènes dont Furtwängler faisait partie,. Elisabeth Furtwängler témoigna de l'importance de la pensée de Schenker sur son mari même bien après la guerre : « [Furtwängler] se passionnait pour le concept d'« écoute structurelle » (fernhören) que Heinrich Schenker, comme l'écrivit Furtwängler en 1947, situe au centre de toutes ses considérations. L'“écoute structurelle”, c'est-à-dire le fait d'entendre ou de percevoir sur une longue distance une grande continuité dont les éléments partent souvent dans de nombreuses directions est, pour Schenker, le signe distinctif de la grande musique classique allemande. »
Furtwängler était, en effet, l'« héritier d'une tradition philosophique cherchant avant tout à retrouver l'idée [ce que Schenker appelle l'« écoute structurelle » d'un point de vue musicologique] dans la multitude des phénomènes, l’œuvre n'est pas qu'une succession d'éléments (le tempo, les variations d'intensité, etc.) dont le rendu suppose la résolution de problèmes techniques. »
C'est en raison de l'importance que Furtwängler attachait à la mise en valeur de la cohérence des œuvres, qu'il faisait jouer un rôle central aux « transitions », car c'est elles qui permettent d'articuler clairement les différentes parties du morceau,. Daniel Barenboïm, qui assista à de nombreuses répétitions avec Furtwängler, déclara qu'il avait l'impression qu'il ne travaillait que les transitions. Furtwängler excellait à conserver la ligne mélodique et la cohérence de la symphonie (l'« écoute structurelle ») même si le nombre d'instruments était très important et que la ligne mélodique pouvait passer d'un pupitre à l'autre très rapidement, c'est-à-dire « dans de nombreuses directions », pour reprendre l'expression de Heinrich Schenker à propos de la musique allemande. Sami Habra déclara en effet : « la beauté de Furtwängler des fortissimo dans le discours musical, la continuité dans le discours mélodique qui part d'un bout à l'autre de l'orchestre, qui séjourne dans un pupitre, passe dans les autres et revient à la source, c'est admirable. On ne la perd jamais. »

#### L'expressivité et l'importance de Nikisch
En outre, les interprétations de Furtwängler se caractérisent par une richesse sonore exceptionnelle : tous les instruments et tous les timbres de l'orchestre sont parfaitement audibles. Patrick Szersnovicz expliqua : « mais on ne parle jamais de ce qui semble le plus évident [à propos de la musique de Furtwängler] : l'incroyable intensité sonore, la luminosité des couleurs, une sonorité orchestrale inouïe, fondées sur des basses puissantes, notamment un pupitre de violoncelles sans égal dans le monde entier,. »
David Cairns ajouta : « on reconnaît un trait typique de Furtwängler dans la manière dont se distingue si clairement la section des bois, comme dans la « grande » symphonie en ut majeur de Schubert. Écoutez [...] comment, à la fin du développement du premier mouvement de cette même œuvre, le léger motif du cor, d'importance capitale, vient rappeler le rythme pointé omniprésent jusque-là mais absent des vingt mesures précédentes, et indiquer l'imminence de la réexposition.  Les chefs d'orchestre sont bien souvent incapables de faire en sorte que ce motif soit parfaitement audible. Aux mains de Furtwängler, aucun danger qu'il ne le soit pas. »

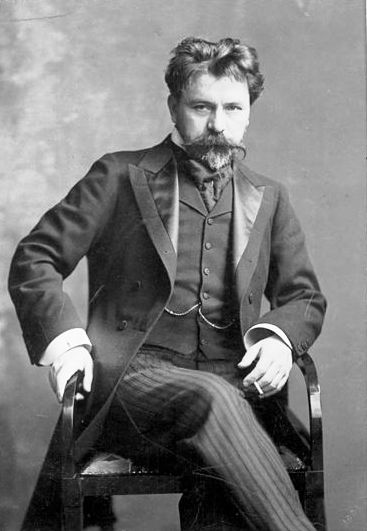
Le chef d'orchestre Arthur Nikisch qui, avec le musicologue Heinrich Schenker, fut toujours la référence pour Furtwängler.

D'autre part, contrairement à un chef d'orchestre comme Otto Klemperer qui se déclarait « pas du tout romantique », Furtwängler ne refoulait pas les émotions dans ses interprétations. Au contraire, l'intensité émotionnelle qui se dégage de ses enregistrements est tellement forte qu'elle devient presque insoutenable dans les interprétations entre 1938 et 1945, période durant laquelle Furtwängler vit une crise émotionnelle extrême. Mais, chose tout à fait exceptionnelle, même lorsque l'intensité émotionnelle atteint son paroxysme, Furtwängler gardait toujours un contrôle parfait de la structure de l’œuvre qu'il dirigeait. Comme le dit Patrick Szersnovicz : « c'est ce potentiel dramatique qui lui permettait de prendre d'extravagantes libertés avec une partition tout en lui donnant une unité qu'aucun autre chef n'a obtenu. »
La mise en valeur des sonorités fut héritée en partie d'Arthur Nikisch. Elisabeth Furtwängler raconta : « [Furtwängler] affirmait qu'il n'avait appris que d'Arthur Nikisch. Bien sûr, l'immense personnalité de Hans Pfitzner, son maître à Strasbourg, avait beaucoup compté, mais sur un autre plan. À ses yeux, parmi les chefs d'orchestre, nul autre qu'Arthur Nikisch n'était digne de considération. [...] « De lui j'ai appris le son, la façon d'obtenir le son ». »
Chez Furtwängler, qui, « mieux que quiconque, sait conjuguer les dimensions apollinienne et dionysiaque » de la musique (au sens nietzschéen), l'aspect émotif et la compréhension intellectuelle de la structure des œuvres sont toujours complètement liés. Daniel Barenboim déclara : « je ne sais pas précisément jusqu'à quel point il réfléchissait aux choses de façon rationnelle, ni quelle dose de sentiments il investissait. Ces deux éléments sont parfois si étroitement liés chez lui qu'on a l'impression qu'il avait établi un équilibre idéal : penser avec le cœur et sentir avec l'esprit. »
La dimension « hyperromantique » de l'art de Furtwängler était pleinement assumée par le chef d'orchestre qui écrivit en 1951 : « je prends le risque de m'attirer la pire injure que l'on puisse lancer à un musicien de l'Allemagne d'aujourd'hui - je prends le risque d'être « romantique ». » Mais s'il exaltait les émotions à l'extrême ce n'était pas pour suivre les humeurs de l'ego. Comme le dit Pierre Brunel, Furtwängler était « romantique, oui, mais dans la tradition la plus haute du Romantisme allemand - de Goethe déjà, de Höderlin, de Novalis. Furtwängler ne cherche pas à se prendre pour sujet (il le déteste, et il le refuse), il ne veut pas parler de soi (mais de faits et de travaux). » « Wilhelm Furtwängler, pèlerin de l'absolu, à la fois dans son temps et hors du temps » ne cherchait pas à suivre la subjectivité de l'ego mais au contraire à la dépasser.

#### La dimension spirituelle

##### Une conception idéaliste de l'art

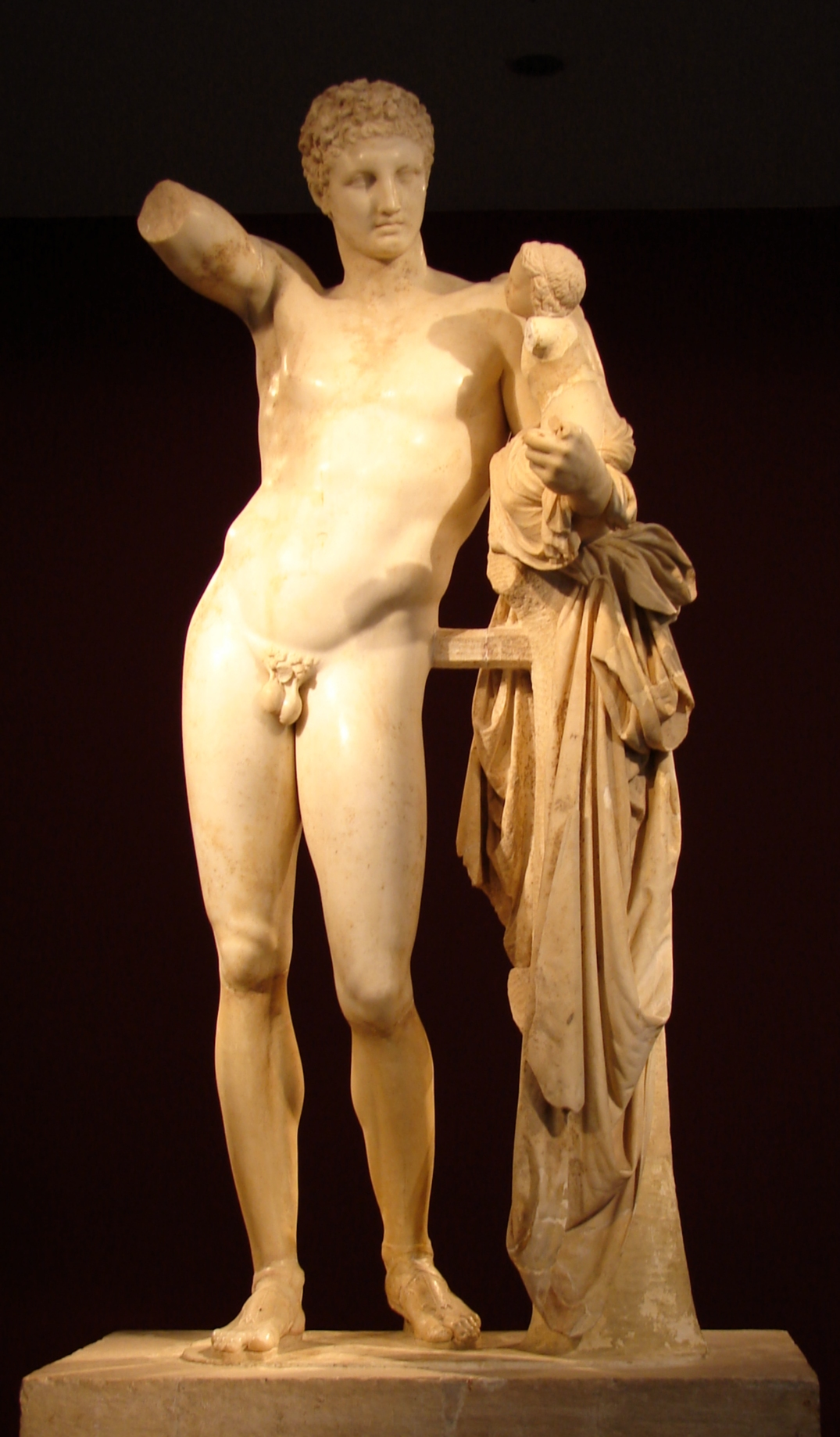
Statue d'Hermès attribuée à Praxitèle, dans la pure tradition idéaliste grecque, découverte à Olympie où le père de Furtwängler dirigea longtemps les fouilles archéologiques.

Tous les éléments précédents : la construction rationnelle de l'œuvre, ses aspects émotifs, la richesse des sonorités qui en découlent participent tous à cette « écoute structurelle » (fernhören) dont parlait Heinrich Schenker, qui peut se traduire, d'un point de vue philosophique, par l’« idée » au sens platonicien que se fit l'artiste de son œuvre. Cette « idée » dépasse nécessairement les plans rationnels, émotifs ou liés aux perceptions de l'ouïe puisque justement elle leur donne naissance. Elle les « transcende » et cela amène à l'aspect le plus élevé de l'art d'interprétation de Furtwängler : sa recherche de la transcendance et de la spiritualité qui a été soulignée par de nombreux commentateurs,.
Paul Hindemith disait, en effet, « [qu'] il [savait] transformer les expériences musicales en quasi-connaissances religieuses » André Tubeuf déclara : « un mysticisme inné en Wilhelm Furtwängler lui faisait trouver dans la musique le souffle même dont vit l'Univers, - Dieu qui se fait sensible » et Yehudi Menuhin : « lorsqu'on interprétait la grande musique allemande avec Furtwängler, on éprouvait un sentiment d'une intensité quasi religieuse. » Le chef d'orchestre Paul Kletzki déclara quant à lui : « le plus important pour lui était la valeur spirituelle de la musique et par-dessus tout, il accordait la plus grande importance à ce qui est derrière la note écrite. Il était toujours en quête de la grande structure, de l'idée. Dans les transitions d'un passage à l'autre, c'était précisément cela qui comptait, bien plus que le flux continu et consistant de la musique... »
De même, Sergiu Celibidache expliqua que le vrai but de Furtwängler était d'atteindre des dimensions spirituelles transcendantes et que ceux qui étaient hermétiques à ces dimensions ne pouvaient pas comprendre son art. Il déclara, en effet : « tout le monde était influencé par Arturo Toscanini - ce qu'il faisait était perceptible immédiatement, sans aucune référence aux dimensions spirituelles. Il y avait un certain ordre dans la matière musicale. Mais chez Arturo Toscanini, je n'ai rien perçu de spirituel. Chez Furtwängler, par contre, j'ai compris qu'il s'agissait de tout autre chose : de la métaphysique, de la transcendance, des rapports entre les sons et les sonorités. [...] Un jour je lui ai demandé : « cher Monsieur, à quelle vitesse se fait ce passage, cette transition ? » Furtwängler me répondit : « cela dépend de la manière dont ça sonne ». Donc, j'ai compris qu'il ne s'agissait pas d'une discipline extérieure comme le temps physique, qui n'a rien à voir avec la musique. Le tempo est une condition afin que ce qui doit résonner, puisse résonner. [...] Mais qu'est-ce qu'il se passe si vous n'entendez pas [ces résonances] ? Alors chaque tempo est trop lent pour vous. Car la lenteur ou la rapidité sont déterminées par la complexité de ces manifestations. Furtwängler avait cette oreille-là : mais l'oreille en soi n'est même pas essentielle, il s'agit d'une oreille spirituelle capable de percevoir ces apparitions parallèles. »
Furtwängler essayait d'atteindre cette dimension transcendante dans laquelle l'artiste avait puisé l'« idée » qui avait donné naissance à son œuvre et à toutes ses manifestations (rationnelles, émotives, etc.). Il s'agissait de la retrouver par un acte de recréation lors du concert et de la partager avec le public dans un acte de « communion ». Tout cela était conçu de façon dynamique et non pas statique : l’œuvre apparaissant comme un tout organique, un être vivant,,. Si avec certains chefs d'orchestre, les musiciens semblent jouer de façon géniale, il se passe quelque chose de tout à fait différent avec Furtwängler : les musiciens et le chef d'orchestre disparaissent complètement et la musique semble vivre par elle-même. Elle semble même respirer : Sergiu Celibidache et Dietrich Fischer-Dieskau ont fait référence de nombreuses fois à cette « respiration » de la musique chez Furtwängler. Cette impression de vie est liée aux continuelles variations du tempo bien sûr, mais aussi, et surtout, au fait que Furtwängler garde une parfaite maîtrise de l'« écoute structurelle » c'est-à-dire de sa cohérence qui en fait un tout. Un être vivant ne peut pas vivre sans cette unité, cette cohérence permanente, son « essence » d'un point de vue philosophique.
On comprend que si Furtwängler a été admiré par les chefs d'orchestre des générations suivantes, ces derniers se sont réclamés beaucoup plus souvent d'Arturo Toscanini qui gardait le tempo indiqué au début de la partition. Car, si on commence à faire varier le tempo mais que l'on n'a pas une compréhension très profonde de l'« écoute structurelle » de l’œuvre, on ne peut faire que n'importe quoi. D'ailleurs, Furtwängler lui-même se trompait souvent et Celibidache disait qu'il était souvent déçu par ses propres interprétations.

##### Un sacerdoce
Dans sa conception de l'art, Furtwängler pouvait être considéré comme l'héritier de la tradition philosophique idéaliste de la Grèce antique, dans la lignée de laquelle la philosophie allemande et la musique symphonique germanique se situaient. Dans ce contexte, il faut se rappeler que Furtwängler était le fils aîné du plus grand spécialiste de la Grèce antique de son époque, l'archéologue Adolf Furtwängler. Klaus Geitel le dit explicitement dans son histoire de l'Orchestre philharmonique de Berlin :

« L'autorité musicale de Furtwängler, la conscience qu'il avait de son propre charisme, son art expressif parvenu à un niveau extrêmement élevé firent de l'Orchestre philharmonique de Berlin le vicaire terrestre de la musique symphonique occidentale. L'idéalisme allemand y trouva, ainsi, son compte puisqu'il cultivait continuellement une telle préoccupation de grandeur. Les membres du Philharmonique de Berlin semblaient faire plus que de la musique ; ils donnaient l'impression de jouer pour exprimer une conception du monde, la Weltanschauung des philosophes. »

Si Furtwängler fut considéré par certains comme le « vicaire » de la musique symphonique germanique, il est absolument certain qu'il ne s'est jamais considéré comme tel. Furtwängler s'est toujours considéré, avant tout, comme un compositeur contrarié et raté. Il écrivit à son ancien précepteur, Ludwig Curtius, en 1946 : « en fait, la direction d'orchestre a été le refuge qui m'a sauvé la vie, car j'étais sur le point de périr compositeur. » Son père et sa femme notèrent qu'il était constamment en proie à l'autocritique.
Plusieurs anecdotes illustrent la modestie du chef d'orchestre. On lui proposa un jour de jouer au piano de Ludwig van Beethoven, il refusa se considérant indigne d'utiliser l'instrument. D'autre part, jeune, il refusa de diriger la Missa Solemnis de Beethoven qu'il considérait, pourtant, comme le sommet de l’œuvre du compositeur,. Il déclara qu'il ne l'avait pas assez bien comprise et donc qu'il n'était pas digne de la jouer bien qu'il rajoutât qu'il la connaissait. Cette humilité était, probablement, nécessaire pour que son ego n'interfère pas avec l'« idée » que le compositeur s'était faite de son œuvre : Furtwängler se considérait comme le « serviteur » de musiciens qu'il savait infiniment supérieurs à lui. Tous les musiciens qui ont connu Furtwängler, même ceux qui comme Gregor Piatigorsky lui ont reproché d'être resté en Allemagne, sont unanimes pour dire que Furtwängler ne fut jamais un carriériste. Il n'est pas resté en Allemagne pour sa carrière. Comme il l'a dit lui-même, s'il était allé à New York en 1936, sa carrière aurait été bien plus facile. En effet, le poste de New York était un vrai pont d'or : il aurait régné en maître sur la vie musicale américaine et aurait été considéré jusqu'à sa mort comme un héros. Plus important, tous les musiciens qui l'ont approché déclarèrent qu'il ne vivait que pour servir la musique et que jamais il n'utilisa la musique pour le servir,. C'est ce qui ressort de l'autobiographie de Gregor Piatigorsky, même si ce dernier critique les faiblesses psychologiques de Furtwängler.
Cette recherche du spirituel est à mettre en relation directe avec l'importance considérable que Furtwängler attachait au finale des œuvres qu'il dirigeait, importance soulignée par de nombreux critiques surtout pour les principales symphonies de Beethoven (la 3e, la 5e, la 7e et surtout la 9e) ainsi que pour la Passion selon saint Matthieu de Jean-Sébastien Bach. Toute l'interprétation devait tendre vers ce point ultime : le silence qui s'ensuivait devait, lui, ouvrir sur une dimension réellement illimitée. Cela est particulièrement évident dans le finale de la 9e de 1942 où Furtwängler semble donner la clef de la plus grande de toutes les symphonies. On a souvent dit, en effet, que Beethoven n'avait pas su comment finir cette symphonie. Dans la version de 1942, l'impression de transcendance est telle, au moment où la musique s'arrête, que Furtwängler nous montre que si cette symphonie semble ne pas avoir été finie c'est que, justement, elle s'ouvre sur l'« Infini ». Elisabeth Furtwängler rapporta, à ce propos, qu'à la fin de la Marcia funebre (le deuxième mouvement de la 3e symphonie de Beethoven), Furtwängler s'arrêtait et faisait une longue pause. Elle regrette que l'on ne puisse plus revivre l'impression que produisait ce silence. Le son ne semblait avoir été là que pour « souligner l'infinité du silence », pour reprendre une expression commune à de nombreux mystiques.
L'importance de la dimension spirituelle chez Furtwängler explique aussi pourquoi Anton Bruckner joua un rôle très important dans sa vie : il dirigea la symphonie no 9 d'Anton Bruckner, même durant son tout premier concert en 1906,. Dans son texte sur Bruckner daté de 1939, Furtwängler compara la vie du compositeur à celle des plus grands mystiques comme Maître Eckhart ou Jakob Böhme. Furtwängler déclara : « il ne travaillait pas pour le présent ; dans sa créativité artistique, il ne pensait qu'à l'éternité et il œuvrait pour l'éternité. » Furtwängler fut l'interprète privilégié de l'adagio des symphonies de Bruckner où la dimension spirituelle est particulièrement marquée.

### Furtwängler et Beethoven

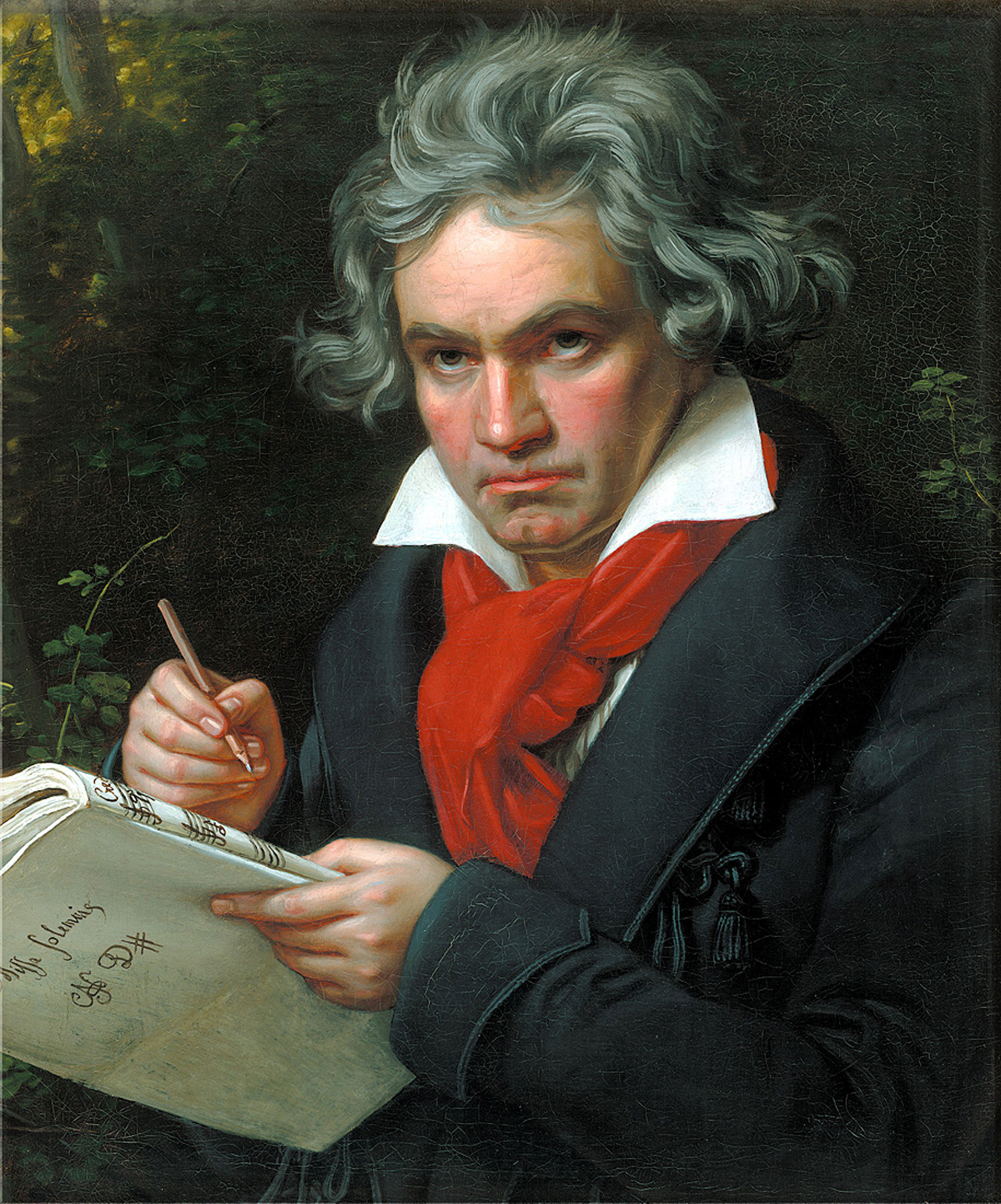
Ludwig van Beethoven, l'artiste auquel Furtwängler s'identifia dès son enfance.

#### La musique comme «catharsis»
Si Furtwängler fut un chef d'orchestre « romantique » en raison de l'importance considérable qu'il accordait à l'émotivité et à l'expressivité, il fut tout autant un chef d'orchestre « classique » par sa compréhension profonde de la structure formelle des œuvres. S'il sait conjuguer les dimensions dionysiaques et apolliniennes de l'art, il dépasse ces plans par sa capacité à atteindre le spirituel. Beethoven est le musicien par excellence qui synthétise tous ces aspects. Furtwängler déclara, en effet, en 1951 : « [dans la musique,] derrière les  rythmes non-rationnels, il y a l'“ivresse” primitive définitivement rebelle à toute articulation ; derrière l'articulation rationnelle, il y a la “forme” qui, de son côté, a la volonté et la force d'absorber et d'ordonner toute vie, et donc finalement l'ivresse elle-même ! C'est Nietzsche qui a, pour la première fois, formulé de façon grandiose cette dualité grâce aux concepts de Dionysiaque et d'Apollinien. Mais pour nous, aujourd'hui, qui considérons la musique de Beethoven, il s'agit de nous rendre compte que ces deux éléments ne sont pas contradictoires - ou, plutôt, qu'ils ne doivent pas l'être nécessairement. Cela semble être la tâche de l'art, de l'art au sens de Beethoven de les concilier. »
Tous les aspects du psychisme humain (pensée rationnelle, sensations, émotions) qui sont normalement désunis et en conflit les uns avec les autres sont unifiés dans une dimension transcendante par Beethoven. Furtwängler écrivit, en effet, en 1942 : « Beethoven renferme en lui-même toute la nature de l'homme. Il n'est pas essentiellement chantant comme Mozart, il n'a pas l'élan architectural de Bach, ni le sensualisme dramatique de Wagner. Il unit tout cela en lui, chaque chose étant à sa place : là est l'essence de son originalité. [...] Jamais un musicien n'a mieux ressenti et exprimé l'harmonie des sphères, le chant de la Nature Divine. »
Cela explique pourquoi la musique et surtout celle de Beethoven a pu lui servir de refuge intérieur pendant la période nazie. L'âme anxieuse de l'homme moderne, perdue dans un monde hostile, peut, grâce à la musique, rentrer en contact avec une réalité supérieure qui lui permet de sortir de son isolement et de son fractionnement. Furtwängler déclara, en effet, en 1951 : « ainsi la musique de Beethoven reste pour nous un grand exemple d'accord unanime où se rejoignent toutes les tendances, un exemple d'harmonie entre la langue de l'âme, entre l'architecture musicale et le déroulement d'un drame enraciné dans la vie psychique, mais surtout entre le Moi et l'Humanité, entre l'âme anxieuse de l'individu isolé, et la communauté dans son universalité. Les paroles de Schiller : “Frères, au-dessus de la voûte des étoiles / Doit régner un père aimant”, que Beethoven a proclamées avec une clarté divinatoire dans le message de sa dernière symphonie n'étaient pas dans sa bouche paroles de prédicateur ou de démagogue ; c'est ce que lui-même a vécu concrètement tout au long de sa vie, depuis le début de son activité artistique. »
Dans les Entretiens sur la musique réalisés avec Walter Abendroth, Furtwängler souligna longuement la dimension spirituelle de l'art de Beethoven. Ce dernier détruit dans un premier temps le psychisme de l'auditeur, mais c'est dans le sens d'une catharsis au sens aristotélicien du terme. C'est-à-dire qu'au lieu de laisser l'individu déstructuré, Beethoven « rassemble ce qui est épars » pour réunir le psychisme sur un plan supérieur « non-duel » où les oppositions sont surmontées : « c'est à partir de Beethoven que la musique sera à même d'exprimer, dans l'ordre de l'art, ce qui, dans l'ordre de la nature, prend la forme de la catastrophe qui n'est qu'une autre forme de la nature. La musique accède maintenant au dramatique car la catastrophe, destruction des forces qui s'entrechoquent, exalte l'âme, donnant le sens de la catharsis et après la catastrophe l'harmonie est reconquise sur un plan supérieur. [...] Beethoven possède au plus haut degré le sens des contrastes qui, par leur synthèse, amènent l'unité supérieure et c'est cette hantise de la synthèse qui engendre la diversité inouïe de Beethoven qui recherche délibérément des contrastes semblant inconciliables, [...] en déchaînant dans toute leur véhémence beethovénienne, les forces tragiques et dionysiaques de la musique. »

#### La Neuvième et la culture européenne
Furtwängler s'identifia toujours à la Neuvième symphonie. La plupart des critiques considèrent, encore aujourd'hui, qu'il est le plus grand interprète de cette œuvre,,,. « Pour l’Everest final, cette neuvième [de Beethoven] dont les éblouissements semblent inépuisables, plusieurs versions se distinguent, notamment celle, fort robuste, de Leonard Bernstein et du Philharmonique de New York (BMG, 1969). Mais Furtwängler demeure indépassable, notamment dans l’enregistrement réalisé au Festival de Lucerne le 22 août 1954 ». Furtwängler ne dirigeait cette symphonie que dans certaines circonstances jugées importantes et l'interprétation de cette œuvre devenait, sous ses mains, un acte quasi religieux. Il déclara : « la Neuvième symphonie est assurément l'aboutissement et le couronnement des symphonies
de Beethoven. Contrairement à ce que pensait Wagner, elle n'est aucunement la fin de la production symphonique, comme
le développement ultérieur de la symphonie l'a montré. » Furtwängler s'opposait à l'idée de Wagner selon laquelle cette symphonie aurait été la fin de la production symphonique. De plus, par sa profonde compréhension de l'œuvre qu'il avait acquise grâce à Schenker, il montrait clairement dans ses interprétations le « lien de filiation » de la Neuvième avec les grandes compositions symphoniques ultérieures. Le musicologue Harry Halbreich écrivit, en effet, à propos de l'interprétation de cette symphonie, que « Furtwängler a toujours marqué le fossé séparant la Neuvième des autres symphonies et n'hésitait pas à la projeter dans l'avenir de la Musique. Les morceaux les plus lourds d'avenir de l'œuvre sont le premier mouvement et surtout l'adagio. Cet avenir s'appelle Anton Bruckner dans le premier cas (Symphonie nº 9 de Bruckner) et Gustav Mahler dans le second (Symphonie no 3 de Mahler et no 4 de Mahler). »
Pour Furtwängler, Beethoven était le compositeur de la musique pure par excellence,. De la musique pure dans le sens d'une musique qui s'exprime indépendamment de tout contenu explicite. Même dans l'hymne à la Joie, Beethoven ne cherche pas à accompagner l'idée de joie comme on le ferait dans une musique à programme mais de la traduire directement sous forme de son. Furtwängler déclara, en effet :
« Beethoven n'a jamais songé à écrire une œuvre d'inspiration populaire. S'il était quelqu'un qui avait une  véritable personnalité, c'était bien Beethoven. Mais il était conscient de la valeur que prenait pour lui, dans son isolement, son interprétation dans la grande confraternité humaine et c'est précisément pour se délivrer de cet isolement qu'il eut recours à l'union spirituelle qui le liait aux autres hommes. C'est dans la recherche de l'humain que se révèle le véritable Beethoven que nous vénérons comme un Saint. Comme le montre l'analyse de l'œuvre, la Neuvième symphonie est constamment une œuvre de musique pure. » Plus précisément, il dit : « si Beethoven fut amené à utiliser la voix humaine, il le fut par des considérations 
purement musicales, parce que les trois premiers mouvements avaient en quelque sorte préparé le terrain. La voix humaine n'est que le timbre qui vient fournir son instrumentation à cette mélodie parfaite. Dans toute l'histoire de la Musique, je ne vois guère d'exemple montrant plus clairement jusqu'où peut aller l'autonomie formelle de la musique pure. Ce qui informe ce finale, ce n'est pas l'idée de célébrer la joie, mais la puissante imagination musicale de Beethoven capable de métamorphoser cette idée en musique. »
Le chef d'orchestre voyait en cette symphonie le sommet le plus élevé de la civilisation européenne, le symbole de cette culture. Il écrivit, semblant même anticiper son utilisation comme hymne de l'Union européenne : « autant que je sache, la Neuvième ne fut exécutée qu'une seule fois du vivant de Beethoven et ce n'est qu'avec un certain recul du temps qu'on a pu saisir quels problèmes cette œuvre nouvelle posait aux exécutants. Son exécution par Richard Wagner fut un événement décisif et il ne faut pas oublier que la tradition n'a de sens que si elle reste vivante et se renouvelle. On ne peut conserver en vase clos des œuvres telles que les symphonies de Beethoven car, comme toute œuvre d'art, celles-ci deviennent lettre morte là où la confraternité humaine à laquelle elles s'adressent, aurait cessé d'exister. Une musique représentative du génie européen n'existera qu'autant que l'Europe elle-même sera réalité. »
Comme le souligne Pierre Brunel dans sa postface de Carnets 1924-1954, Furtwängler n'était pas seulement un porte-parole de la culture germanique, il était aussi un homme profondément européen, comme Goethe et Beethoven. Européen, il l'était par sa culture : il adorait l'Italie, son attachement à la France était sincère, il se passionnait depuis l'enfance pour la littérature anglaise, la Grèce antique dont son père fut le plus grand spécialiste de son temps demeura toujours sa référence,. Mais, plus important, Furtwängler était européen dans sa conception de l'art occidental comme un moyen de dépasser les conflits entre les peuples du vieux continent, dont il fut le témoin tragique. Comme son ami de toujours, Yehudi Menuhin, il concevait l'art avant tout comme un acte de réconciliation, de paix et de communion. Son attachement à la culture européenne était tel que Pierre Brunel conclut Carnets 1924-1954 par ces mots : « se souvenant de ce que le maître a dit de Wagner, de Beethoven et de Michel-Ange, il ne peut s'empêcher de se demander et de demander au lecteur de ces pages si Wilhelm Furtwängler n'a pas été un de ces hommes “qui appartiennent au destin de l'Occident”. »

### Furtwängler et Jean-Sébastien Bach

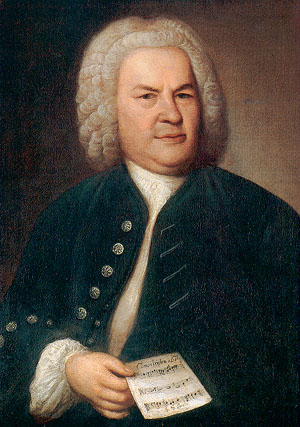
Jean-Sébastien Bach, le « saint inaccessible ».

Contrairement à ce que l'on pourrait facilement penser, Furtwängler ne considérait pas que Ludwig van Beethoven était le plus grand compositeur du monde occidental. Il plaçait Jean-Sébastien Bach encore plus haut. Il écrivit en 1951 : « aujourd'hui comme autrefois, Bach est le saint qui trône, inaccessible, au-dessus des nuages. » Il expliqua également : « [Bach fut] le plus grand des musiciens, l'Homère de la musique, dont la lumière resplendit au ciel de l'Europe musicale et, qu'en un sens, nous n'avons toujours pas dépassé. »
Furtwängler déclara, à plusieurs reprises, que la Passion selon saint Matthieu de Bach était, de très loin, la plus grande œuvre jamais composée. Il fut bouleversé en l'entendant pour la première fois alors qu'il n'avait que douze ans,. Il n'existe que peu d'enregistrements de Bach par Furtwängler et souvent dans un très mauvais état. Pourtant, Furtwängler l'a souvent dirigé. Il semble qu'Adolf Hitler n'aimait pas ce compositeur et que, durant la période nazie, les concerts de Bach n'ont pas été enregistrés pour cette raison.
Trois enregistrements de la Passion selon saint Matthieu nous sont cependant parvenus. Le premier, celui de 1950, à Buenos Aires (avec Michael Gielen accompagnant les récitatifs au piano et les jeunes Carlos Kleiber et Daniel Barenboim dans le public) est dans un mauvais état, ce qui est d'autant plus regrettable que l'interprétation est du plus haut niveau. On y entend de façon à peu près audible toutes les parties manquantes de la version suivante. Le deuxième est le plus important : c'est l'enregistrement de Vienne en 1952. Malgré quelques accidents de concert et quelques saturations dans les chœurs, la bande sonore est bien meilleure que dans l'enregistrement de 1950. La valeur intrinsèque de l'œuvre et la qualité de l'interprétation particulièrement élevée rendent absolument catastrophique que seule la première moitié du concert ait été conservée. Le dernier enregistrement, celui de 1954 avec l'orchestre de Vienne, est le seul à être en parfait état. Malheureusement, la qualité de l'interprétation (à l'exception du finale et des interventions de Dietrich Fischer-Dieskau) est bien inférieure aux deux premières. Toujours est-il que le finale des versions de 1954 et les versions de 1950 et 1952 sont du même niveau que les plus grands enregistrements de Beethoven par Furtwängler.

### Critique
Après la guerre, et pendant une assez longue période, une partie de la critique britannique et américaine n'apprécia pas le style de direction de Furtwängler,. Ils prétendaient que Furtwängler, par sa « subjectivité », déformait les œuvres et brisait leur unité formelle, mettant en avant des chefs d'orchestre de premier plan comme Arturo Toscanini ou Otto Klemperer, jugés plus « objectifs ». Ce qu'ils appelaient la « subjectivité » de Furtwängler était, en fait, l'apogée et la synthèse de la plus grande tradition allemande de direction orchestrale (Richard Wagner, Hans von Bülow et Arthur Nikisch), le tout couronné par les théories du grand musicologue Heinrich Schenker qui portaient précisément sur une compréhension très profonde de l'unité des œuvres symphoniques,,. Ce « malentendu » a plusieurs explications.
Premièrement, les relations de Furtwängler avec les États-Unis ont toujours posé problème : elles ont été étudiées en détail par D. Gillis. Furtwängler a réalisé une série de tournées en Amérique du Nord durant les années 1925-27 qui furent un grand succès auprès du public mais pas du tout auprès de la critique. En fait, une vraie cabale avait été organisée par une partie du monde musical contre Furtwängler, : de nombreux critiques s'étaient donné le mot d'ordre d'attaquer sans concession le chef d'orchestre allemand. Les raisons de cette cabale n'avaient rien de politique et ne concernaient pas le contenu réel de l'art de Furtwängler. Cette cabale provenait de la peur de la concurrence gigantesque que représentait la personnalité de Furtwängler. Ce dernier aurait dû essayer d'être accepté par ce monde musical très fermé mais, comme l'expliqua sa femme, Furtwängler n'avait aucun goût pour les mondanités et les intrigues. Comme souvent, il préféra se dérober et ce qui explique probablement pourquoi il ne retourna pas aux États-Unis entre 1927 et 1933. En 1936, il accepta le poste à New York que lui proposait Arturo Toscanini, mais la fausse annonce d'Hermann Göring déclencha un immense tollé qui l'en dissuada. Les historiens ont montré que ce sont les mêmes milieux musicaux qui, en 1925-1927, amplifièrent le « tollé » en question, toujours pour empêcher la venue du chef d'orchestre allemand, surtout à un poste aussi prestigieux que celui de directeur musical de l'Orchestre philharmonique de New York. Furtwängler faillit revenir en 1949 mais un boycott fut organisé contre sa venue (en 1948). En 1949, l'aspect politique était plus important : la guerre n'était finie que depuis quatre ans et Furtwängler n'avait retrouvé son poste que depuis 1947. Mais, comme l'a dit à de nombreuses reprises Yehudi Menuhin,, la vraie raison était toujours la volonté d'empêcher la venue du chef allemand en raison de son poids artistique écrasant. La tournée prévue pour 1955 bénéficiait d'un fort soutien politique des gouvernements allemand et américain ce qui aurait certainement empêché toute nouvelle cabale. Cette tournée aurait, certainement, profondément changé la perception des Américains à propos de Furtwängler, l'homme mais surtout l'interprète. Mais Furtwängler mourut juste avant.
Deuxièmement, les théories d'Heinrich Schenker étaient probablement peu connues. Elles font souvent aujourd'hui autorité dans les universités américaines pour l'interprétation des symphonies,,. Mais il fallut probablement beaucoup de temps aux critiques pour les assimiler et surtout pour réaliser que l'art de Furtwängler se basait en grande partie sur les théories de Schenker. Comme l'a expliqué Elisabeth Furtwängler, Schenker était extrêmement critique et détectait les moindres erreurs dans l'interprétation des symphonies. Or, Heinrich Schenker disait que Furtwängler était « le seul chef d'orchestre à avoir compris Beethoven » (ce point est d'autant plus remarquable que Schenker avait dû forcément assister à de nombreux concerts d'Arturo Toscanini, d'Arthur Nikisch et de Gustav Mahler) et il fit dans son journal personnel des compliments de la 9e symphonie de Beethoven par Furtwängler après avoir assisté à ses concerts. Ces compliments, venant d'un musicologue de ce niveau et aussi exigeant, prouvent que la « subjectivité » de Furtwängler ne détruisait en aucune façon l'unité formelle des œuvres.
Troisièmement, Furtwängler était l'héritier de la grande tradition allemande de direction orchestrale. Mais, après la guerre, les nazis avaient rendu tout ce qui était allemand suspect. Le fait de mettre en avant des chefs d'orchestre comme Arturo Toscanini ou Otto Klemperer avait, outre leurs qualités musicales indiscutables, aussi un caractère clairement politique. Toscanini avait été un modèle parfait d'antifascisme. En particulier, il avait dirigé la première américaine de la Symphonie no 7 de Dmitri Chostakovitch diffusée pendant le siège de Léningrad sur toutes les radios alliées. Ce concert eut une forte portée symbolique. Sur bien des aspects, Toscanini apparaissait comme un musicien « porte-drapeau » des forces alliées dans leur lutte contre les forces de l'axe. Or, du point de vue américain, Furtwängler pouvait sembler jouer un rôle symétrique mais du mauvais côté, Joseph Goebbels diffusant ses enregistrements sur les radios du Reich. En fait, cette symétrie n'a jamais existé car Furtwängler n'a jamais soutenu politiquement le régime hitlérien, alors que Toscanini joua un rôle volontaire et actif dans la lutte politique contre le fascisme. En ce qui concerne Otto Klemperer, ce dernier avait commencé une brillante carrière, jouant un rôle décisif dans la mise en valeur de la musique contemporaine ; mais sa carrière avait été brusquement brisée par l'arrivée des nazis et en raison de ses origines juives. Après la guerre, il prit la direction de l'Orchestre Philharmonia de Londres, cet orchestre jouant à partir de cette époque un rôle central dans la vie musicale anglo-saxonne. De fait, certains spécialistes considèrent, qu'après la mort de Furtwängler, c'est Otto Klemperer avec son Orchestre Philharmonia qui devint le plus grand interprète au monde de la musique symphonique germanique.
Mais la tradition dans laquelle s'enracinait Furtwängler était beaucoup trop profonde et ces critiques finirent par disparaître complètement. Ainsi, la BBC a consacré une série d'émissions à Furtwängler en 2004 où les critiques parlaient « du plus grand chef d'orchestre de tous les temps » (« the greatest conductor of all time »).
On parle aujourd'hui encore de tradition « subjective » pour l'art de Furtwängler, non plus dans un sens péjoratif mais dans le sens d'une interprétation qui se place dans la longue tradition germanique et qui tient compte de l'exégèse des œuvres par les musicologues, par opposition à la tradition « objective » de Toscanini qui préconisait une relation directe avec la partition. L'enracinement de l'art de Furtwängler au cœur même de la tradition qui a donné naissance à la musique symphonique explique qu'Alain Pâris ait pu écrire dans l'Encyclopædia Universalis :

« Dans le monde de la direction d'orchestre, Wilhelm Furtwängler fait figure d'exception : plus d'un siècle après sa naissance, il est le seul chef dont les témoignages sonores n'ont connu aucune éclipse, continuant à susciter l'admiration ou à provoquer la discussion. [...] Il reste celui dont Fred Goldbeck a dit qu'il était “l'art de diriger fait homme”. »

## Œuvre musicale

### Créations

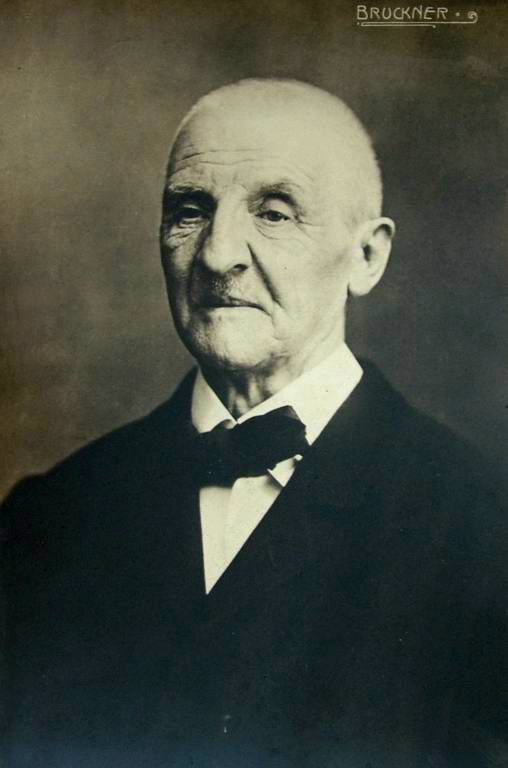
Anton Bruckner. Furtwängler s'inspira toute sa vie de Bruckner pour ses compositions. Furtwängler joua un rôle capital dans la mise en valeur de sa musique qui était très peu connue au début du XXe siècle.

La liste qui suit n'est pas exhaustive.
- Bartók, Concerto pour piano no 1, le compositeur comme soliste, Francfort-sur-le-Main, le 1er juillet 1927.
- Schoenberg, Variations pour Orchestre, Op. 31, Orchestre philharmonique de Berlin, Berlin, 2 décembre 1928.
- Prokofiev, Concerto pour piano no 5, le compositeur comme soliste, Orchestre Philharmonique de Berlin, 31 octobre 1932.
- Hindemith, suite tirée de Mathis le peintre, Orchestre Philharmonique de Berlin, Berlin, 11 mars 1934.
- Richard Strauss, Vier letzte Lieder, avec Kirsten Flagstad, Orchestre Philharmonia, Londres, 22 mai 1950.

### Compositions

#### Œuvres orchestrales
- Ouverture en mi bémol majeur op. 3 (1899)
- Symphonie en ré majeur (1903)
- Symphonie no 1 en si mineur (1938-1941)
- Symphonie no 2 en mi mineur (1944-1945)
- Symphonie no 3 en ut dièse mineur (1947-1954)
- Concerto symphonique pour piano & orchestra (1924-1936)

#### Musique de chambre
- Sonate pour violon et piano en fa majeur (1896)
- Petite Sonate pour violoncelle et piano en mi majeur (1896)
- Trio avec piano en fa majeur (1896)
- Quatuor à cordes no 1 « Quartetto quasi una fantasia » (1896)
- Trio à cordes (2 violons et violoncelle) (1896-1897)
- Variations pour quatuor à cordes (1897)
- Sonate pour violon et piano en la mineur (1898-1899)
- Quintette avec piano en ut majeur (1899)
- Quatuor avec piano en ut mineur (1899)
- Trio avec piano en mi majeur (1900)
- Quatuor à cordes no 2 en fa dièse mineur (1901)
- Trio avec piano en sol majeur (1902)
- Quintette avec piano en ut majeur (1924-1935)
- Sonate pour violon et piano no 1 en ré mineur (1935)
- Sonate pour violon et piano no 2 en ré majeur (1938)

#### Musique vocale
- Te Deum pour chœur et orchestre (1902-1906) (rev. 1909)

## Postérité

### Théâtre
Son procès en dénazification en 1946 a fait l'objet d'une pièce de théâtre de Ronald Harwood, Taking sides, créée à Chichester (Royaume-Uni) en 1995. La version française de la pièce mise en scène par Marcel Bluwal, À torts et à raisons, a connu un grand succès en 1999 et onze nominations aux Molières (2000). Le rôle de Furtwängler était tenu par Michel Bouquet, et celui de l'officier américain, par Claude Brasseur.

### Cinéma
Ronald Harwood a également écrit le scénario d'une adaptation cinématographique de sa pièce, Taking Sides : Le Cas Furtwängler, réalisée par István Szabó en 2002.

### Livres
1. ↑  « https://zbcollections.ch/home/#/content/433b09ad72484ce596cfc5b9433d1e40 » (consulté en octobre 2019)
2. ↑  Anecdote rapportée par Berta Geissmar qui était dans la loge avec Marie von Bülow. (en) B. Geissmar, The baton and the Jackboot, Londres, Hamish Hamilton, 1944, p. 30.
3. 1 2  (en) Berta Geissmar, The Baton and the Jackboot, Columbus Books Ltd, 1988.
4. ↑  (de) Curt Riess, Furtwängler, Musik und Politik, Berne Scher, 1953.
5. ↑  Berta Geissmar, qui fut la secrétaire de Furtwängler durant la période 1915-1935 (elle dut partir en Angleterre en 1935 en raison de ses origines juives), raconta en détail l'effervescence culturelle qui entourait le chef d'orchestre pendant la République de Weimar dans la préface de son livre sur Furtwängler écrit à Londres en 1943. (en) Berta Geissmar, The Baton and the Jackboot, Hamish Hamilton, Londres, 1944, p. 7-63.
6. ↑  (en) Robin Holloway et Alan Blyth, Tristan und Isolde, Harper & Row, 1982 (ISBN 978-0-06-090910-9), p. 367.
7. ↑  Michel Pazdro et Jean Cabourg, Guide des opéras de Wagner, Fayard, 1988, 894 p. (ISBN 978-2-213-02076-1), p. 331.
8. ↑  Cet enregistrement n'est pas complet. Cependant, malgré une distribution inégale, avec en particulier une prestation décevante de Max Lorenz, certains spécialistes de Wagner considèrent que la conception de l'interprétation de cet opéra par Furtwängler est une référence en la matière : « c'est Furtwängler qui crée l'ambiance d'ensemble, qui donne à la partition un mouvement, un souffle épique incomparable où aucun détail n'est sacrifié et le tout est plus grand que la somme des parties [...] Un témoignage indispensable » ; Michel Pazdro et Jean Cabourg, Guide des opéras de Wagner, Fayard, 1988, 894 p. (ISBN 978-2-213-02076-1), p. 457.
9. ↑  Frédéric Muñoz précise : « L'ancienne salle de philharmonie est déjà détruite et les concerts ont lieu dans la salle de l'Admiralspalast. L'accès est difficile : le public et les musiciens doivent enjamber des décombres et des ruines. Le concert propose la Symphonie n° 40 de Mozart et la première de Brahms. La lumière vient à disparaître, le chef continue mais doit arrêter un peu plus loin… Le concert reprendra plus tardivement avec une forte rage de jouer comme l'exprime l'enregistrement. » Res Musica, « Wilhelm Furtwängler et les Symphonies de Johannes Brahms, une discographie foisonnante »
10. 1 2 3 4  Yehudi Menuhin, Le violon de la paix, Éditions alternatives, 2000.
11. ↑  Malgré la mauvaise prise de son et une distribution inégale, la conception de l'œuvre par Furtwängler est encore considérée comme une référence par les spécialistes : Bruno Lussato, Voyage au cœur du Ring, Fayard, 2005. Les témoins de l'époque ont rapporté que Furtwängler en avait réalisé de bien meilleures encore mais qui n'ont pas été enregistrées.
12. 1 2 3  (de) Dietrich Fischer-Dieskau, Jupiter und ich : Begegnungen mit Furtwängler, Berlin University Press, 2009 (ISBN 978-3940432667).
13. ↑  « Furtwängler imposa sa conception symphonique accordant peu d'importance à la scène. Pour lui, il s'agissait d'une « messe » ou d'un appel à notre conscience, tout convergeant vers le finale, visionnaire, d'une grande humanité ». Elisabeth Brisson, Opéras mythiques, Ellipses Marketing, 2008, p. 287.
14. ↑  Charles Barber, Corresponding with Carlos Kleiber, Scarecross press, 2011, p. 36.
15. ↑  L'interprétation de Furtwängler et la prestation de Kirsten Flagstad sont toujours considérées comme inégalées par les spécialistes de Wagner : « cet enregistrement est communément considéré comme la version de référence [...] Tel quel, il vaut avant tout pour la direction de Furtwängler [...] Un classique dans tous les sens du terme » ; Michel Pazdro et Jean Cabourg, Guide des opéras de Wagner, Fayard, 1988, 894 p. (ISBN 978-2-213-02076-1), p. 331.
16. ↑  « Furtwängler est celui qui sut saisir en profondeur ce drame du désir de fusion absolue ». Elisabeth Brisson, Opéras mythiques, Ellipses Marketing, 2008, p. 401.
17. ↑  « Furtwängler transmet la tradition métaphysique romantique de manière impressionnante ». Elisabeth Brisson, Opéras mythiques, Ellipses Marketing, 2008, p. 152.
18. ↑  (de) Joseph Goebbels, Reden 1932-1939, Droste Verlag, Dusseldorf, 1972, p. 282.
19. ↑  (de) Wilfried von Oven, Finale furioso, Mit Goebbels zum Ende, Grabert Verlag, Tübingen, 1974, p. 268.
20. ↑  « Il  suffit d'écouter Maurice Jarre évoquer son expérience de timbalier des Concerts Colonne, jouant la 5e  de Beethoven sous la direction de Furtwängler. Inquiet, il alla voir le maître avant la
  répétition pour lui demander où il voulait qu'il commence le crescendo de la transition vers le finale. Furtwängler lui répondit : « Contentez-vous de me regarder. » Jarre se sentait de moins en moins assuré en voyant que Furtwängler ne le gratifiait pas d'un seul regard. Mais lorsque arriva la fameuse transition, le chef allemand planta ses yeux dans ceux du timbalier et le fixa sans discontinuer jusqu'au sommet du crescendo. Hypnotisé, Maurice Jarre joua le plus faramineux roulement de timbales de toute sa carrière de percussionniste ».Christian Merlin, Au cœur de l'orchestre, « Le rapport au chef — À quoi sert le chef d'orchestre », p. 398-400.
21. ↑  « Les Berliner Philharmoniker avaient une dévotion pour Wilhelm Furtwängler, mais étaient obligés de reconnaître qu'il était impossible, en suivant sa baguette, de savoir où attaquer. Certains disaient compter jusqu'à treize une fois qu'il avait mis le pied sur le podium, d'autres attendre que la baguette soit à la hauteur du bouton de son habit. [...] De ces boutades, on peut tirer plusieurs conclusions. D'abord, pour Furtwängler comme pour Koussevizky, ce flou dans la battue n'était pas, ou pas seulement une lacune technique, mais une volonté expressive : ils ne voulaient pas une attaque trop franche, mais un son enveloppé, qui aurait déjà commencé avant l'attaque. Un départ lancé et non un départ arrêté, pour emprunter une image à la course à pied ». Christian Merlin, Au cœur de l'orchestre, « Le rapport au chef — À quoi sert le chef d'orchestre », p. 398.
22. ↑  « Peut-être le plus grand chef de l'histoire, probablement le plus grand beethovénien ». L'orchestre des rites et des dieux, vol. 99, Autrement, série mutations, 1994, p. 206.
23. ↑  Yehudi Menuhin a déclaré qu'il avait joué avec quasiment tous les chefs d'orchestre majeurs du XXe siècle mais que « Furtwängler [est] celui qui sans doute m'a le plus marqué ». Yehudi Menuhin, « La légende du violon », Flammarion, 2009, p. 242.
24. ↑  « C'est à mon sens le plus authentique, le plus pénétrant, et pour dire toute ma pensée, le plus grand interprète des classiques, dans ce dernier demi-siècle ». Citation d'Ernest Ansermet à propos de Furtwängler. Jean-Jacques Langendorf, Ernest Ansermet, Presses polytechniques et universitaires romandes, 2004, p. 70.
25. 1 2  (de) Leins Hermann, Diener der Musik, herausgegeben von Martin Müller und Wofgang Mertz, Rainer Wunderlich Verlag, 1965, p. 180-187.
26. 1 2  (en) Harold Schönberg, The great conductors, Simon and Schuster, 1967.
27. ↑  « Toute ma vie, je me suis considéré comme un compositeur qui dirige mais jamais comme un chef qui compose », dans une lettre à Ludwig Curtius, reprise dans (de) Ludwig Curtius, Deutsche und Antike Welt, Lebenserinnerungen, DVA, 1950, p. 43.
28. ↑  Sami Habra, L'orchestre des rites et des dieux : Mes grands chefs, vol. 99, Autrement, série mutations, 1994, p. 184.
29. ↑  Yehudi Menuhin, « La légende du violon », Flammarion, 2009, p. 244.
30. ↑  Klaus Geitel, L'orchestre des rites et des dieux, vol. 99, Autrement, série mutations, 1994, p. 60.
31. ↑  (en) Gregor Piatigorsky, Cellist, Doubleday, 1965.
32. ↑  B. Geissmar, The baton and the Jackboot, Hamish  Hamilton, Londres, 1944, p. 286.
33. ↑  Berta Geissmar expliqua dans la préface de son livre sur Furtwängler que le chef d'orchestre avait une très forte prédilection pour la Grèce et la Rome antiques et la Renaissance italienne. Il visitait systématiquement tous les musées dans les villes où il allait en tournée. En particulier, lorsqu'ils allèrent à Londres ensemble pour la première fois, il alla tout de suite au British Museum voir les Marbres d'Elgin et la collection de vases grecs qui représentaient, dit-elle, « le monde dans lequel il avait grandi ». (en) Berta Geissmar, The Baton and the Jackboot, Hamish  Hamilton, Londres, 1944, p. 7-63.
34. ↑  (en) Daniel Gillis, Furtwängler and America, New-York, Maryland Books, 1970.
35. ↑  L'orchestre des rites et des dieux, vol. 99, Autrement, coll. « Série mutations », 1994, p. 206, 225, 227.

- (en) John Ardoin, The Furtwängler Record, 1994

1. 1 2 3  p. 12.
2. ↑  p. 267.
3. ↑  L'auteur parle de cet enregistrement comme de l'héritage de la plus grande tradition musicale et philosophique de l'Occident, p. 143.
4. ↑  p. 68.
5. ↑  p. 251.
6. ↑  p. 28.
7. ↑  p. 63.
8. 1 2 3 4 5  p. 18.
9. ↑  p. 19.
10. ↑  p. 20.
11. ↑  p. 25.
12. ↑  p. 21.
13. ↑  p. 35.
14. ↑  p. 233.
15. ↑  p. 58.

- Elisabeth Furtwängler, Pour Wilhelm, 2004

1. 1 2 3  p. 119.
2. 1 2  p. 51.
3. 1 2  p. 32.
4. ↑  p. 83.
5. ↑  p. 88.
6. 1 2 3 4 5 6 7  p. 54.
7. ↑  p. 122.
8. ↑  p. 19.
9. 1 2  p. 35.
10. ↑  p. 132.
11. ↑  p. 133.
12. ↑  p. 90.
13. ↑  p. 91.
14. 1 2  p. 155.
15. ↑  p. 156.
16. 1 2  p. 141.
17. ↑  p. 159.
18. ↑  Les derniers jours de Furtwängler sont relatés en détail dans le chapitre 9.
19. ↑  p. 40.
20. ↑  p. 136.
21. ↑  p. 60.
22. ↑  p. 59.
23. ↑  p. 160.
24. ↑  p. 33.
25. ↑  p. 52.
26. ↑  Furtwängler a comparé explicitement sa direction « floue » avec l'art de Rembrandt, p. 35.
27. 1 2  p. 120.
28. ↑  p. 99.
29. ↑  p. 100.
30. ↑  p. 28.
31. ↑  p. 161.
32. 1 2 3  p. 10.
33. ↑  Interview du 13 février 1976 au Manchester Guardian, p. 36.
34. ↑  p. 20.
35. 1 2 3  p. 55.
36. ↑  p. 16.
37. ↑  p. 62.
38. ↑  p. 61.
39. ↑  p. 118.
40. 1 2  p. 124.
41. ↑  p. 125.

- Wilhelm Furtwängler, Musique et Verbe, 1979

1. ↑  Préface par George Schneider, p. 11.
2. ↑  Furtwängler déclara en 1948 à propos de cette symphonie qu'il s'agissait « d'une œuvre sortie des profondeurs de l'âme slave […] Mais l'effet d'une semblable musique diffère considérablement de l'effet produit par une tragédie. Ce n'est pas la catharsis, mais le sombre désespoir et la résignation qui ont ici le dernier mot », p. 59.
3. ↑  p. 266.
4. ↑  p. 253.
5. ↑  p. 241.
6. ↑  p. 252.
7. 1 2  p. 68.
8. ↑  Furtwängler déclara à propos de Beethoven : « son instinct profond le ramène, quoi qu'il fasse, à la forme-sonate ou à la forme-lied (germe de la forme sonate) avec ses « reprises », etc. C'est la boussole de son invention », p. 65.
9. ↑  p. 279.
10. ↑  p. 371.
11. ↑  p. 60.
12. ↑  p. 274.
13. ↑  p. 163.
14. ↑  p. 151.
15. ↑  p. 184.
16. ↑  p. 65.
17. ↑  « Pour ma part, je ne connais pas un mot de Beethoven qui, sauf interprétation très tendancieuse, permette d'imaginer qu'il ait songé à mettre dans ses œuvres autre chose que la musique, autre chose que l'expression musicale », p. 71.
18. ↑  p. 265.
19. ↑  p. 272.
20. ↑  p. 97.

- Wilhelm Furtwängler, Carnets 1924-1954, 1995

1. ↑  Il écrivit en 1935 : « Quand on refuse le Brüder, über'm Sternenzelt (« Frères, au-dessus de la voûte étoilée ») ou Seid umschlungen, Millionen (« Soyez unis par millions ») de Schiller et de Beethoven pour une raison raciste, on refuse le meilleur de la germanité », p. 39.
2. ↑  Il écrivit en 1945 : « Je n'ai jamais compris la responsabilité collective. L'antisémitisme m'est aussi incompréhensible que le nazisme », p. 74.
3. ↑  Il avait déjà écrit en 1936 dans son journal personnel : « la vie est aujourd'hui plus que jamais une question de courage », p. 11.
4. 1 2  p. 11.
5. ↑  p. 102.
6. ↑  p. 77.
7. ↑  p. 42.
8. ↑  p. 76.
9. ↑  p. 154.
10. ↑  p. 18.
11. ↑  Postface de Pierre Brunel p. 177.
12. ↑  Préface de Jean-Jacques Rapin, p. 13.
13. ↑  p. 103.
14. 1 2  Postface de Pierre Brunel p. 179.
15. ↑  Préface Jean-Jacques Rapin, p. 18.
16. ↑  Postface de Pierre Brunel p. 175.

- Gérard Gefen, Furtwängler, Une biographie par le disque, 1986

1. 1 2 3  p. 53.
2. ↑  p. 111.

- Klaus Lang, Celibidache et Furtwängler, 2012

1. ↑  Furtwängler et Pfitzner se sont très bien entendus à Strasbourg mais leur relation se dégrada fortement par la suite. Pfitzner, réputé pour son caractère difficile, critiqua vivement les compositions de Furtwängler et ne voulut jamais reconnaître la valeur de Furtwängler en tant que chef d'orchestre. D'autre part, contrairement à Furtwängler, Pfitzner adhéra pleinement au national-socialisme. En dépit de tout cela, Furtwängler n'a jamais voulu critiquer son ancien maître, p. 203.
2. ↑  p. 203.
3. ↑  Si l’on ne s'en tient qu'aux contrats, Furtwängler n'a occupé le poste de chef principal de l'Orchestre philharmonique de Berlin que durant quatorze  ans : de 1922 à 1934, date à laquelle il a démissionné, et de 1952 à sa mort. Pendant les périodes entre 1935 et 1945 et entre 1947 et 1952, Furtwängler n'avait pas de contrat écrit avec l'orchestre, qui le considérait néanmoins comme son chef d'orchestre principal, p. 62.
4. ↑  Après la guerre, Furtwängler s'intéressa aux symphonies de Dmitri Chostakovitch, dont il dirigea la Symphonie no 9, p. 141.
5. ↑  p. 95.
6. ↑  Il dirigea son premier concert à Rome le 6 avril 1947, p. 98.
7. ↑  L'ancien bâtiment de la Philharmonie de Berlin, réputé pour son acoustique exceptionnelle, ayant été complètement détruit par les bombardements, Furtwängler reprit tous ses concerts après la guerre dans le Titania-Palast, un ancien cinéma construit  dans le style de la Nouvelle Objectivité, p. 103.
8. ↑  p. 93.
9. ↑  La création de son œuvre lui déclencha un tel stress qu'il s'évanouit durant l'une des répétitions. Durant la première partie de sa vie, il s'était déjà enfuit en plein milieu d'un concert où il dirigeait l'une de ses compositions à la suite d'un bruit dans la salle qu'il avait interprété, à tort, comme un signe d'hostilité du public, p. 154.
10. ↑  p. 357.
11. ↑  p. 87.
12. ↑  Eberhard Finke, violoncelliste de l'orchestre a rapporté la scène : « on avait organisé cette répétition mémorable, juste pour que [Furtwängler] puisse essayer un appareil auditif [...] Il pouvait tourner un bouton pour régler le volume [...] Il passait son temps à tourner ce bouton, et j'imagine qu'il n'entendait que des craquements et des bruits gênants. Au bout d'un quart d'heure, il y a eu ce moment tragique que je n'oublierai jamais : il a fait une geste de la main totalement résigné, et il a dit : « Eh bien, merci, Messieurs, cela suffit. Au revoir. » Ce sont les derniers mots que l'orchestre ait entendus de lui », p. 359.
13. ↑  Une semaine avant sa mort, Furtwängler reçut la visite de Gerhart von Westerman, l'intendant de son orchestre. Furtwängler lui dit simplement « Je vous ai fait venir pour vous dire que je vais bientôt mourir, et pour vous remercier de votre loyauté que vous m'avez toujours témoignée. Et je vous en prie, n'oubliez pas le principal : vous voudrez bien saluer mon orchestre pour moi. » Et l'intendant s'effondra en sanglots, p. 365.
14. ↑  Furtwängler fut remplacé très rapidement par son ennemi intime Herbert von Karajan à Berlin. Furtwängler détestait Karajan humainement et « du point de vue de l'esprit et du point de vue de l'art, il se sentait immensément supérieur à Karajan », p.  235. Cependant Madame Elisabeth Furtwängler a été catégorique : son mari était persuadé à la fin de sa vie que c'était Karajan et pas Sergiu Celibidache qui le remplacerait, p. 65, 366. D'une part, parce que Karajan était très fort techniquement : il pouvait obtenir avec peu de répétitions le même résultat que Celibidache avec beaucoup plus de répétitions, p. 236. D'autre part, parce que Furtwängler savait que rien ne pourrait arrêter l'ambition de Karajan, p. 366.
15. ↑  Précisément, Thomas Mann a écrit : « Combien il fallait être idiot pour aller écouter, dans l'Allemagne d'Himmler, le Fidelio de Beethoven, sans se cacher le visage dans les mains et sortir de la salle en courant... », p. 92.
16. ↑  p. 292-300.

- Audrey Roncigli, Le cas Furtwängler, 2009

1. 1 2 3  p. 171-194.
2. 1 2  p. 103.
3. 1 2  p. 79.
4. ↑  p. 122.
5. ↑  p. 32.
6. ↑  p. 33.
7. ↑  Il écrivit en 1933 : « La vie des concerts ne peut se faire sans les gens d'origine juive, dans tous les cas. [Les faire partir d'Allemagne] serait comme opérer un patient et le faire mourir », p. 100.
8. ↑  Il déclara après la capitulation française : « Je ne jouerai jamais dans un pays comme la France, auquel je suis tant attaché, en me considérant comme un « vainqueur ». Je dirigerai à nouveau là-bas uniquement quand le pays sera libéré », p. 59.
9. ↑  p. 59.
10. ↑  p. 37.
11. ↑  p. 44.
12. ↑  p. 48.
13. ↑  p. 51.
14. ↑  p. 253.
15. 1 2  p. 57.
16. ↑  p. 102.
17. 1 2  p. 60.
18. ↑  p. 114.
19. ↑  p. 115.
20. ↑  p. 61.
21. ↑  p. 171.
22. ↑  p. 121.
23. ↑  L'agent Andrew Schulhof le rencontra en 1938 à Budapest :
« [Il n'avait] plus un sou en poche, [il était] perdu, j'ai même dû payer [son] ticket de train. On aurait dit, après la nuit de pogrom et des synagogues réduites en cendres, qu'[il avait] le sentiment d'avoir perdu tout ce qu'il avait fait pour ses amis juifs jusqu'alors », p. 59.
24. ↑  Dans le dernier chapitre de son livre, Audrey Roncigli a proposé une « interprétation politique » des enregistrements de Furtwängler pendant la période nazie faisant correspondre les événements politiques avec les émotions qui traversèrent Furtwängler dans ses interprétations comme la « tristesse », la « révolte », le « tragique », etc. p. 221-238.
25. 1 2  p. 75.
26. ↑  Goebbels avait interdit la musique franco-belge à l'époque, p. 203.
27. ↑  p. 68.
28. ↑  p. 78.
29. ↑  p. 76.
30. ↑  p. 83.
31. ↑  p. 58.
32. ↑  p. 153.
33. ↑  p. 84.
34. 1 2  p. 89.
35. ↑  p. 159.
36. ↑  p. 91.
37. ↑  p. 137.
38. ↑  p. 43.
39. ↑  Les nazis considéraient Bach comme un « grand homme allemand » mais pensaient que ses textes étaient « infestés par les Juifs ». Ils interdirent même ses œuvres comme à Koenigsberg en 1944, p. 228.
40. ↑  p. 161.
41. ↑  p. 87.
42. 1 2  p. 54.
43. ↑  p. 22.
44. ↑  p. 228.
45. ↑  p. 42.
46. ↑  p. 156-158.
47. ↑  p. 158-160.

- (en) Hans-Hubert Schönzeler, Furtwängler, 1990

1. ↑  p. 2.
2. ↑  Dans l'actuel quartier de Schwabing, qui avait l'avantage d'être, à l'époque, séparé de la ville, p. 3.
3. 1 2  p. 6.
4. ↑  p. 55.
5. ↑  p. 5.
6. ↑  p. 8.
7. ↑  Sa première composition qui fut jouée fut sa symphonie en ré majeur à Breslau en 1905 sous la direction de Georg Dorhn. L'œuvre déplut fortement au public ainsi qu'aux critiques, p. 12.
8. 1 2 3 4  p. 13.
9. ↑  p. 11.
10. ↑  p. 14.
11. ↑  p. 15.
12. ↑  Furtwängler commença à travailler avec Pfitzner juste après la mort de son père le 10 octobre 1907. Son père mourut en Grèce alors qu'il dirigeait ses fouilles à Égine et fut enterré au cimetière luthérien d'Athènes selon son souhait. Hans-Hubert Schönzeler, l'un des biographes de Furtwängler, explique l'attachement de Furtwängler à Pfitzner jusqu'à la fin de sa vie par le fait que ce dernier lui servit de « père de substitution », p. 14-16.
13. 1 2  p. 18.
14. 1 2  p. 19.
15. 1 2  p. 20.
16. ↑  p. 26.
17. 1 2  p. 23.
18. 1 2  p. 24.
19. ↑  Furtwängler fut élevé dans la foi luthérienne et y resta attaché jusqu'à sa mort, p. 9.

- Werner Thärichen, Furtwängler ou Karajan, 1990

1. ↑  « L'orchestre philharmonique de Vienne nous regardait avec envie, nous qui étions « mariés » avec lui. Pour se consoler, il s'est appelé sa « maîtresse » et en était très fier », p. 83.
2. ↑  Une anecdote rapportée par Werner Thärichen résume le lien entre Furtwängler et les musiciens de l'Orchestre philharmonique de Berlin. Lorsqu'ils apprirent la mort du chef d'orchestre, ils étaient ensemble : « un des membres dit alors : « maintenant que cet homme est mort, j'aimerais changer de métier », et tous lui donnèrent raison », p. 28.
3. 1 2 3  p. 27.
4. ↑  p. 54.
5. ↑  p. 49.
6. ↑  Werner Thärichen raconta que les musiciens de l'orchestre de Berlin avaient tout le temps d'observer leur chef d'orchestre lorsqu'ils partaient en voyage en bateau. Il passait des heures sur le pont, « il regardait au loin ; son visage avait l'expression d'un jeune homme amoureux tandis que ses mains et surtout ses doigts dessinaient dans l'air les lignes d'une partition comme les contours du corps de la femme bien-aimée. Quelle pouvait être l'origine de son bonheur et de son émoi ? Le thème d'une symphonie, d'un opéra ? Peut-être rêvait-il à sa propre musique? »,p. 26.
7. ↑  p. 26.
8. 1 2  p. 22.
9. ↑  p. 25.
10. ↑  p. 51.
11. ↑  p. 63.
12. ↑  « Arrivés à l'hôtel, il fallait s'inscrire à la réception. Furtwängler faisait de même et marquait « musicien » dans la rubrique « profession ». Lorsque les membres de l'orchestre lui demandaient pourquoi il n'y inscrivait pas un de ses titres, il répondait : « Je suis musicien et je n'aimerais pas être autre chose ». Ce n'était pas de la fausse modestie [...] Il était musicien - simplement », p. 27.
13. ↑  p. 62.

### Livrets de disques
1. ↑  À la fin de sa carrière, Adolf Furtwängler était considéré en Allemagne comme la plus haute autorité pour l'archéologie de la Grèce antique. Karla Höcker, CD Haydn Symphonie no 88 427 404-1, DG, p. 10. La plupart des livres publiés à l'heure actuelle sur l'art de la Grèce antique en français, allemand et anglais citent encore certains de ses ouvrages.
2. ↑  Friedrich Schnapp, CD Furtwängler Hambourg 921/922, SWF, 1992, p. 52.
3. ↑  0tto Strasser, CD Jubilé de l'Orchestre Philharmonique de Vienne 435 324-2, DG, 1991, p. 19.
4. ↑  Clemens Hellsberg, CD Jubilé de l'Orchestre Philharmonique de Vienne 435 324-2, DG, 1991, p. 16.
5. ↑  Un fait souligne l'importance de Furtwängler dans la vie culturelle de l'époque : le Sénat allemand fit pression sur Furtwängler en 1930 pour qu'il démissionne de la direction l'orchestre philharmonique de Vienne et qu'il refuse la proposition de chef d'orchestre de l'opéra de Vienne, poste le plus prestigieux à l'époque pour un chef d'orchestre, qu'on lui avait faite. Le Sénat avait peur que l'Allemagne perde Furtwängler au profit de l'Autriche, 0tto Strasser, CD Jubilé de l'Orchestre Philharmonique de Vienne 435 324-2, DG, 1991, p. 19.
6. ↑  André Tubeuf présente Kirsten Flagstad, Lauritz Melchior et Furtwängler comme les interprètes de l'« âge d'or » de la musique wagnérienne. André Tubeuf, CD Wilhelm Furtwängler Tristan und Isolde 7 47322 8, EMI, 1984, p. 21.
7. ↑  « Personne n'a plongé dans l'abîme du contenu tragique et des présages pessimistes de la Pathétique aussi profondément que Furtwängler ». Sami Habra, CD Furtwängler « revisité », FURT 1099, Tahra, 2005, p. 4.
8. 1 2  Sami Habra, CD Furtwängler « revisité », FURT 1099, Tahra, 2005, p. 4.
9. 1 2 3  « Une fois de plus l'élément tragique et la grandeur du discours sont inégalés. C'est bien un disque pour une île déserte, à garder et chérir pendant toute la vie. Ironiquement, sa grandeur tragique n'a pas dissuadé les nazis de diffuser ce disque à la radio Berlin pour annoncer la mort de Hitler, bien après que Furtwängler eut fui l'Allemagne. Contentons-nous de dire qu'aucun homme, aussi grand soit-il, ou a fortiori vil, n'est digne des dimensions de cette œuvre. » Sami Habra, CD Furtwängler « revisité », FURT 1099, Tahra, 2005, p. 5.
10. 1 2  André Tubeuf, Disque Symphonie n° 3 de Beethoven, EMI, 1969, p. 2.
11. ↑  Harry Halbreich, CD Neuvième de Beethoven 891R, SWF, 2001, p. 3.
12. ↑  Harry Halbreich, CD Neuvième de Beethoven 891R, SWF, 2001, p. 4.
13. ↑  Harry Halbreich, CD Neuvième de Beethoven 891R, SWF, 2001, p. 5.
14. ↑  Harry Halbreich, CD Furtwängler dirige Beethoven 941, SWF, 1994, p. 6.
15. ↑  Harry Halbreich, CD Furtwängler dirige Beethoven 941, SWF, 1994, p. 7.
16. ↑  Texte Hommage à Wilhelm Furtwängler dans la série de CD de Deutsche Grammophon sur les enregistrements de Furtwängler à Berlin durant la guerre. Klaus Lang, CD Symphonies 5e et 7e de Beethoven 427 775-2, DG, 1989, p. 14.
17. ↑  Yehudi Menuhin, CD Symphonies 5e et 7e de Beethoven 427 775-2, DG, 1989, p. 13.
18. ↑  Arthur Honegger, CD Wilhelm Furtwängler The Legend 9 08119 2, EMI, 2011, p. 9.
19. ↑  Joachim Kaiser, CD Furtwängler, Live recording 1950, 5 67422 2, EMI, 2000, p. 10.
20. ↑  Sami Habra, CD Furtwängler, Beethoven's Choral Symphony, FURT 1101-1104, Tahra, 2006, p. 2.
21. ↑  André Tubeuf, CD Symphonie no 9 de Beethoven 7 69801 2, EMI, 1984, p. 4.
22. ↑  « Sa neuvième de 1951 à Bayreuth prouva au monde que la culture germanique avait bel et bien survécu à ce que les Nazis, tout comme les Alliés, avaient littéralement enfoui sous terre ». Sami Habra, CD Furtwängler, légendaires concerts d'après guerre FURT 1054/1057, Tahra, 2000, p. 7.
23. ↑  Ce disque s'est vu attribuer un Diapason d'or du siècle, Sami Habra, CD Furtwängler, légendaires concerts d'après guerre FURT 1054/1057, Tahra, 2000, p. 12.
24. ↑  Alexander Witeschnik, CD Furtwängler, Verdi Otello, 5 65751 2, EMI, 1995, p. 28.
25. ↑  Gottfried Kraus, CD Furtwängler, Verdi Otello, 5 65751 2, EMI, 1995, p. 29.
26. ↑  Sami Habra, CD Furtwängler « revisité », FURT 1099, Tahra, 2005, p. 5.
27. ↑  « Son Tristan de 1952 et sa quatrième de Schumann de 1953 sont toujours considérés comme les plus grands enregistrements du XXe siècle ».Sami Habra, CD Furtwängler, légendaires concerts d'après guerre FURT 1054/1057, Tahra, 2000, p. 3.
28. ↑  Sami Habra, CD Furtwängler « revisité », FURT 1099, Tahra, 2005, p. 7.
29. ↑  René Trémine, CD Furtwängler Beethoven, FURT 1003, Tahra, 1994, p. 6-10.
30. ↑  Sami Habra, CD Furtwängler, Beethoven's Choral Symphony, FURT 1101-1104, Tahra, 2006, p. 8.
31. ↑  Richard Osborne, CD Wilhelm Furtwängler The Legend 9 08119 2, EMI, 2011, p. 10.
32. ↑  CD Wilhelm Furtwängler In Memoriam FURT 1090-1093, Tahra, 2004, p. 7.
33. ↑  « Samedi 4 décembre 1954. Heiliggeistkirche de Heidelberg. À onze heures précises se déroulèrent les obsèques de Wilhelm Furtwängler en présence de nombreuses personnalités de la politique et des Arts, alors que les rues de la ville étaient envahies par une foule impressionnante. La cérémonie débuta par un choral interprété à l'orgue par le Professeur Nowakowski. Après de nombreux discours (Maire de Heidelberg ; Karl Böhm, Directeur du Staatsoper de Vienne ; les intendants des Philharmonies de Vienne et Berlin, etc.), la Philharmonie de Berlin, sous la direction de l'ami Eugen Jochum, interpréta la Maurerische Trauermusik de Mozart et l'Aria de la Suite en ré de Bach. Puis le cortège se rendit au cimetière (Bergfriedhof) de Heidelberg où l'inhumation eut lieu en présence du Président de la république allemande, le Dr. Heuss et du chancelier d'Allemagne, Konrad Adenauer. Furtwängler avait en effet toujours souhaité trouver son dernier repos auprès de sa mère ».CD Wilhelm Furtwängler In Memoriam FURT 1090-1093, Tahra, 2004, p. 4.
34. ↑  Karla Höcker, CD Bruckner Symphonie nº 5 427 774-2, DG, 1989, p. 16.
35. ↑  0tto Strasser, CD Jubilé de l'Orchestre Philharmonique de Vienne 435 324-2, DG, 1991, p. 20.
36. 1 2 3  « En écoutant ses interprétations, on est frappé par la clarté de texture qu'il obtient au cœur d'une intensité émotionnelle toute romantique, et de la splendeur des tutti d'orchestre. Les cordes sont exceptionnelles par la richesse et la profondeur de leur sonorité, gorgée de vibrato », dans David Cairns, CD Symphonies 5e et 7e de Beethoven 427 775-2, DG, 1989, p. 16.
37. ↑  Wilhelm Furtwängler, CD Wilhelm Furtwängler In Memoriam FURT 1090-1093, Tahra, 2004, p. 7.
38. ↑  0tto Strasser, CD Jubilé de l'Orchestre Philharmonique de Vienne 435 324-2, DG, 1991, p. 18.
39. ↑  Friedrich Schnapp, CD Furtwängler Hambourg 921/922, SWF, 1992, p. 46.
40. ↑  Wilhelm Furtwängler, CD Wilhelm Furtwängler In Memoriam FURT 1090-1093, Tahra, 2004, p. 5.
41. ↑  Sami Habra, CD Furtwängler « revisité », FURT 1099, Tahra, 2005, p. 6.
42. ↑  « Selon Friedelind Wagner, cette Pathétique de 1938 par Furtwängler avait impressionné Toscanini à tel point que ce dernier, lors d'une journée mémorable dans sa maison de Riverdale, ne cessa de passer et repasser cet enregistrement à ses invités, en commentant avec enthousiasme tous ses points réussis ». Sami Habra, CD Furtwängler « revisité », FURT 1099, Tahra, 2005, p. 4.
43. ↑  « Je me souviens que, alors, que j'étais Generalmusidirektor à Aix la Chapelle, un ami m'avait invité à un concert de Furtwängler à Cologne. La quatrième de Robert Schumann qui m'était alors inconnue, par l'interprétation de Furtwängler, m'a ouvert un nouveau monde. Je fus profondément impressionné. Afin de ne pas détruire l'impression que ce concert m'avait donné, je ne suis pas resté et suis rentré à la maison à Aix la Chapelle. L'impression que me fit la quatrième de Robert Schumann fut réellement incroyable et je me souviens très bien de la transition du troisième au quatrième mouvement, qui fut vraiment grandiose », dans Herbert von Karajan, CD Wilhelm Furtwängler In Memoriam FURT 1090-1093, Tahra, 2004, p. 6.
44. ↑  Ludwig Beethoven, CD Furtwängler, Beethoven's Choral Symphony, FURT 1101-1104, Tahra, 2006, p. 3.
45. ↑  Ludwig Beethoven, CD Furtwängler, Beethoven's Choral Symphony, FURT 1101-1104, Tahra, 2006, p. 12.
46. ↑  Sami Habra, CD Furtwängler, Beethoven's Choral Symphony, FURT 1101-1104, Tahra, 2006.
47. ↑  « Cette interprétation nous rappelle que Furtwängler était parfaitement capable de mener un mouvement de bout en bout sur une pulsation ne variant pas », dans David Cairns, CD Symphonies 5e et 7e de Beethoven 427 775-2, DG, 1989, p. 16.
48. ↑  Harry Halbreich, CD Wilhelm Furtwängler Beethoven Eroica FURT 1031, Tahra, 1998, p. 6.
49. 1 2 3  David Cairns, CD Symphonies 5e et 7e de Beethoven 427 775-2, DG, 1989, p. 15.
50. ↑  David Cairns, CD Symphonies 5e et 7e de Beethoven 427 775-2, DG, 1989, p. 16.
51. 1 2  Paul Kletzi, CD Wilhelm Furtwängler In Memoriam FURT 1090-1093, Tahra, 2004, p. 7.
52. ↑  André Tubeuf, CD Bach Matthäus-Passion 1954, EMI, 1995, p. 3.
53. ↑  Sergiu Celibidache, CD Wilhelm Furtwängler In Memoriam FURT 1090-1093, Tahra, 2004, p. 8.
54. 1 2  Karla Höcker, CD Haydn Symphonie no 88 427 404-1, DG, p. 10.
55. ↑  Wilhelm Furtwängler, CD Furtwängler Beethoven, FURT 1003, Tahra, 1994, p. 10.
56. ↑  Sami Habra, CD Furtwängler, Beethoven's Choral Symphony, FURT 1101-1104, Tahra, 2006, p. 1.
57. ↑  Wilhelm Furtwängler, CD Furtwängler Beethoven, FURT 1003, Tahra, 1994, p. 11.
58. ↑  Harry Halbreich, CD Furtwängler Beethoven Lucerne, FURT 1003, Tahra, 1994, p. 7.
59. 1 2  Wilhelm Furtwängler, CD Furtwängler Beethoven Lucerne, FURT 1003, Tahra, 1994, p. 11.
60. 1 2  Benoît Lejay, CD Bach : Passion selon Saint Matthieu SWF 061, SWF, p. 8.
61. ↑  Benoît Lejay, CD Bach : Passion selon Saint Matthieu SWF 061, SWF, p. 9.
62. 1 2  Heinrich Schenker, CD Furtwängler, Beethoven's Choral Symphony, FURT 1101-1104, Tahra, 2006, p. 2.

### Magazines et journaux
1. 1 2  « La Pathétique berlinoise de 1938 est d'une intensité sombre, d'une violence âpre exceptionnelle ; cette vision tragique demeure l'une des plus saisissantes de la discographie, égalant à Berlin ce qu'Ievgueni Mravinski faisait à Léningrad ». Jean-Claude Hulot, Diapason (magazine), juin 2005, p. 127.
2. ↑  « L'accord entre Fischer et Furtwängler tient ici du miracle. Chef et soliste exaltent le caractère sombre et fantastique de l'œuvre. » Patrick Szersnovicz, Le Monde de la musique, décembre 2004, p. 67.
3. ↑  « La grande version historique [de cette cinquième symphonie de Bruckner], l'un des plus bouleversants témoignages de l'histoire du disque ». Stéphane Friédérich, Classica, juin 2012, p. 61.
4. ↑  « Le sommet de la discographie ». Patrick Szersnovicz, Le Monde de la musique, décembre 2004, p. 67.
5. 1 2  Cet enregistrement (Berlin 1942) a été choisi par Simon Rattle pour figurer dans la discothèque idéale du magazine Diapason. « S'il existe un enregistrement qui me donne une idée de ce que Beethoven ressentait au plus profond de son âme, c'est la no 9 par Furtwängler à Berlin en 1942. Ce qui résonne là, au plus fort de la guerre, ne peut se réduire à une interprétation au sens habituel, c'est une expérience, c'est le cri d'un musicien au cœur de la barbarie [...] Ce concert nous rappelle aussi que Beethoven créait avec la Neuvième une œuvre absolument hors normes [...] La grande transition est plus noir que dans vos pires cauchemars. Le mouvement lent tient du miracle par sa façon d'unir les contraires dans un geste mystérieux où tout flotte : la musique semble se construire dans l'instant, comme au moment où Beethoven inventait l'œuvre sur sa table de travail. Le finale ? Un seul mot peut en rendre vaguement compte : hystérie. Il nous serait impossible d'aller aussi loin de nos jours, cette interprétation prend son sens dans son époque. Avons nous besoin de connaître ses circonstances pour la comprendre ? Savoir qui était dans la salle nous dérange profondément, mais la musique suffit à ressentir le malaise que Furtwängler installe. Tout auditeur éprouvera le degré paroxystique de violence, de grandeur et de terreur vers lequel il porte ses musiciens. Quel orchestre d'ailleurs, où chacun réagit instantanément à ses rubatos inouïs sans jamais perdre le nord ! Tous le mélomanes doivent entendre ce document... ». Simon Rattle, Diapason (magazine), mars 2015, p. 74.
6. 1 2 3  « La  troisième et la quatrième symphonies de Brahms sont, elles, des versions princeps [...] Furtwängler est illuminé d'inspiration de la première à l'ultime mesure de la troisième symphonie, dont il rend le souffle épique sans négliger les passages intimistes. Le ton fantastique donné au premier mouvement, la douceur ineffable réservée aux deux mouvements médians, l'allegro final à l'entrée titanesque, s'achevant sur un poudroiement lumineux de demi-teintes, tout cela révèle l'abîme dans ce qui demeure, conjointement à la quatrième symphonie de Schumann, à la neuvième de Schubert, à la neuvième de Bruckner et à trois ou quatre Beethoven, le plus extraordinaire témoignage de l'art de Furtwängler, de sa maîtrise inouïe des transitions, qui furent tellement singulières et révélatrices parce que fait extrêmement rare, elles n'étaient jamais une fin en soi. Dans l'ultime salut aux grandes formes qu'est la quatrième symphonie, Furtwängler fond les structures les plus savantes dans une sombre vision, follement intense parfois (développement du premier mouvement, variations du finale). Ses changements de tempo, plutôt abrupts mais jamais arbitraires, témoignent d'une force rythmique exceptionnelle ». Patrick Szersnovicz, Le Monde de la musique, février 1996, p. 77.
7. ↑  « Peut-être la 7e symphonie de Beethoven la plus extraordinaire de l'histoire du disque ». Thierry Soveaux, Diapason (magazine), février 2002, p. 117.
8. ↑  « L'interprétation beethovénienne n'a jamais atteint de tels sommets ». Patrick Szersnovicz, Le Monde de la musique, janvier 2005, p. 95.
9. ↑  « Animée par une impulsion irrésistible et de géniales intuitions, Furtwängler avec la Philharmonique de Vienne demeure unique par son architecture, sa dynamique, ses fulgurants contrastes entre tragique intime et révolte déchirante ». Patrick Szersnovicz, Diapason (magazine), janvier 2015, p. 51.
10. ↑  « Une épopée gigantesque mais aux tempos étonnamment rapides - sans doute la meilleure version de cette symphonie de Bruckner ». Patrick Szersnovicz, Le Monde de la musique, décembre 2004, p. 67.
11. ↑  « La plus grande version de l'histoire de l'œuvre ». Patrick Szersnovicz, Le Monde de la musique, janvier 2005, p. 95.
12. ↑  « Incontestablement l'un des plus grands disques du XXe siècle ». Diapason (magazine), mai 2004, p. 31.
13. ↑  « Rencontre qui tient du miracle pour l'éternité ». Patrick Szersnovicz, Le Monde de la musique, mars 2004, p. 49.
14. ↑  « Unique enregistrement de Bartók dans la discographie de Furtwängler, cette vision romantique offre une magie inimitable ». Patrick Szersnovicz, Le Monde de la musique, décembre 2004, p. 67.
15. ↑  Un disque incluant les concertos de Beethoven et Mendelssohn  avec Yehudi Menuhin et Furtwängler fut élu comme l'un des « cinq plus grands enregistrements du siècle » par les lecteurs du Monde de la Musique. Le Monde de la musique, décembre 2004, p. 73.
16. ↑  « Giulini m'a magnifiquement évoqué un jour l'élan fantastique, le long fleuve nullement tranquille, mais riche en splendeurs voilées de cette interprétation, où chaque accord semble prendre forme en même temps qu'il résonne. [...] Jaillissant d'une conception longuement mûrie, les intuitions géniales de Furtwängler, sa liberté de l'agogique et du phrasé servent si magistralement la pensée musicale de Brahms qu'on ne saurait plus en imaginer d'autres ». Patrick Szersnovicz, Diapason, septembre 2013, p. 75.
17. ↑  Diapason (magazine), mars 2014, p. 18.
18. ↑  Cet enregistrement fut élu comme l'un des « cinq plus grands enregistrements du siècle » par les lecteurs du Monde de la Musique. Un autre enregistrement impliquant Furtwängler fut aussi élu : il s'agit des concertos de Beethoven et Mendelssohn  avec Yehudi Menuhin. Le Monde de la musique, décembre 2004, p. 73.
19. ↑  « Le sommet absolu de l'entière discographie de l'œuvre », Patrick Szersnovicz, Le Monde de la musique, février 1996, p. 77.
20. ↑  « Version à juste titre légendaire, d'une poésie et d'une émotion qui défient l'analyse ». Patrick Szersnovicz, Le Monde de la musique, décembre 2004, p. 67.
21. ↑  Furtwängler choisit un opéra de Verdi car 1951 correspondait au cinquantenaire de la mort du compositeur, Diapason (magazine), mars 2014, p. 114.
22. ↑  « Tout simplement un des plus beaux enregistrements lyriques de tous les temps ». Patrick Szersnovicz, Le Monde de la musique, décembre 2004, p. 67.
23. ↑  « L'un des plus beaux disques d'orchestre du siècle dernier et une référence inégalée pour cette symphonie ». Jean-Claude Hulot, Diapason (magazine), juin 2005, p. 127.
24. ↑  « Reconnaissons que les témoignages du grand chef contenus dans ce coffret sont inégalés. La Quatrième de Schumann avec sa 'Romanze' d'une plénitude sidérante compte à nos yeux parmi les plus beaux disques de tous les temps ». Thierry Soveaux, Diapason (magazine), novembre 2013, p. 76.
25. ↑  « À Lucerne, Furtwängler me semble atteindre un sommet. Ce qu'il fait dans le mouvement lent est ahurissant. Rien n'est jamais statique, et le discours est incroyablement vivant, naturel et pourtant sans emphase ». Benoît Fauchet, Diapason (magazine), janvier 2015, p. 7.
26. ↑  « Dernier enregistrement de Furtwängler, quelques semaines avant sa mort. Constamment inspiré, le chef transporte l'œuvre dans sa dimension intemporelle ». Patrick Szersnovicz, Le Monde de la musique, décembre 2004, p. 67.
27. ↑  « La légendaire « imprécision » de la battue de Furtwängler est parfaitement délibérée et vise à obtenir de l'orchestre, au prix d'un manque infime de synchronisation, cette sonorité lumineuse, pleine et vigoureuse qui caractérise ses interprétations ». Patrick Szersnovicz, Le Monde de la musique, décembre 2004, p. 66.
28. 1 2 3 4 5 6 7 8 9  Patrick Szersnovicz, Le Monde de la musique, décembre 2004, p. 62-67.
29. ↑  « Le plus grand chef du siècle dernier », dans Jean-Marie Pel, Diapason (magazine), mai 2002, p. 5.
30. ↑   Le Figaro, 9 décembre 2004 : l'auteur parle du « plus grand chef du XXe siècle ».
31. 1 2 3  Patrick Szersnovicz, Le Monde de la musique, décembre 2004, p. 65.
32. ↑  « La faculté la plus mystérieuse de Furtwängler est celle de lier les différentes parties d'une œuvre, d'assembler leurs éléments dans un même souffle. Il est le maître de la transition qui, chez lui, n'est jamais une fin en soi. Ses transitions ne sont plus une reprise glissée entre deux idées, mais les lieux d'une métamorphose ». Patrick Szersnovicz, Le Monde de la musique, décembre 2004, p. 64.
33. ↑  Patrick Szersnovicz, Le Monde de la musique, décembre 2004, p. 62.
34. 1 2  « Revivre la naissance de l'œuvre, ouvrir celle-ci à la compréhension universelle ont été les secrets du plus grand chef, sans doute, de l'Histoire ». Patrick Szersnovicz, Le Monde de la musique, décembre 2004, p. 62.
35. ↑  « Comme l'a écrit Alfred Brendel, si Furtwängler n'avait pas existé, il eût fallu l'inventer, c'est-à-dire inventer l'interprète sous la direction duquel un morceau de musique devient un « être vivant » ». Patrick Szersnovicz, Le Monde de la musique, décembre 2004, p. 62.
36. ↑  « Avec Wilhelm Furtwängler, la forme est vivante, douée d'une respiration propre ». Patrick Szersnovicz, Le Monde de la musique, décembre 2004, p. 119.

- Dictionnaire des disques Diapason : Guide critique de la musique classique enregistrée, Paris, Robert Laffont, 1981, 964 p. (ISBN 2-221-50233-7)

1. 1 2  « L'enregistrement (public) Furtwängler-Vienne 1944 est l'un des plus célèbres de toute l'histoire du disque [...] Il s'agit peut-être de la plus grande interprétation de la plus grande symphonie de tous les temps ! [...] Furtwängler était bien le plus grand interprète de Beethoven qu'on ait jamais connu », p. 117.
2. ↑  « Un disque puissant, audacieux qui présente l'intérêt absolu de la conjonction de deux des plus grands artistes du  XXe siècle, et nous livre un Brahms lumineux, d'une puissance poétique et expressive hallucinante », p. 191.
3. ↑  « Grande, cette neuvième symphonie de Schubert l'est aussi parce que Furtwängler en fait un véritable monument. Il est difficile de rêver une intensité dramatique plus véhémente que celle qui émane de ce disque [...] Toute cette interprétation montre une grande éloquence et un phrasé inimitable », p. 749.
4. ↑  « Les Plaisantes Farces de Till l’Espiègle, typiques du réalisme musical de Strauss, nécessitent de par leur écriture, un chef capable d'en exprimer à la fois la complexité et les lignes de force, les lignes mélodiques et les structures rythmiques indépendantes. Dans un tempo d'enfer, la baguette de Furtwängler en donne la traduction définitive », p. 814.
5. ↑  « L'enregistrement de Furtwängler-Berlin 1942 retient avant tout par son extrême violence [...] Le finale offre une cruauté inimaginable, avec des moments d'intense expressionnisme [...] Le romantisme échevelé de Furtwängler, la vivacité de certains tempos exaltent ici une Neuvième sévère, purificatrice. Mais ce n'est certainement pas la Joie que l'on chante dans le finale, à la grandeur plutôt apocalyptique ! », p.  127.
6. ↑  « Furtwängler transfigure le propos de la quatrième symphonie de Brahms d'une grandeur quasi fatale », p. 202.
7. 1 2 3  « Les forces directionnelles de la troisième et de la quatrième symphonies de Brahms sont exaltées de façon extraordinaire ; ce sont de véritables architectures vivantes, secouées d'éclairs, de lenteurs infinies, de calmes hypertendus, de déchaînements lyriques. Le choix du tempo molto instabile, n'obéit qu'à la conception qu'avait Furtwängler du temps musical : faire éclater la grande forme d'une œuvre en chacune de ses composantes, de façon que l'on puisse percevoir l'itinéraire entier de chaque mesure », p. 197.
8. ↑  « C'est dans un sens hyperdramatique que s'oriente Furtwängler lors du concert de juin 1943. Le chef maintient une tension oppressante d'un bout à l'autre, multipliant des intuitions aussi géniales que révolutionnaires [...] Il s'agit d'un événement d'exception : sommet absolu de la saga furtwänglerienne et de l'histoire de l'interprétation », p. 120.
9. ↑  « Le concert public (Berlin 1943) de Furtwängler est un formidable sommet [...] C'est la rigueur, l'inflexibilité de l'architecture qu'il met d'abord en valeur, en dépit de très grandes vagues, des vertigineux phrasés qui, tel l'océan, semblent toujours déborder, et sont pourtant tenus d'une poigne de fer. [...] Le finale est un terrifiant maelström, maintenu avec une rigueur de tempo qui donne le vertige et qu'on ne peut même pas comparer à celle, légendaire, d'Arturo Toscanini. Il s'agit tout net d'un événement de la musique enregistrée », p. 123.
10. ↑  « La Neuvième de Bruckner de Furtwängler fait aujourd'hui référence absolue en la matière », p. 218.
11. ↑  « Ce qui d'emblée frappe, dans la version Furtwängler, c'est la pleine humanité qui sourd de cette musique gonflée de vie, aspirée littéralement vers une lumière surnaturelle qui devient croissante au long de chaque mouvement. Franck humain et mystique, voilà ce que rend à merveille ce disque inoubliable », p. 363.
12. ↑  « La première rencontre Menuhin-Furtwängler offre une lumière indicible », p. 111.
13. ↑  « C'est une rencontre historique que celle de Menuhin et de Furtwängler dans ce concerto que, sur le plan spirituel, ils abordent dans le même esprit que s'il s'agissait de celui de Brahms », p. 63.
14. ↑  « Ce n'est pas par la beauté de la sonorité que Menuhin s'est imposé, mais avant tout par une présence déchirante, une humaine grandeur. Son enregistrement, réalisé au lendemain de la guerre est un document émouvant, témoin de la rencontre musicale de deux des plus irremplaçables interprètes que le monde occidental ait connus », p. 528.
15. ↑  « Blessé, meurtri physiquement et moralement par les épreuves de la seconde guerre mondiale, Furtwängler a laissé un témoignage irremplaçable de cette œuvre désespérée, écrite par un compositeur lui-même accablé par le cataclysme. La simplicité de l'écriture musicale est livrée dans toute sa nudité », p. 813.
16. ↑  p. 114.
17. 1 2  « La troisième symphonie est peut-être l'Eroica de Brahms, mais aussi son « jardin secret », et l'une des plus grandes symphonies de tous les temps. C'est du moins ainsi que l'entend Furtwängler [...] Un des plus beaux disques de toute l'histoire », p. 201.
18. 1 2  « Le premier mouvement est exceptionnellement large dans la version Furtwängler-Bayreuth 1951, avec des modifications de tempo qui renversent les traditions en accentuant encore davantage l'aspect d'attente, de suspens [...] L'adagio, pris dans un tempo très lent, est phrasé avec une profondeur, un lyrisme véritablement inouïs. La divine frénésie du finale; sa gradation conclusive illustrent une conception précise : pour Furtwängler la Neuvième est surtout une symphonie « à finale » [...] Cette interprétation témoigne d'un engagement spirituel presque écrasant », p. 126.
19. ↑  « Furtwängler insuffle à tout le premier mouvement une terrifiante grandeur [...] Le finale reste un prodigieux exemple de l'art de Furtwängler : les contrastes sont exacerbés puis intégrés d'une même main de fer [...] Un disque suprêmement inspiré, un des plus beaux hommages jamais rendus à la musique de Brahms », p. 198.
20. ↑  « La conjonction Fischer-Furtwängler a tout simplement produit un des plus grands disques de l'histoire [...] Une souveraine et parfois surhumaine tension dramatique lient pour toujours l'espace furtwänglerien et l'expressivité poétique d'Edwin Fischer pour la plus grande gloire de Beethoven », p. 110.
21. ↑  « Il faut féliciter Walter Legge d'avoir provoqué cette rencontre de deux « monstres sacrés » et d'avoir enregistré ce document inestimable réunissant Schwarzkopf et Furtwängler. On se demande, en écoutant, la grande cantatrice, si l'on pourra jamais atteindre de tels sommets dans le naturel et la perfection. Mais la valeur du disque réside peut-être davantage encore dans le document sur le style pianistique de Furtwängler : le modèle absolu de sonorité, de phrasé, d'intelligence avec la partenaire... », p. 921.

### Articles de la Société Wilhelm Furtwängler
Les articles suivants sont disponibles sur le site de la Société Wilhelm Furtwängler (voir liens externes).
1. ↑  René Trémine, « Furtwängler et la France », dans , 1984.
2. 1 2  Félix Matus-Echaiz, « Furtwängler, interprète de Bruckner », dans , 1996.

- « Wilhelm Furtwängler (1886-1954) », dans In Memoriam Furtwängler, Tahra, 2004

1. ↑  p. 1.
2. 1 2 3 4  p. 2.
3. 1 2 3 4  p. 3.
4. ↑  p. 4.
5. ↑  p. 5.
6. ↑  Das Wunder Furtwängler est le titre d'un article écrit par un critique durant cette époque, p. 5.
7. 1 2  p. 6.
8. 1 2  p. 13.
9. ↑  p. 14.

- Stéphane Topakian, « Wilhelm Furtwängler, un mystère de la musique », dans , 1994

1. 1 2 3 4 5  p. 4.
2. 1 2 3  p. 3.
3. 1 2  p. 5.
4. 1 2 3  p. 6.
5. ↑  p. 7.

- Textes rassemblés par Philippe Jacquard, « L'atelier du maître », dans

1. ↑  Le caractère exceptionnel de cette transition avec Furtwängler a été souligné par Herbert von Karajan, p. 4.
2. ↑  p. 4.
3. ↑  p. 7.
4. 1 2  p. 8.
5. 1 2 3 4  p. 3
6. 1 2  p. 10.
7. ↑  p. 12.
8. 1 2  p. 16.
9. 1 2 3 4  p. 9.
10. ↑  p. 19.
11. ↑  p. 15.
12. ↑  p. 20.
13. 1 2 3 4  p. 11.
14. ↑  p. 17.
15. ↑  p. 18.
16. ↑  p. 13.

- Michel Chauvey, « Wilhelm Furtwängler et la Suisse », dans , 1995

1. 1 2  p. 2.
2. 1 2 3  p. 7.

- Textes rassemblés par René Trémine, « La technique du chef d'orchestre », dans , 1986

1. ↑  p. 4.
2. 1 2  p. 5.